# ゲーム機
ゲーム機（ゲームき）とは、ビデオゲーム（コンピューターゲーム、テレビゲーム）、コンシューマーゲーム（家庭用ゲーム）を動作させるための装置の総称。
「ゲーム機」という言葉自体は、ゲーム用のハードウェア全般を指す。したがって、「家庭用ゲーム機」「コンシューマーゲーム機」「ゲーム専用機」「ゲームコンソール」「アーケードゲーム機」「電子ゲーム機」などの名称で呼ばれるハードウェア、さらにはビデオゲームをプレイするために使われている状態のパーソナルコンピューター（パソコン）やスマートフォンまでもが、すべて「ゲーム機」に該当する。日本において、ゲーム機は「家庭用ゲーム機」を指すことが多い。
本記事では概略に留める。詳細は各記事を参照されたい。

## 分類

### アーケードゲーム機
アーケードゲームをプレイするためのゲーム機。いわゆる「ゲームセンター」などに設置される。ゲームセンターなどの経営側が、業務（商売）のために使うゲーム機なので「業務機」とも呼ばれる。
アーケードゲームとして最初に成功したビデオゲーム製品はアタリ社が1972年に登場させた『ポン』である。その後続々とアーケードゲーム機が登場。特に1978年にはタイトーが『スペースインベーダー』を開発、好評を博し、世界各地でゲームセンターが作られ、タイトーのアーケードゲーム機が設置されることになり、ゲームを産業として確立させた。インベーダーゲームのヒットを目の当たりにして、そのゲーム機を模倣したアーケード機も製造する会社も多数登場した。このインベーダーゲームのゲーム機と、その後タイトーがとったやりかたで、新しいゲームをプレーヤーに提供する場合は、一番外側の筐体はそのままに、内部のメモリー（メモリーボード）を交換する形で、そして必要に応じてグラフィックボードも交換することで、あらたなゲームが動くゲーム機に仕立てる、という方式が広まっていった。

### 家庭用ゲーム機
当初は、前述のアーケードゲームを家庭でも手軽に楽しめるように開発されたゲーム機であった。初期の家庭用ゲーム機は初期のアーケードゲーム同様にワイヤードロジックで構成されていたため、「1ハード1ゲーム」つまりひとつのゲーム機ではひとつのゲームしか遊べない状態で、あるいはせいぜい複数のゲームをスイッチで切り替える方式だった。その欠点を解消するために、1977年に登場したAtari 2600ではカートリッジでプログラムを交換する方式を導入し、ヒット機となった。その後、アーケードゲームだけでなく、さまざまなジャンルのゲームを搭載できる家庭用ゲーム機も、多数開発されるようになった。
1980年代から1990年代前半にかけて、多くのメーカーによってゲーム機が開発・発売された。この時期に主要ゲーム機を販売していたのは任天堂、セガ、日本電気ホームエレクトロニクスであり、1983年に任天堂から発売されたファミリーコンピュータはカートリッジ方式（カセット方式）を採用し、サードパーティーにライセンス方式でソフトウェアの製造をさせ、価格を安価に設定した上に、多くのソフト開発会社から良質のゲームソフトが続々と発売された。結果的に累計販売台数は1991年3月末時点までに約1,600万台に達した。
1994年にソニーコンピュータエンタテインメント（SCE。現：ソニー・インタラクティブエンタテインメント（SIE））のPlayStationが市場に参入してからは、任天堂とセガ、SCEの3強による寡占状態へとなっていった。2000年代になるとセガがゲーム機開発から撤退し、2001年にマイクロソフトがXboxで市場に参入した。
以降は任天堂とSIE、マイクロソフトの3強状態が続いていたが、2014年の日本におけるXbox Oneの発売後の市場規模の衰退や、2016年ごろの日本におけるXbox向けディスク流通の事実上の撤退以降、日本の市場はSIEと任天堂の二強状態になっているが、マイクロソフトは日本向けのXbox事業から現在も撤退していない上、日本のPCゲームの市場についてはギャルゲー、インディーゲームなどがSteamなどに移植されるケースも多い。

### 電子ゲーム機
電子ゲームをプレイするためのゲーム機。主にLSIチップによって動作する。携帯型の家庭用ゲーム機（後述）と異なり、複数のゲームソフトを搭載することはできない。代表例は、任天堂のゲーム&ウオッチシリーズやたまごっちなど。

### ゲームで使われるパソコン類
1970年代から1980年代前半にかけて、8ビットCPUのパーソナルコンピューター（Apple II、Commodore PET 2001、タンディ TRS-80など）が次々と登場し、それぞれのマシンのユーザーがそれらをゲーム機として使った。特に1982年に発売されたCommodore 64（略称：C64）は非常に安価で、アメリカの多くの家庭に普及し、累計で1994年4月までに1700万台の販売を記録した。このC64は、各家庭でゲーム機として使われ、普及台数が多かったのでゲームソフトを開発する会社も数多く、1300種類以上のゲームソフトがC64のために制作・販売された。1990年代以降はWindows+PC/AT互換機の環境が標準的となった。
パーソナルコンピューターの中でも「ゲームパソコン」と分類されたものは、ROMカートリッジスロットの搭載、スプライト機能の搭載、ジョイスティック端子の搭載などゲーム用途の機能を搭載しており、主にゲーム用のコンピューターとして使われた。日本の企業群から共通規格で販売されたMSXもゲーム機として利用された。

## 下位分類
ゲーム機は、さらに細かく分類できる。分類方法はさまざまであるが、たとえば以下のように分類する方法がある。
2004年に発売されたPlayStation Portable（PSP）はゲームだけに留まらない多機能さにより、「ゲーム機という線引きが曖昧になっている（"ゲーム機"が消える）」と指摘され、2000年代後半からはスマートフォンが普及し始めたことで、スマートフォン内にゲームアプリをダウンロード・インストールすることで、一種の携帯型の高性能ゲーム機としても使うことが広く一般化している。2012年には、ゲーム開発自由な「オープンプラットフォーム」およびメディア在庫を持たない「デジタルディストリビューション」といった特徴は共通しているが、スマートフォンやタブレットの普及によりコモディティ化した高度なモバイルハードウェア・ソフトウェア技術がゲーム機に転用され始め、クラウドファンディングの流行を背景にOUYAやGameStickなど新興企業の手によるAndroidゲーム機の企画・開発が相次いだ。

### アーケードゲーム機の下位分類
アーケードゲーム機は、下位分類としては、以下のように大分類されることがある。
- ビデオゲーム用アーケードゲーム機 / エレメカ

ビデオゲーム用アーケード機は筐体のタイプで以下のように大分類されることがある。
- アップライト筐体（型） / テーブル筐体（型） / プロジェクタ筐体（型）

アップライト型（筐体）というのはプレーヤが立った状態でプレイするアーケード機であり、テーブル型（筐体）というのはゲーム機がテーブルのような形をしており、プレーヤは椅子にこしかけてテーブル状マシンの上面の画面をのぞきこみ、マシン側面にあるレバーやボタンを操作するものである。上の3分類以外にもセミ・アップライトなどの中間的なものもある。特に大きな筐体でできている業務用ゲーム機を大型筐体ゲーム機と分類する方法もある。
また、汎用筐体と専用筐体に分類されることもある。汎用筐体（汎用タイプ）というのは、ソフトウェアやボード類を入れ替えてさまざまなゲームを走らせることができる業務用ゲーム機のことである。それに対して専用筐体（専用タイプ）というのは、ある特定のゲームにしか使えないようなゲーム機であり、たとえば特定のカー・レースゲームに特化して、ハンドル・座席・画面・画面まわりの装飾などを作りこんであって、他のゲームには転用できないようなゲーム機のことである。そのため、そのゲームの需要が無くなったら、分解・廃棄処分せざるを得ない。

### 家庭用ゲーム機の下位分類
家庭用ゲーム機の下位分類としては、以下のような大分類をされることがある。
- 据置型ゲーム機 / 携帯型ゲーム機

「据置型ゲーム機」とは、特定の位置に設置して使用されることを前提に開発されたゲーム機。一般に、家庭に置かれているテレビ受像機に繋いで使うことを前提に設計されており、テレビゲームともいう。
それに対して「携帯型ゲーム機」とは、携帯していろいろな場所でプレイすることを前提として開発されたゲーム機。携帯可能な大きさ・重さになるよう、通常、小型の画面を備える。ただし、以前は「据置型ゲーム機 / 携帯型ゲーム機」の線引きがかなりはっきりしていたのだが、近年ではNintendo Switchのように、あえてそれらの境界領域を狙って、それ自体に小型の画面を備えていて携帯して遊ぶこともできながら家庭用の大型テレビに接続し大画面でプレイもできる機種、あるいはドッキングステーションのようなものに接続することでそれを実現するものなども開発され、それらの機種も相当な販売台数になっているので、「据置型ゲーム機 / 携帯型ゲーム機」という分類は、以前に比べるとやや曖昧になっている。
家庭用ゲーム機は、時代とともにそのアーキテクチャや性能の水準が変化してきており、複数のメーカーによって開発・製造されているにもかかわらず、大まかに言うと時代ごとにある種の類似性でまとめることができるので、第1世代、第2世代...などと、世代（generation）で分類するということが広く行われている。据置型で顕著であるが、携帯型についても同様の分類がされることがある。
PlayStation 4、Xbox Oneに関してはどちらもCPU/GPUがAMD製であり、AMD (ATi) が製造していたゲームキューブ〜Wii UのGPUからさらに本格的に家庭用ゲーム業界のチップ製造に参入する形となり、PlayStationの今後の次世代機に関してもPlayStation 4との互換性を維持する関係でAMDのチップを採用し続けることが事実上確定した。2015年には、Xbox Oneのみでマイクロソフトが前から研究されていたXbox 360の後方互換要素をほとんどソフトウェアエミュレーションのみで実装することに成功し、2021年まで互換対応作業が続いた。

### ゲームで使われるパソコン類の下位分類
ゲーム機として用いられている状態のパソコンは以下のように分類することも可能である。
- 汎用PC / ゲーミングPC[7]

前者は様々な用途に使う目的で設計されたパソコンに、ゲームソフトをインストールしてプレイしている状態である。「2Dゲーム」など呼ばれる、平面的な立体視をともなわないゲーム類は汎用PCで十分に楽しむことができる。後者はいわゆる「3Dゲーム」を（快適に）プレイするために（高速、美麗な）3Dグラフィックスを実現可能な高性能なパーツ類を搭載したパソコンのことであり、一般には、滑らかで美麗な3D画像を実現するため、高速に無数のポリゴンを描画できるGPU（画像処理ユニット）および特に高速なCPUや大きな主メモリ等を備えたパソコンのことを指している。
2013年にはValve CorporationがSteamOS/Steam Machine/Steam Controllerを発表した。Steam Machineはかねてより構想が伝えられていたSteam Box、すなわち同社のパソコンゲームプラットフォームであるSteamのコンシューマ市場展開を担う家庭用ゲーム機・専用ゲーミングPCの規格である（Xi3のPistonは非公認となった）。

## 家庭用ゲーム機の世代分け
ここでは、家庭用ゲーム機（据え置き型および携帯型）の時代・世代ごとの変遷について解説する。ゲームが主要用途であるゲームパソコンも家庭用ゲーム機の一形態である為、ここではゲームパソコンも含めて解説する。家庭用ゲーム機ではないが、便宜上電子ゲーム機についても、携帯型の節で解説する。

### 据え置き型

#### 第1世代（据え置き型）
1970年代前半 - 末を、この記事では「第1世代」とする。

第1世代の据置機
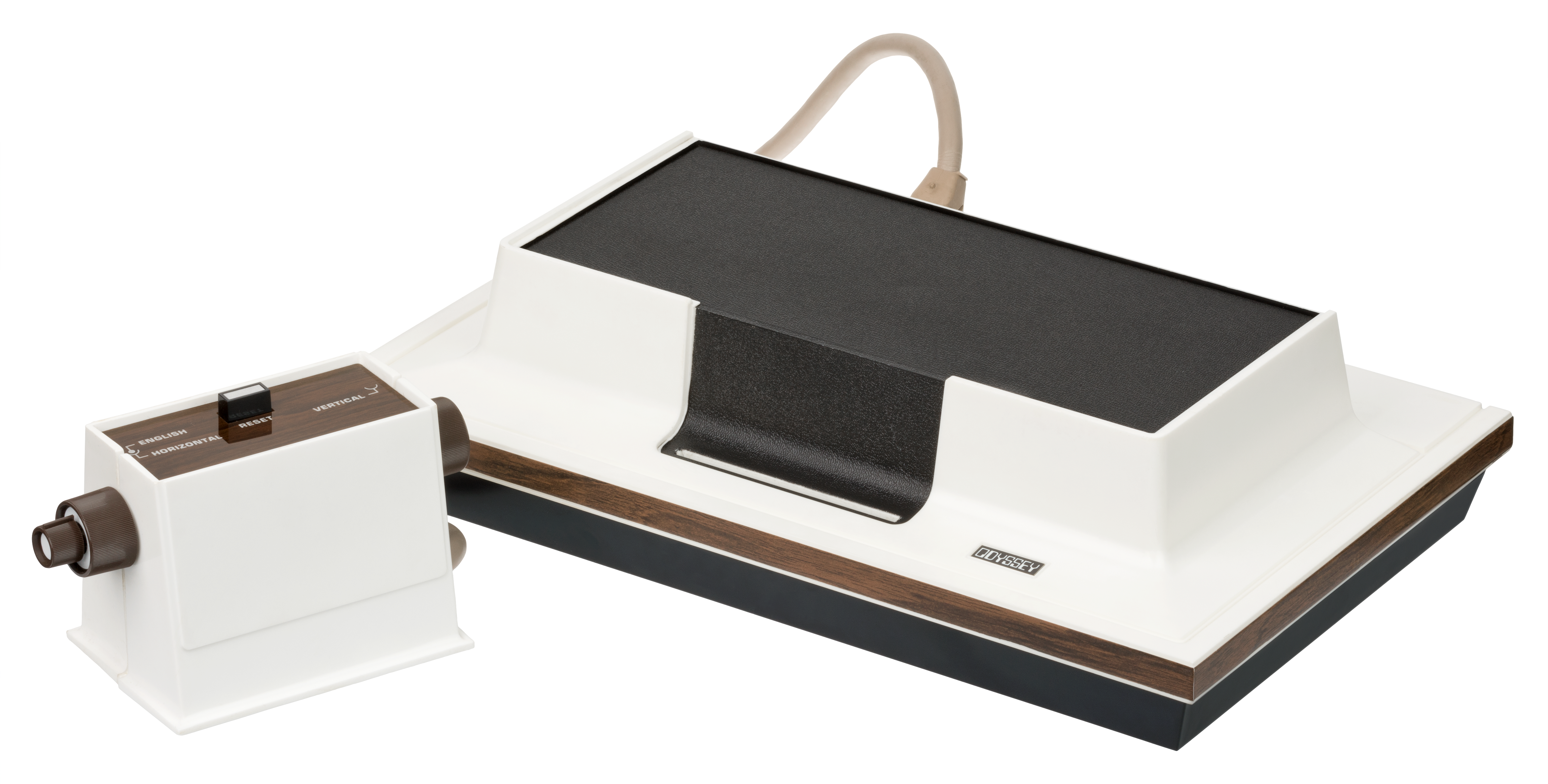
オデッセイ
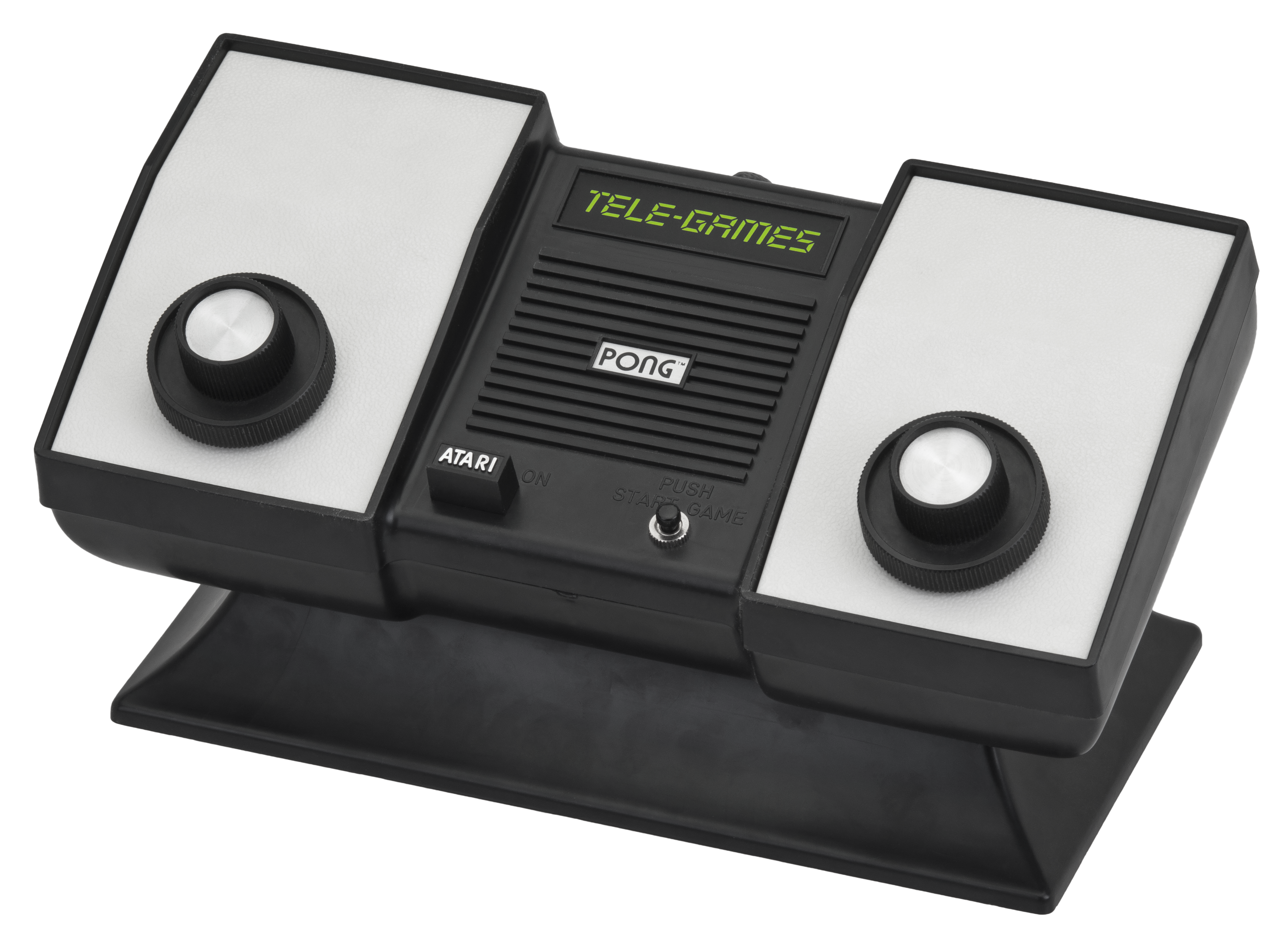
ホーム・ポン （テレゲームズ）
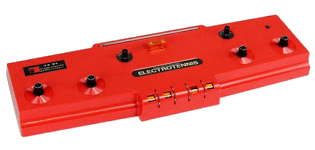
テレビテニス
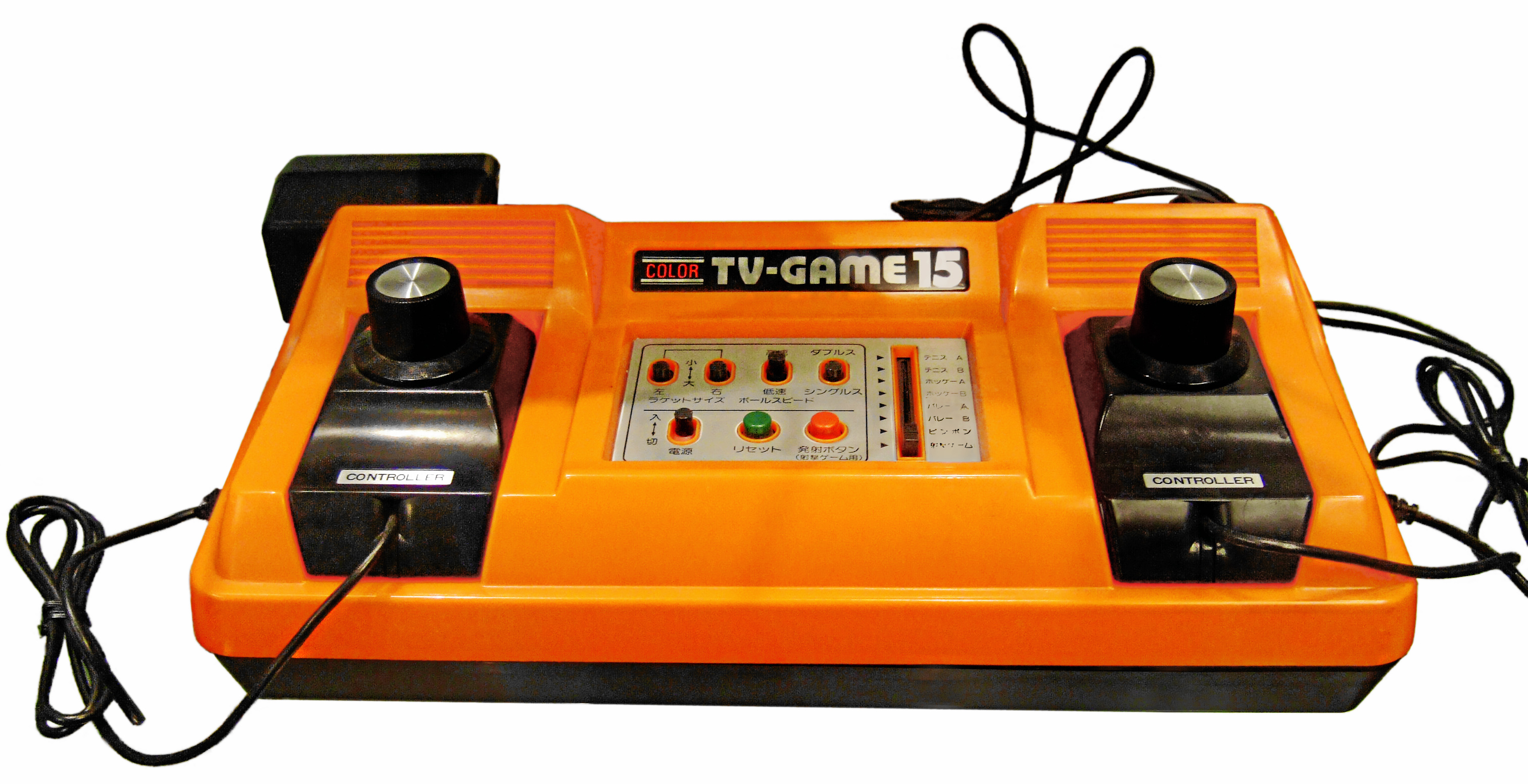
カラーテレビゲーム15

1972年に史上初の家庭用ゲーム機とされる『オデッセイ』がリリースされた。オデッセイはCPUではなく、アナログ回路で電子ゲーム機能を実現していた。オデッセイを参考にして製作したビデオゲーム『ポン』をアーケードで大ヒットさせたアタリが、テレビに接続するだけで家庭でもポンが楽しめる『ホーム・ポン』を1975年にリリースし、大ヒットとなった。これによって家庭用ゲーム機という存在が広く知られ、「ポンクローン」と呼ばれるポンのコピーゲーム・亜流ゲームが、大手から中小まで多数の玩具メーカーからリリースされた。日本ではオデッセイを発売したマグナボックスと提携したエポック社と任天堂からゲーム機が発売されたが、これらもポンクローンと呼ばれている。アタリが1976年に発売した『ブレイクアウト』（ブロック崩し）なども多くのクローン機が出回った。これらのゲーム機が最初期に現れたゲーム機、すなわちゲーム第1世代と呼ばれる。この時代はソフトがハードに組み込まれていて、後からソフトを買い足すことはできなかったが、スイッチで複数のゲームを切り替えることができるもの、切り替えカードを追加購入することでオプションのゲームをプレイできるものもあった。
- オデッセイ（マグナボックス、1972年）
- ホーム・ポン（アタリ、1975年）
- テレビテニス（エポック社、1975年）
- テルスター（コレコ、1976年〜1978年）
- カラーテレビゲーム15、カラーテレビゲーム6（任天堂、1977年）
- ビデオピンボール（英語版）（アタリ、1977年）
- TV JACK（バンダイ、1977年〜1978年）
- TV FUN（トミー工業、1977年〜1978年）
- システム10（エポック社、1978年）
- カラーテレビゲーム レーシング112（任天堂、1978年）
- テレビ野球ゲーム（エポック社、1978年）
- テレビブロック（エポック社、1979年）
- カラーテレビゲーム ブロック崩し（任天堂、1979年）
- テレビベーダー（エポック社、1980年）
- コンピュータTVゲーム（任天堂、1980年）

#### 第2世代（据え置き型）
1970年代後半 - 1980年代前半を、この記事では「第2世代」とする。

第2世代の据置機
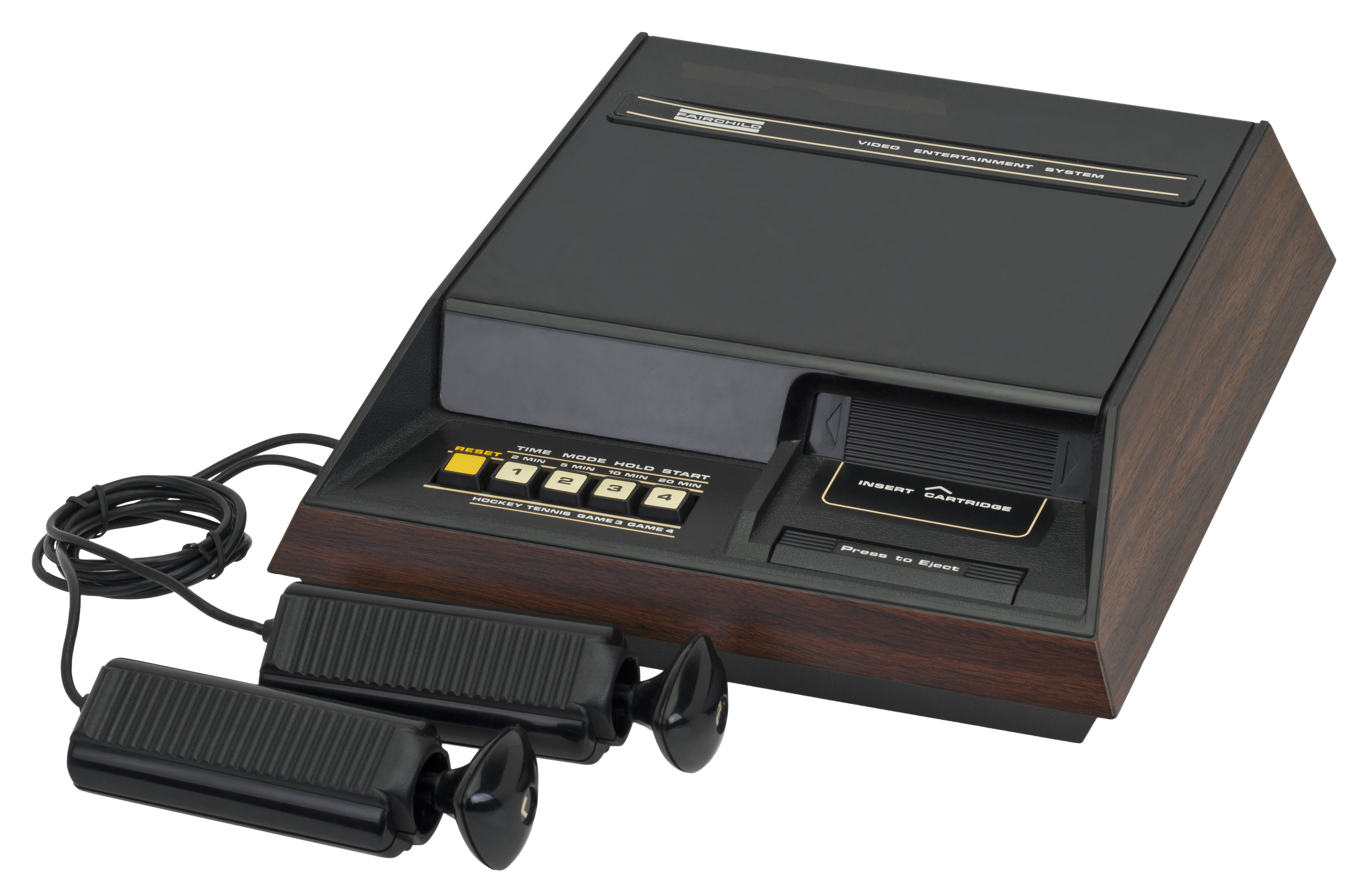
チャンネルF
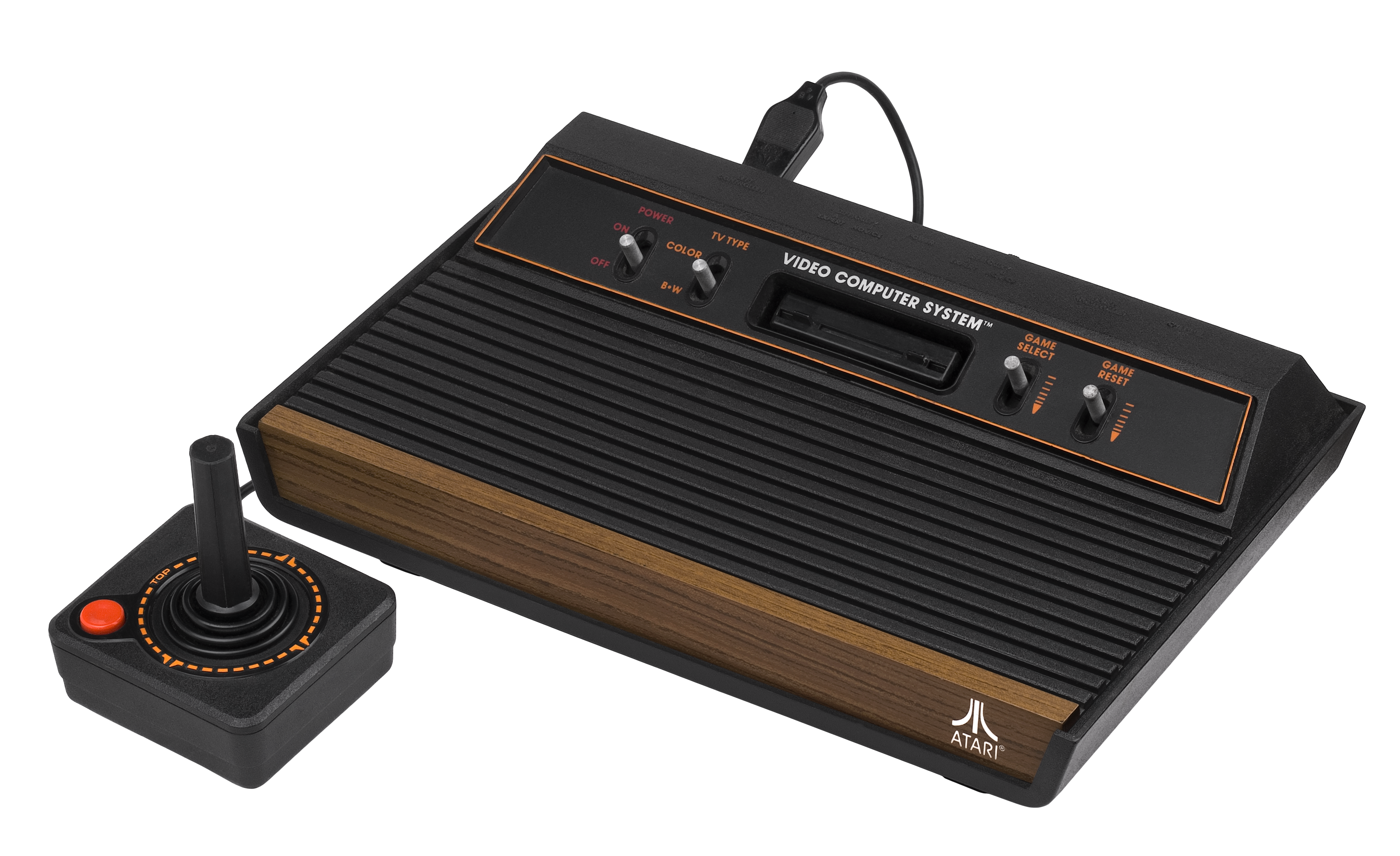
Atari 2600
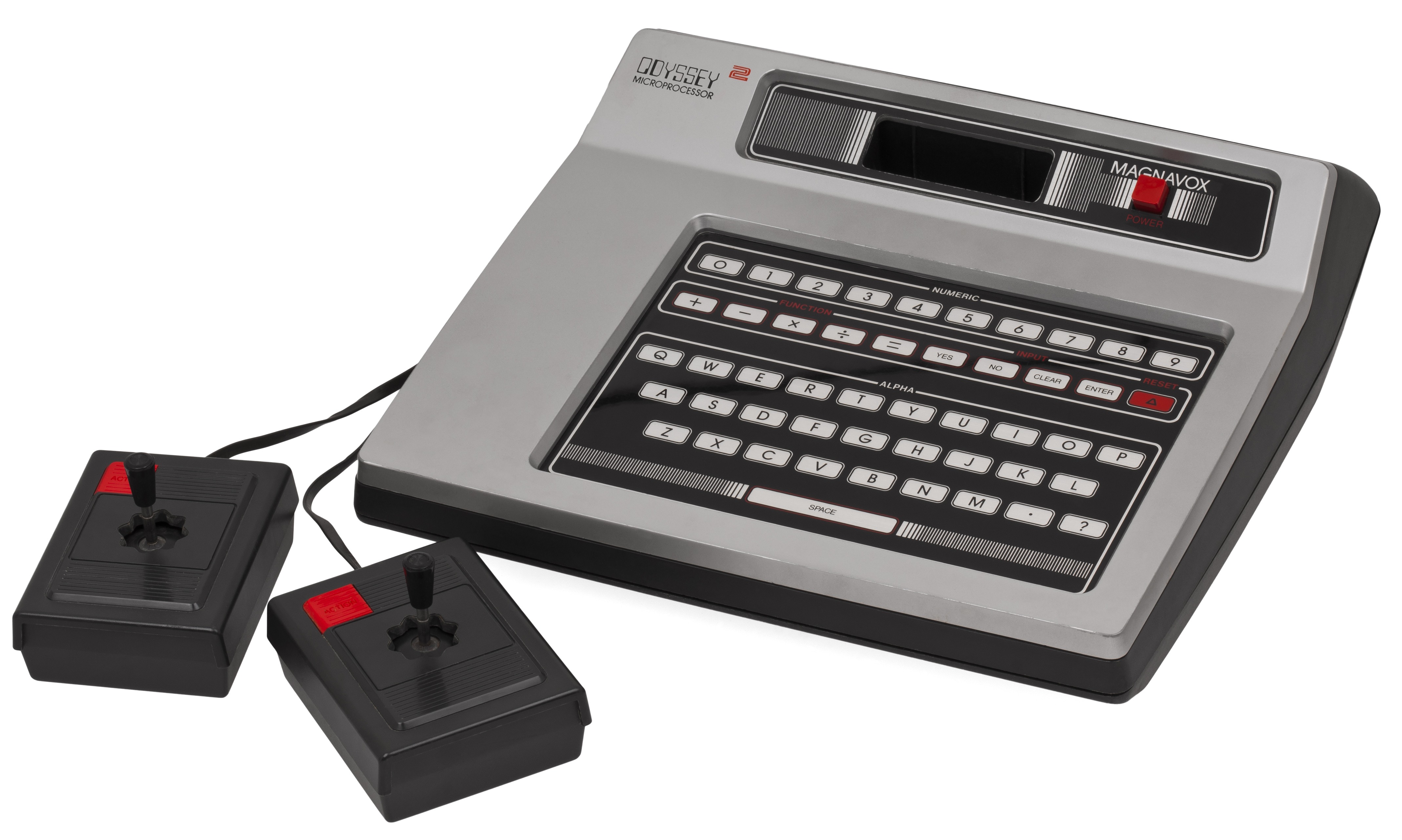
オデッセイ2
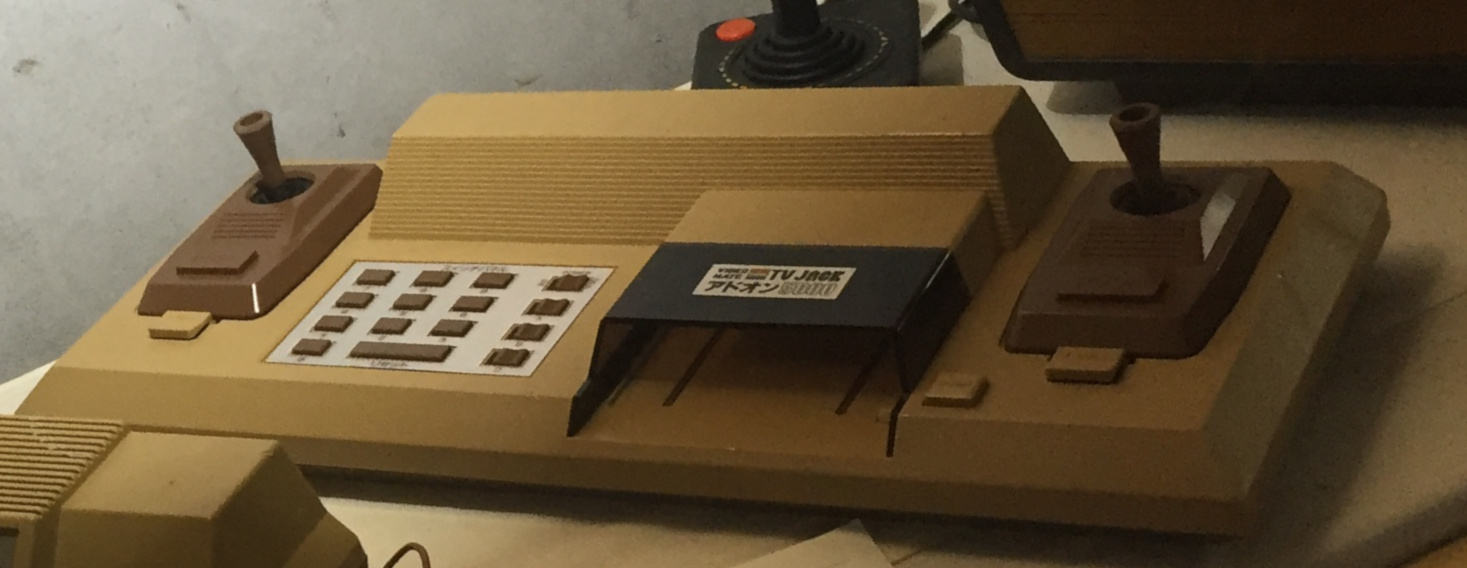
TV JACK アドオン5000
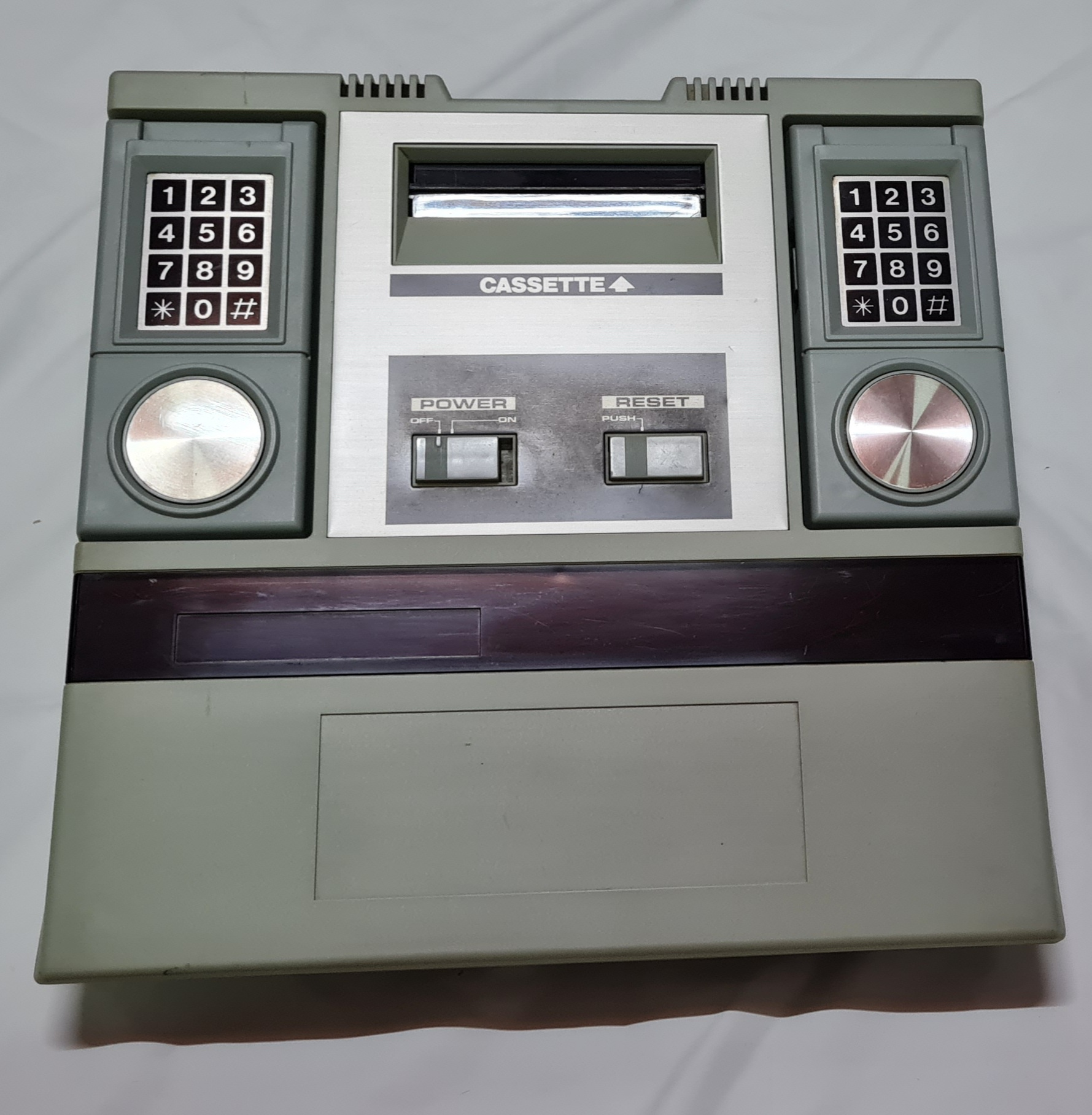
TV JACK スーパービジョン8000
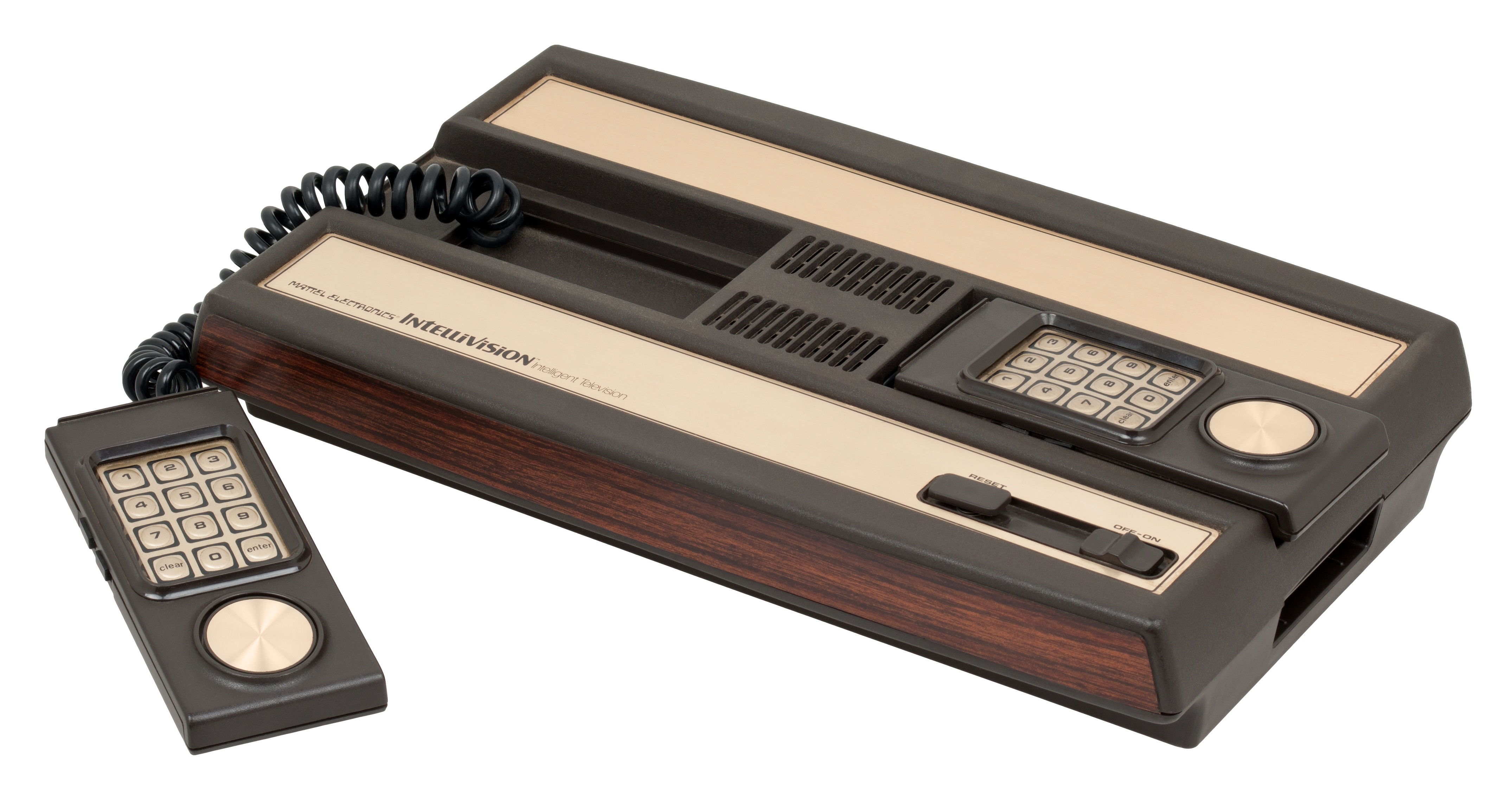
インテレビジョン
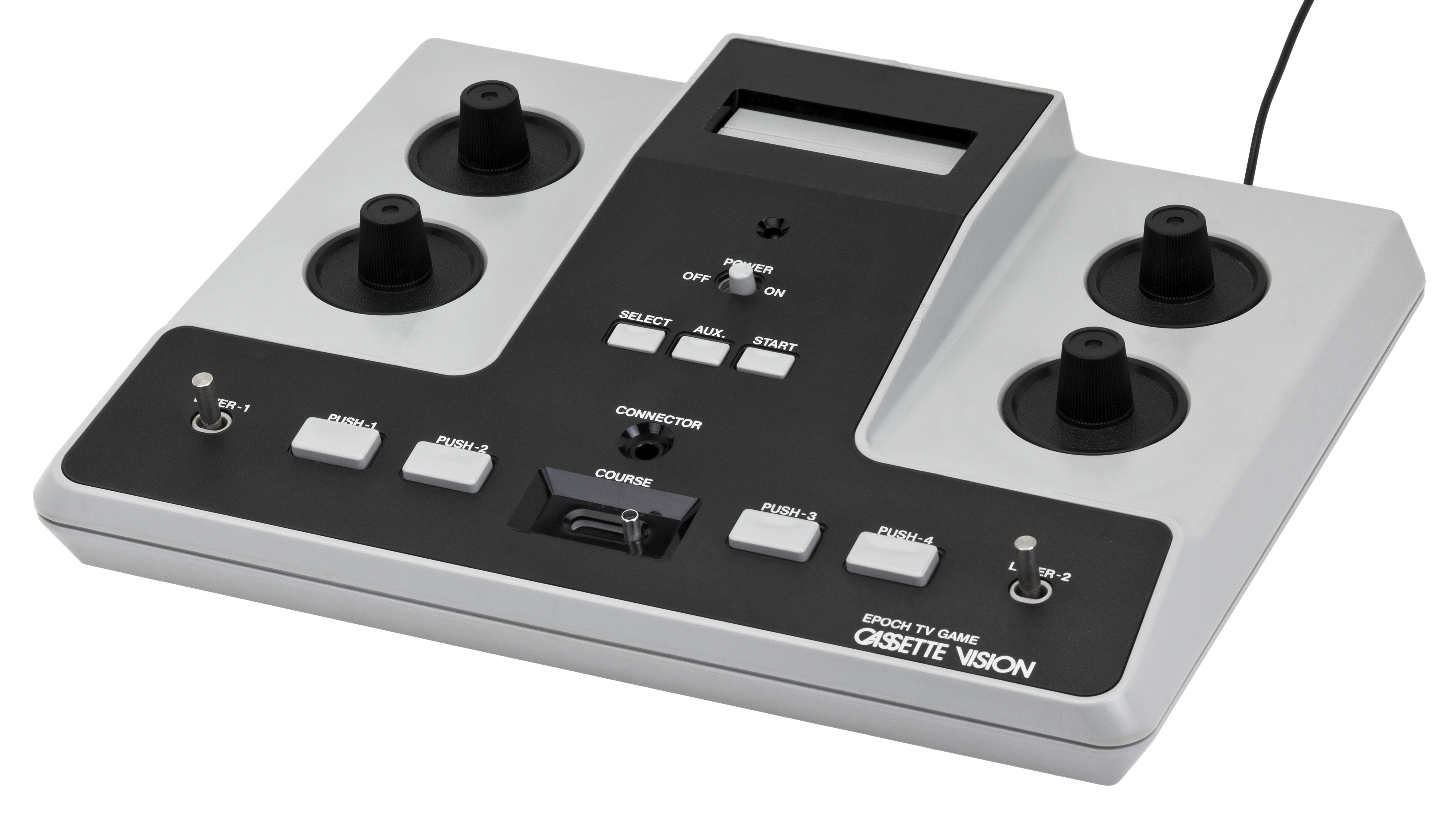
カセットビジョン
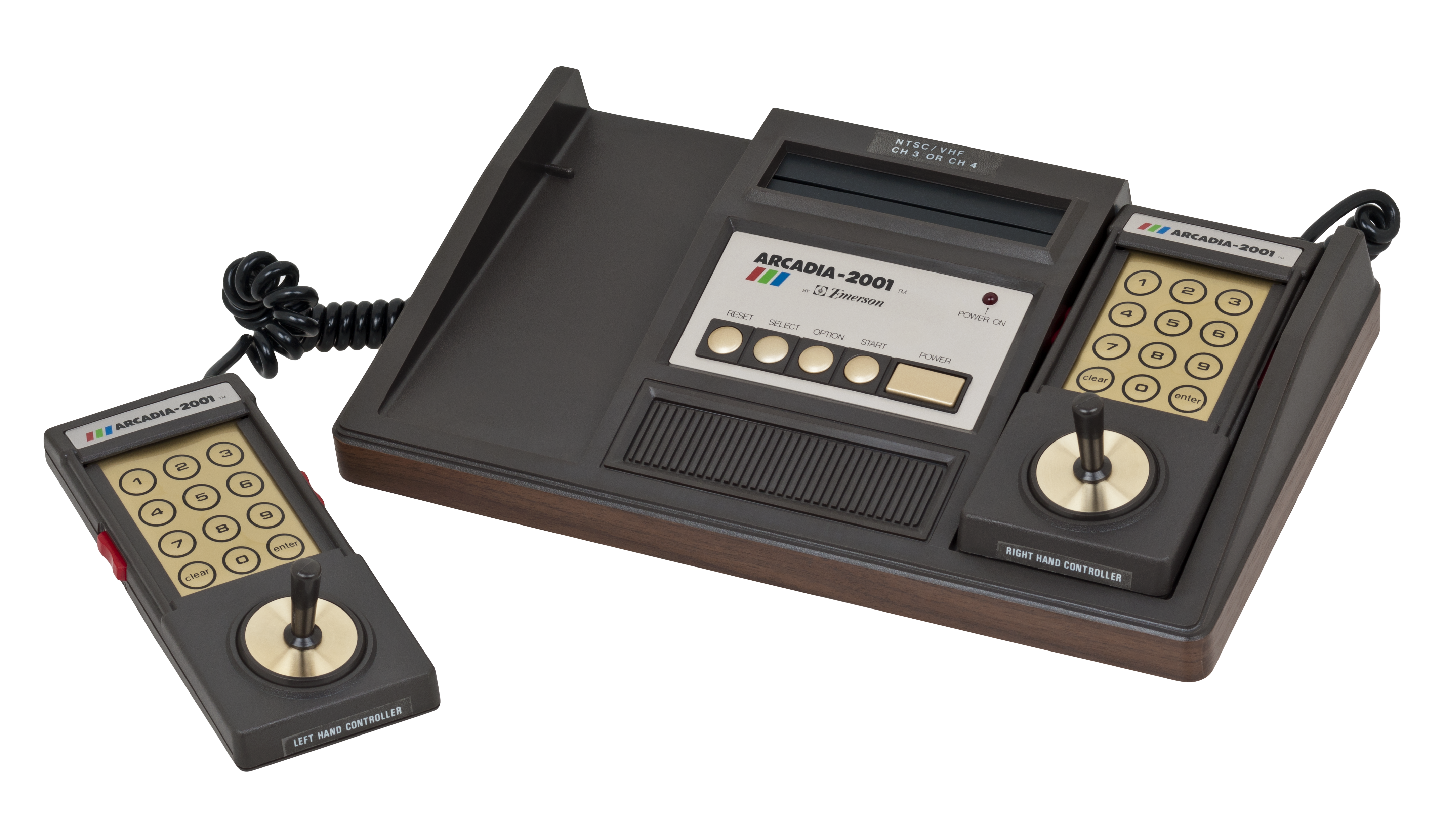
アルカディア
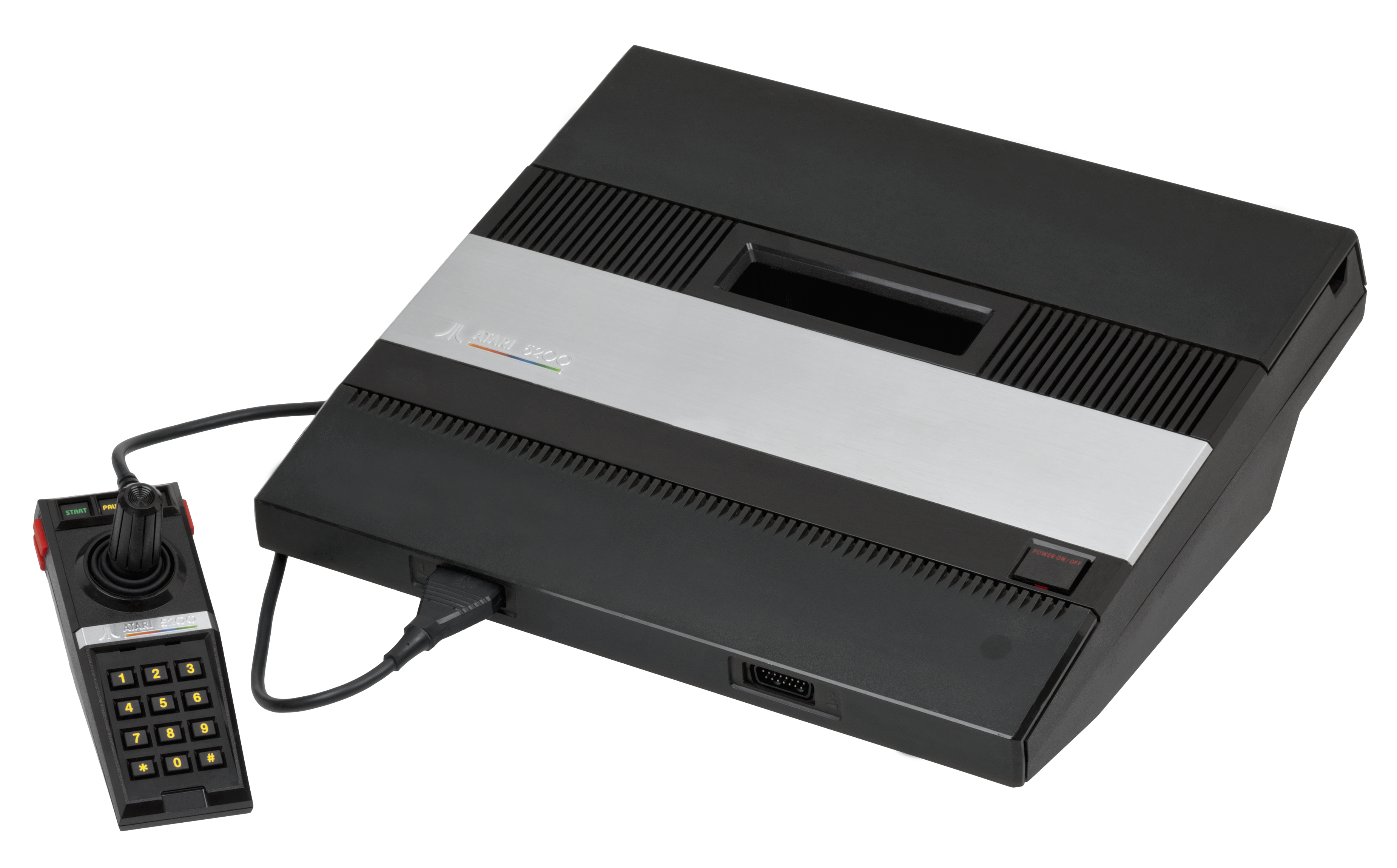
Atari 5200
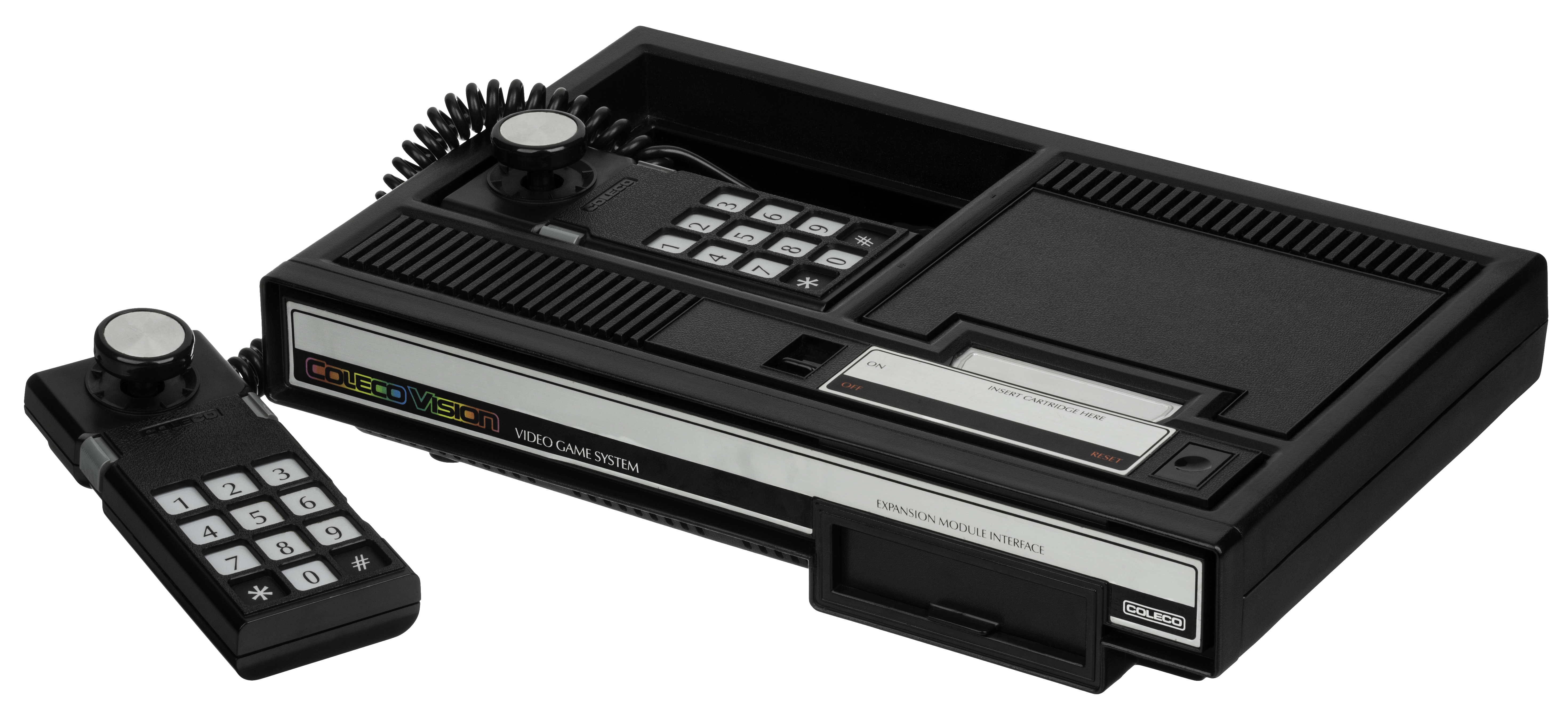
コレコビジョン

1976年、フェアチャイルドがチャンネルFを発売した。チャンネルFはROMカートリッジを差し込むことで様々な種類のゲームを楽しむことができる最初の家庭用ゲーム機であった。マグナボックスも1978年に同様のシステムを採用したゲーム機オデッセイ2を発売した。アタリも1977年にAtari 2600（VCS）を発売した。『スペースインベーダー』などの人気アーケードゲームのコンシューマ移植をキラータイトルとし、1980年頃にはアメリカにおいて爆発的な人気を博した。さらに、1979年にアタリからアクティビジョンが独立してゲーム史上初のサードパーティーとなって以後、続々と誕生するサードパーティーのソフトを積極的に受け入れるビジネスモデルを確立した。北アメリカでは他にインテレビジョンやコレコビジョンも人気となり、ヨーロッパではドイツのインタートンによるVC 4000なども人気を博した。しかし1982年のクリスマス商戦で決定的な市場崩壊（いわゆるアタリショック）を起こした。Atari 2600のみならずアメリカのゲーム機市場（パソコンゲーム市場は含まない）そのものが一時壊滅状態に追い込まれた。日本や南アメリカなどの地域におけるゲーム機の本格的な普及は、次のファミコン時代以後になる。
- チャンネルF（フェアチャイルド、1976年）
- Atari 2600（アタリ、1977年）
  - Atari 2800（アタリ、1983年）
- ビデオカセッティ・ロック（タカトク、1977年）
- オデッセイ2（マグナボックス、1978年）
- VC 4000（インタートン、1978年）
- ビジコン（東芝、1978年）
- TV JACK アドオン5000（バンダイ、1978年）
- TV JACK スーパービジョン8000（バンダイ、1978年）
- インテレビジョン（マテル、1980年）
- カセットビジョン（エポック社、1981年）
- Atari 5200（アタリ、1982年）
- コレコビジョン（コレコ、1982年）
- Vectrex（GCE、1982年）
  - 光速船（バンダイ、1983年）
- Emerson Arcadia 2001（エマーソン・ラジオ（英語版）、1982年）
  - アルカディア（バンダイ、1983年）
- TVボーイ（学習研究社、1983年）

#### 第3世代（据え置き型）
1980年代前半 - 後半を、この記事では「第3世代」とする。

第3世代の据置機
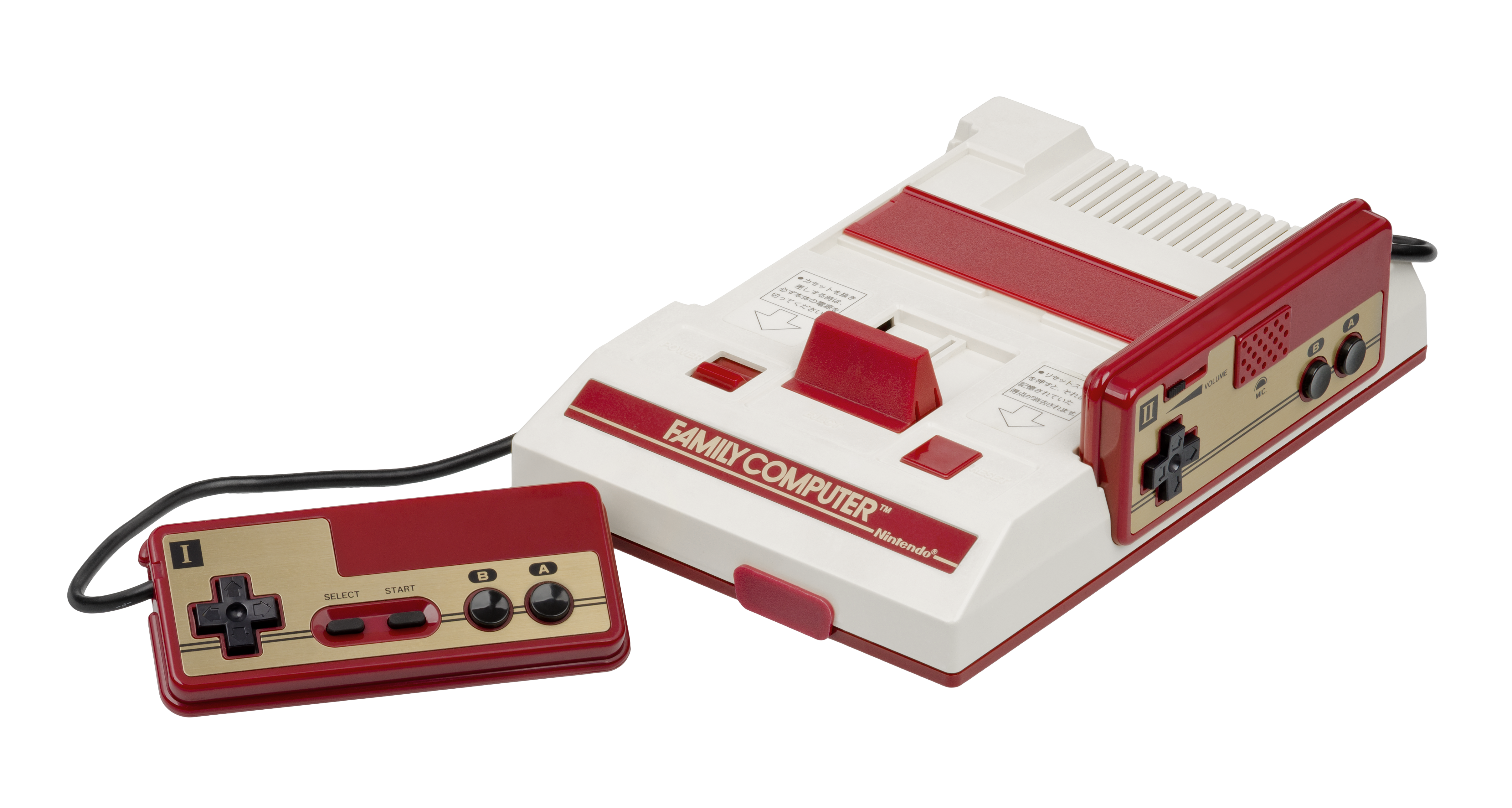
ファミリーコンピュータ
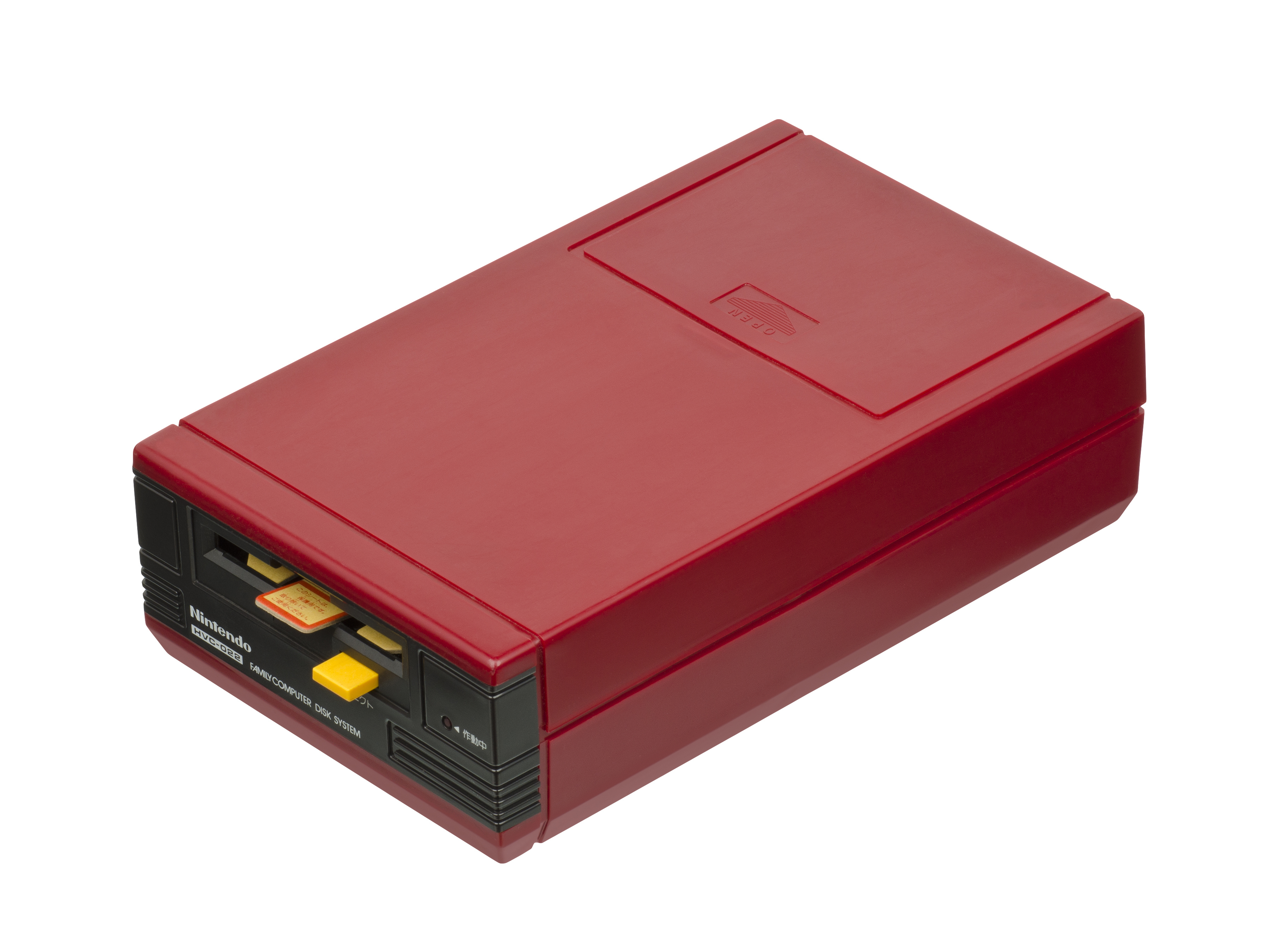
ファミリーコンピュータ ディスクシステム
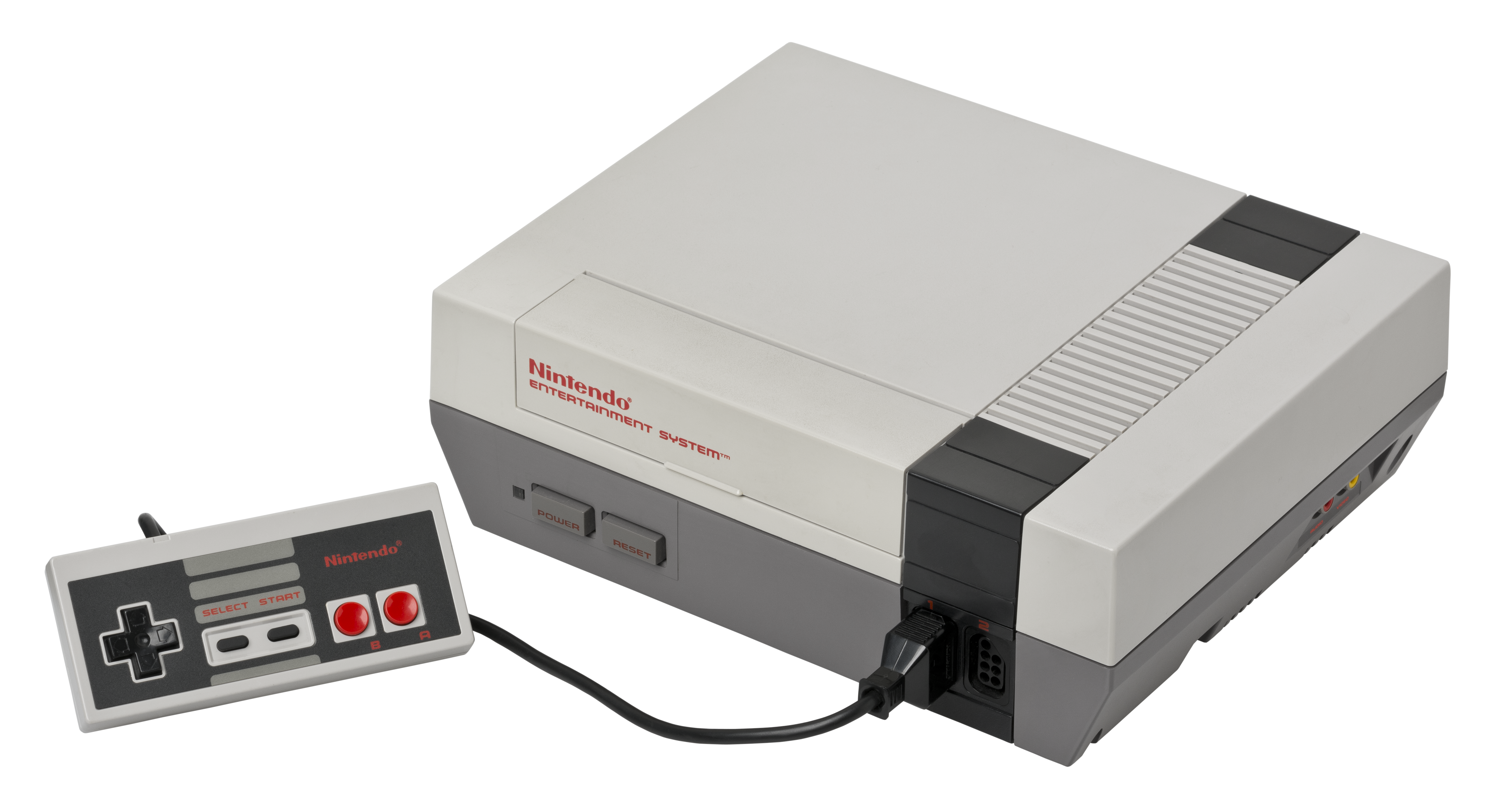
NES
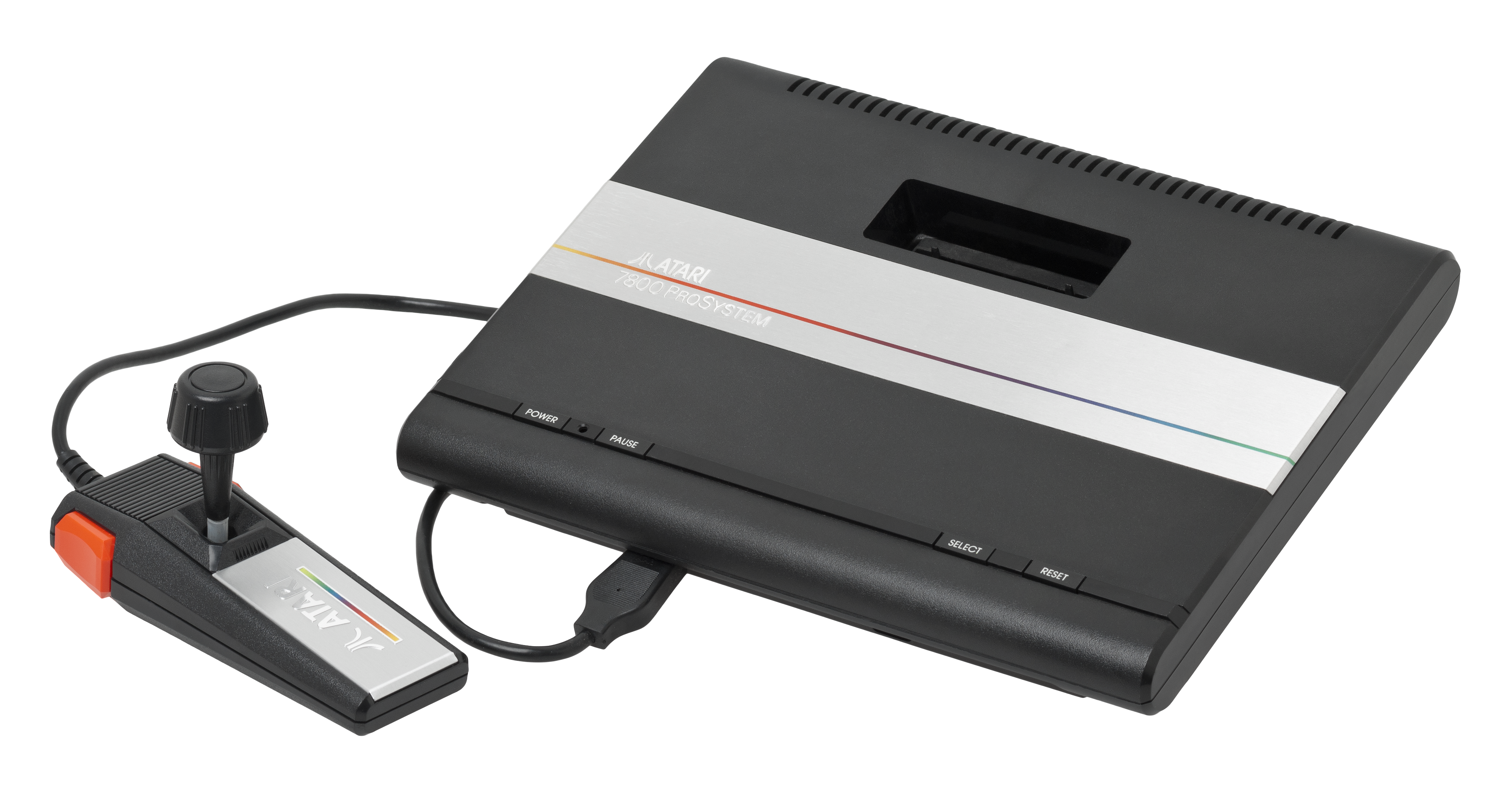
Atari 7800
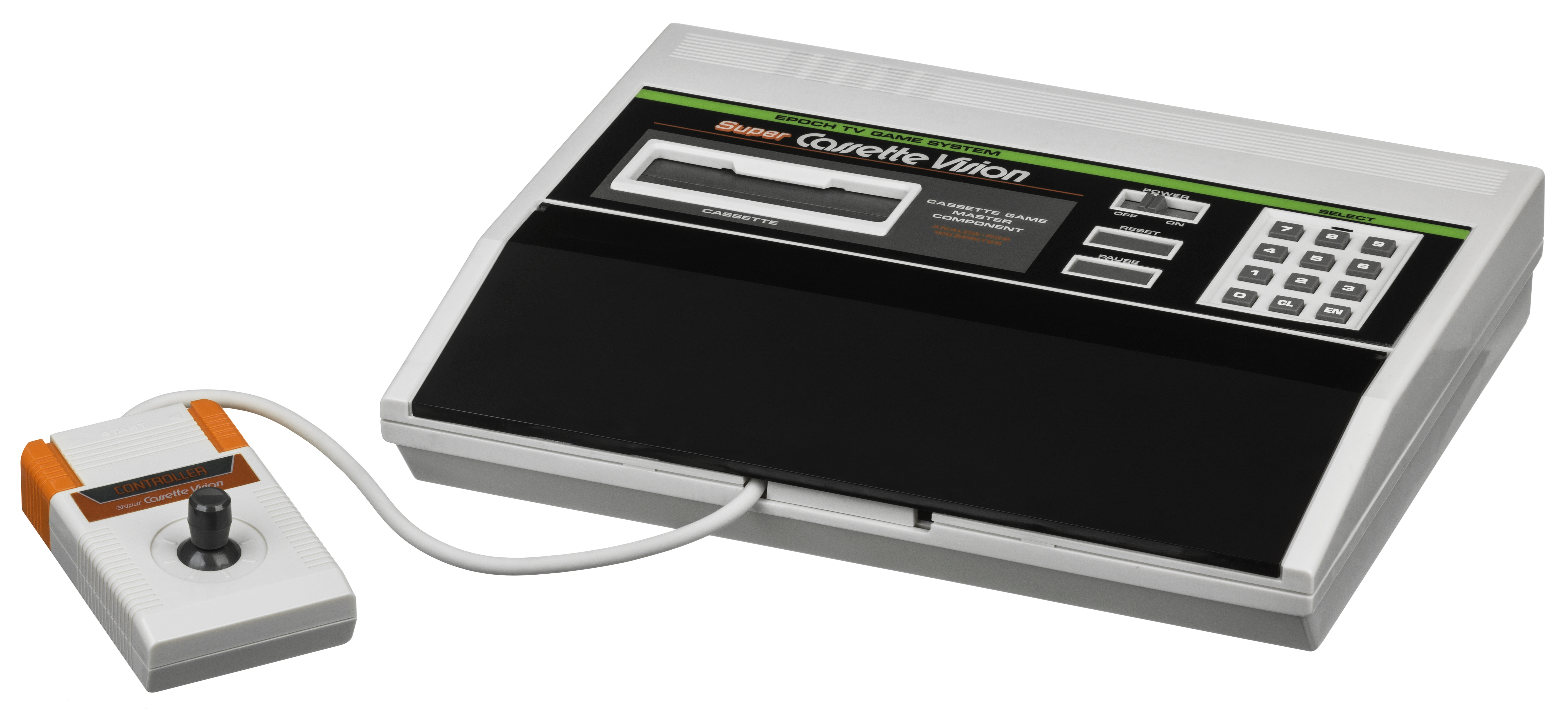
スーパーカセットビジョン
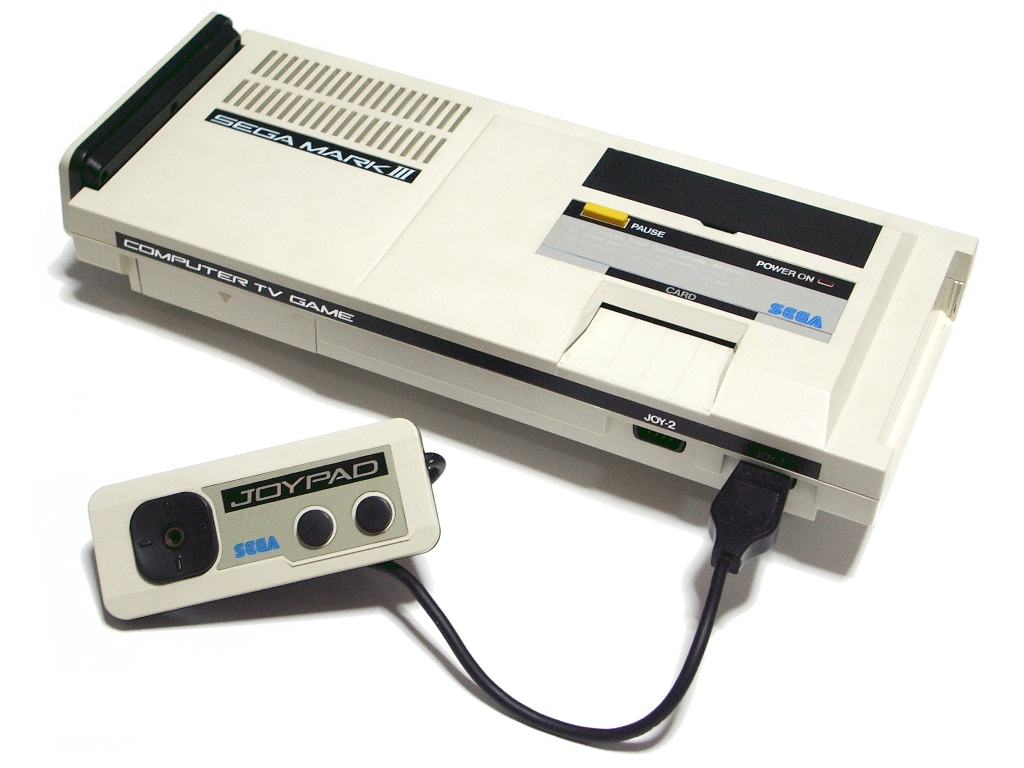
セガ・マークIII
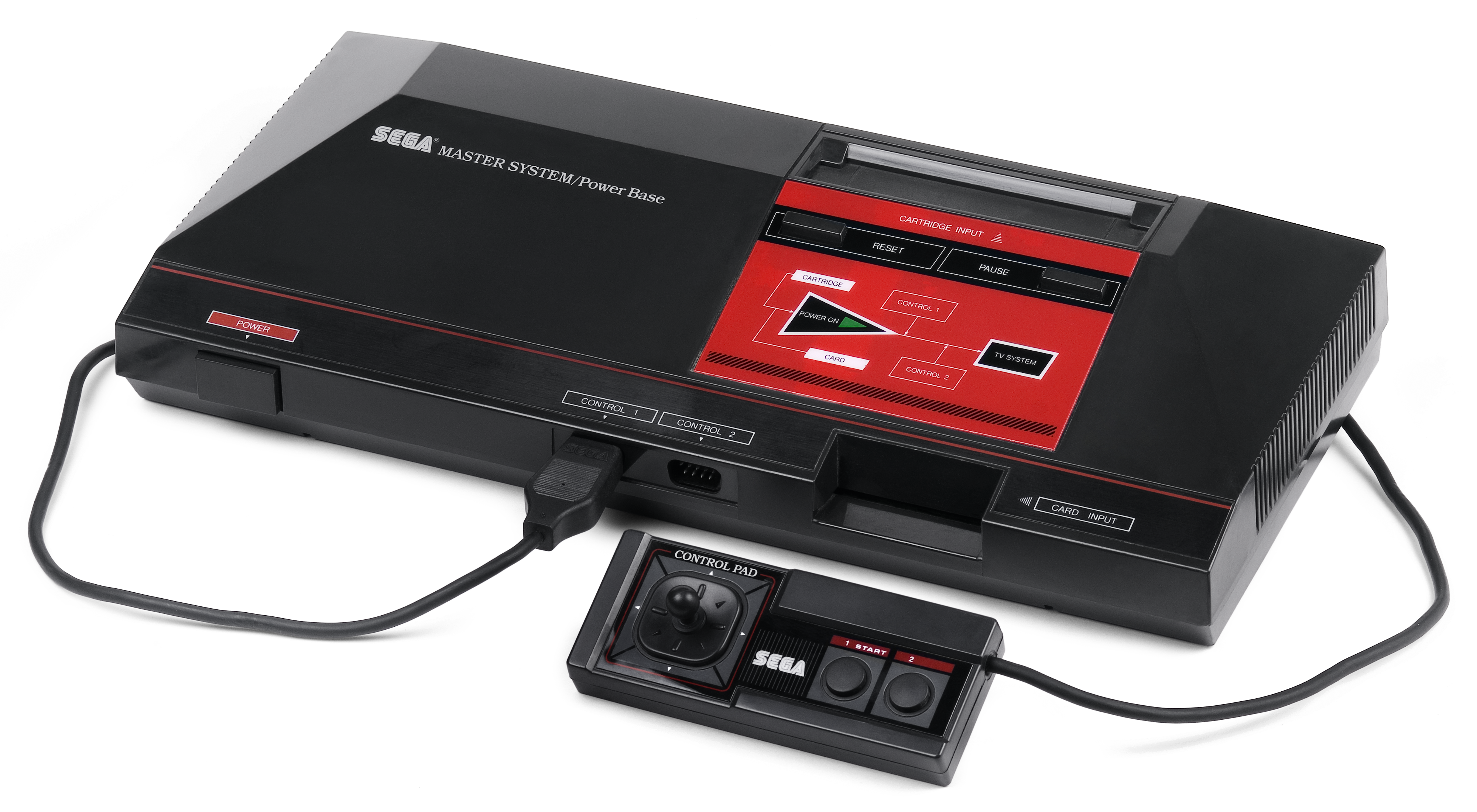
セガ・マスターシステム

アタリショック後、北アメリカとヨーロッパではゲーム機能に加えてプログラミング機能をそなえたゲームパソコンが勢力を増し、多くのゲームメーカーがゲームリリースを家庭用機からパソコン主力に移した。ゲームパソコンとして北アメリカではコモドール64が、ヨーロッパではZX Spectrumが成功を収めた。日本でも同様の機種（ぴゅう太、M5、SC-3000、MSXなど）が登場したが、最終的にはゲーム機能に特化し、第1・第2世代より優れたゲーム性能を実現した機種が成功を収めた。特に1983年に発売された任天堂のファミリーコンピュータ（以下ファミコン）は日本における家庭用ゲーム機の本格的普及を担い、1985年にはアメリカで海外版ファミコンであるNintendo Entertainment System（NES）が発売され成功を収めた。RPGや対戦型格闘ゲーム、2Dアクションゲームなどの今日に繋がるゲームシステムの原型もこの時期に出来上がった。これまではAtari 2600に由来するATARI仕様と呼ばれるジョイスティック型のコントローラが一般的であったが、ファミコンのパッド型コントローラ（ゲームパッド）はコンパクトだが汎用性に優れ、以後のほとんど全てのゲーム機における入力機器の基礎となった。
- ファミリーコンピュータ、ファミリーコンピュータ ディスクシステム（任天堂、1983年・1986年）
  - Nintendo Entertainment System（任天堂、1985年）
  - AV仕様ファミリーコンピュータ（任天堂、1993年）
- SG-1000、SG-1000II（セガ・エンタープライゼス、1983年〜1984年）
  - オセロマルチビジョン（ツクダオリジナル、1983年）
- PV-1000（カシオ、1983年）
- マイビジョン（日本物産、1983年）
- Atari 7800（アタリ、1984年）
- スーパーカセットビジョン（エポック社、1984年）
- セガ・マークIII、セガ・マスターシステム（セガ・エンタープライゼス、1985年・1987年）
- ツインファミコン（シャープ、1986年）

#### 第4世代（据え置き型）
1980年代後半 - 1990年代前半を、この記事では「第4世代」とする。

第4世代の据置機
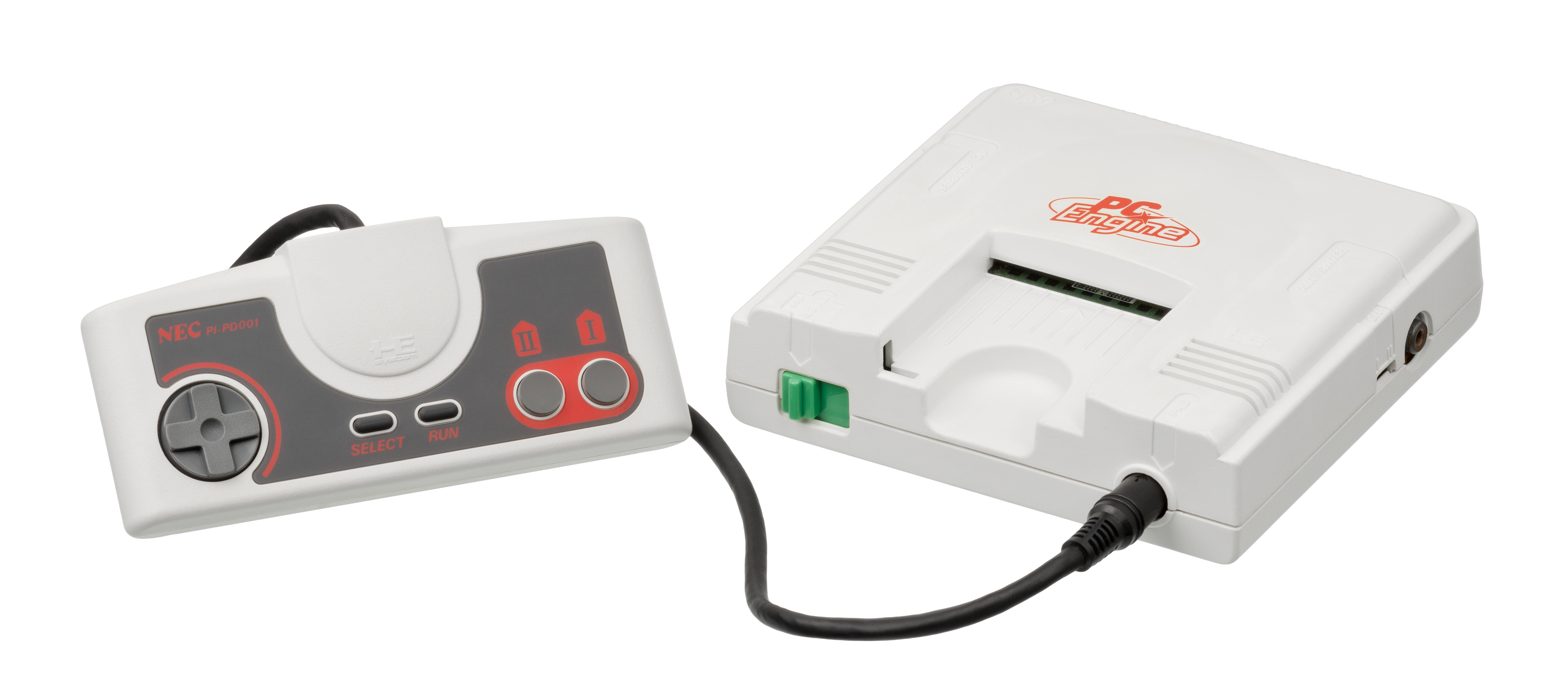
PCエンジン
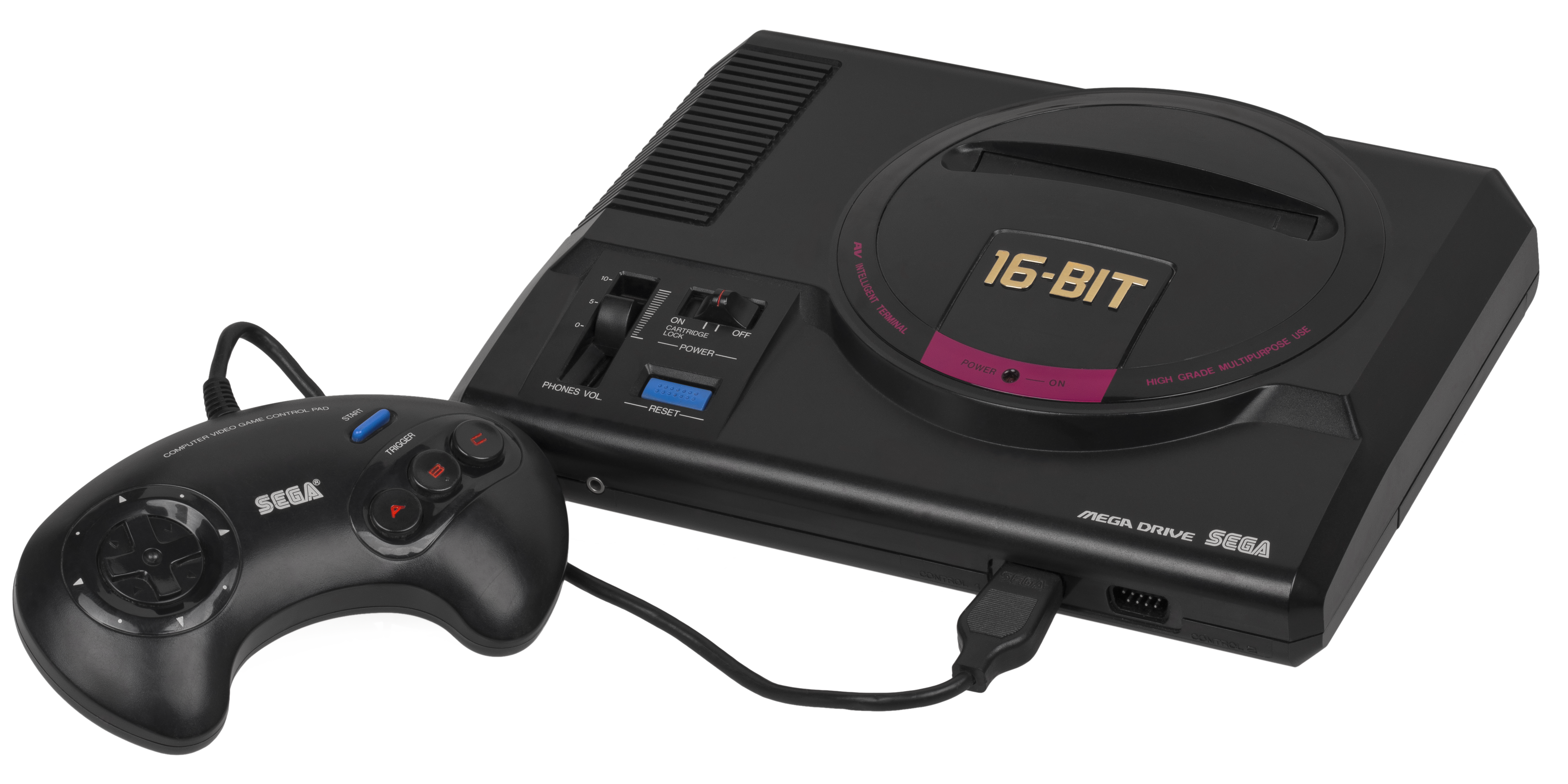
メガドライブ（米加墨を除く）
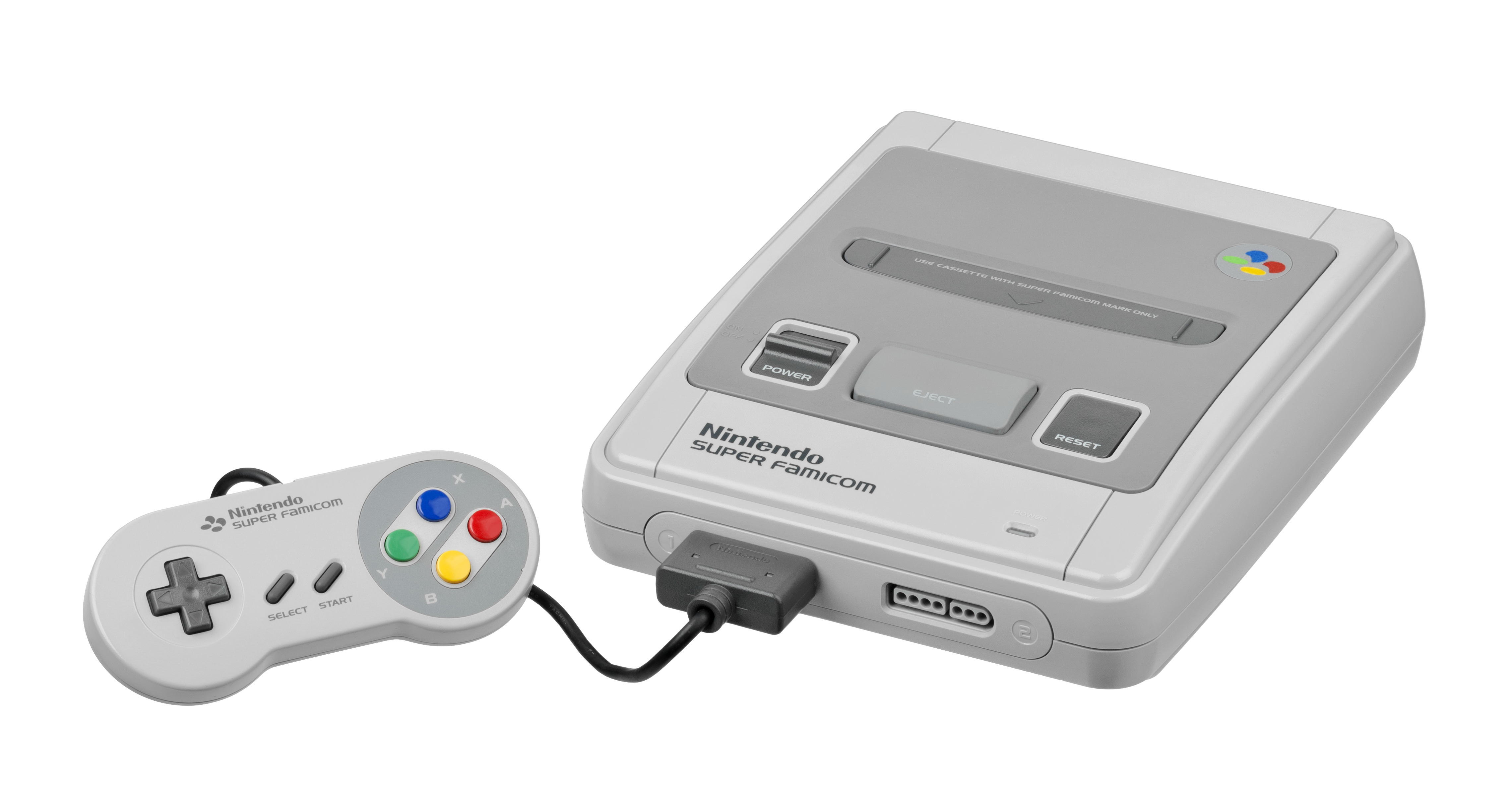
スーパーファミコン
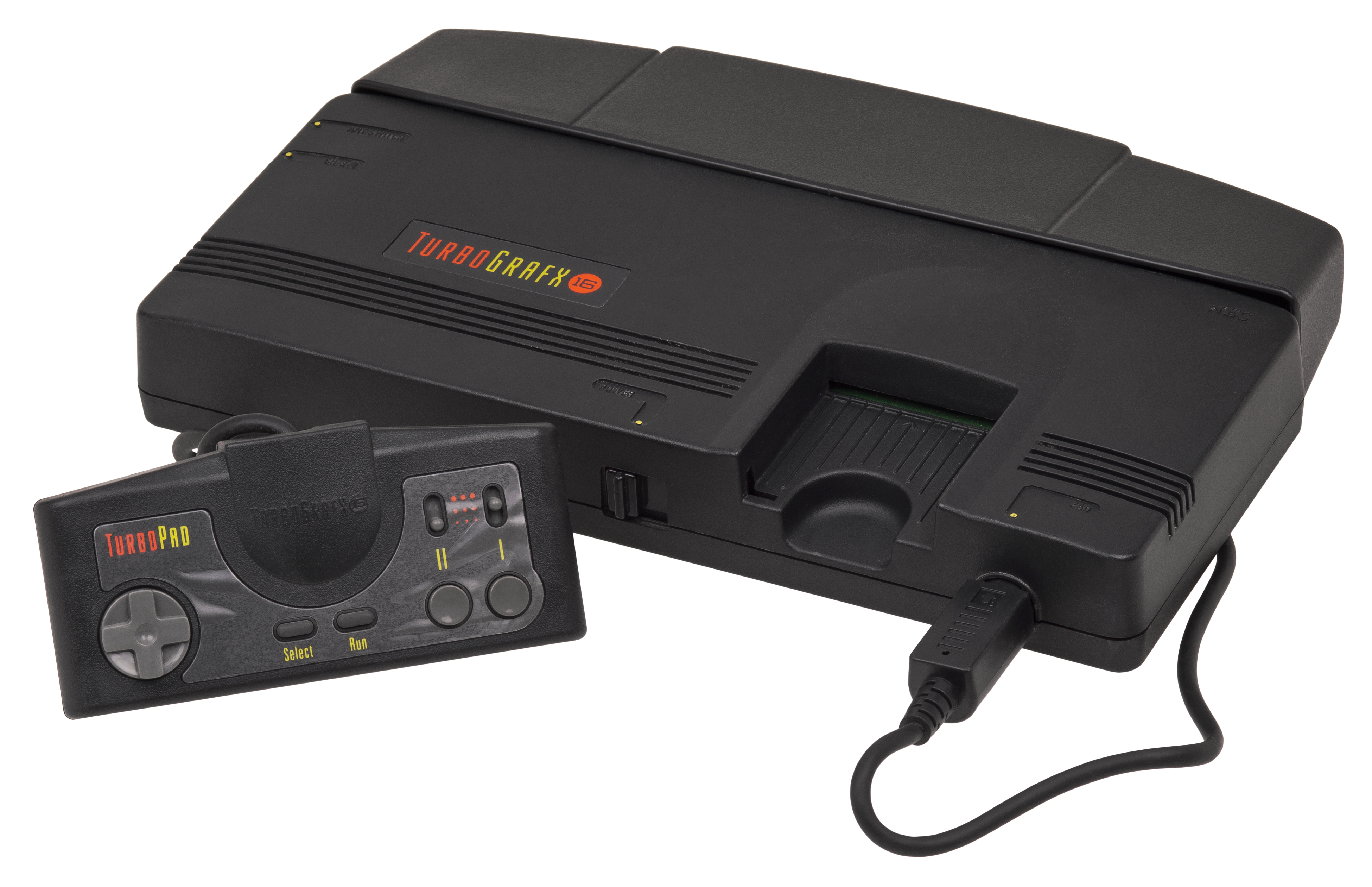
TurboGrafx16
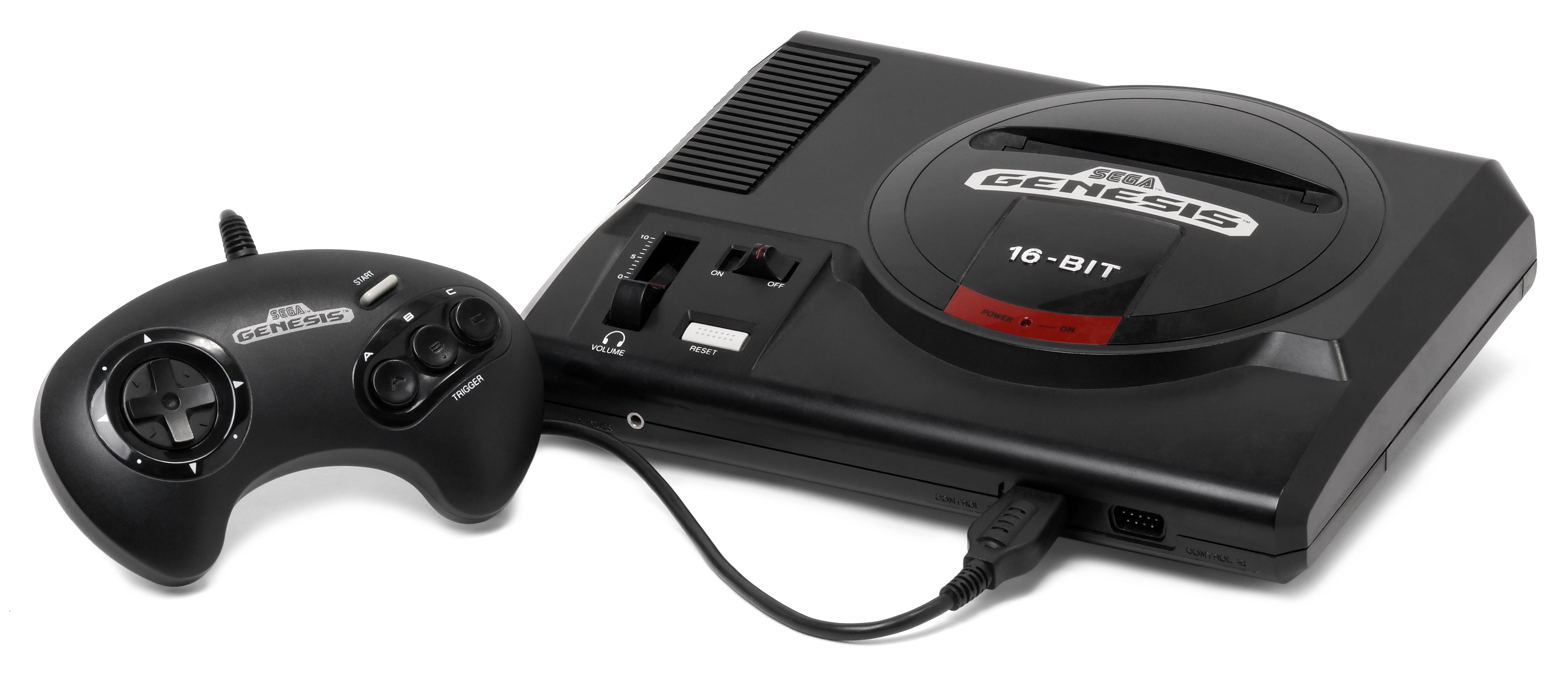
Genesis（米加墨のみ）
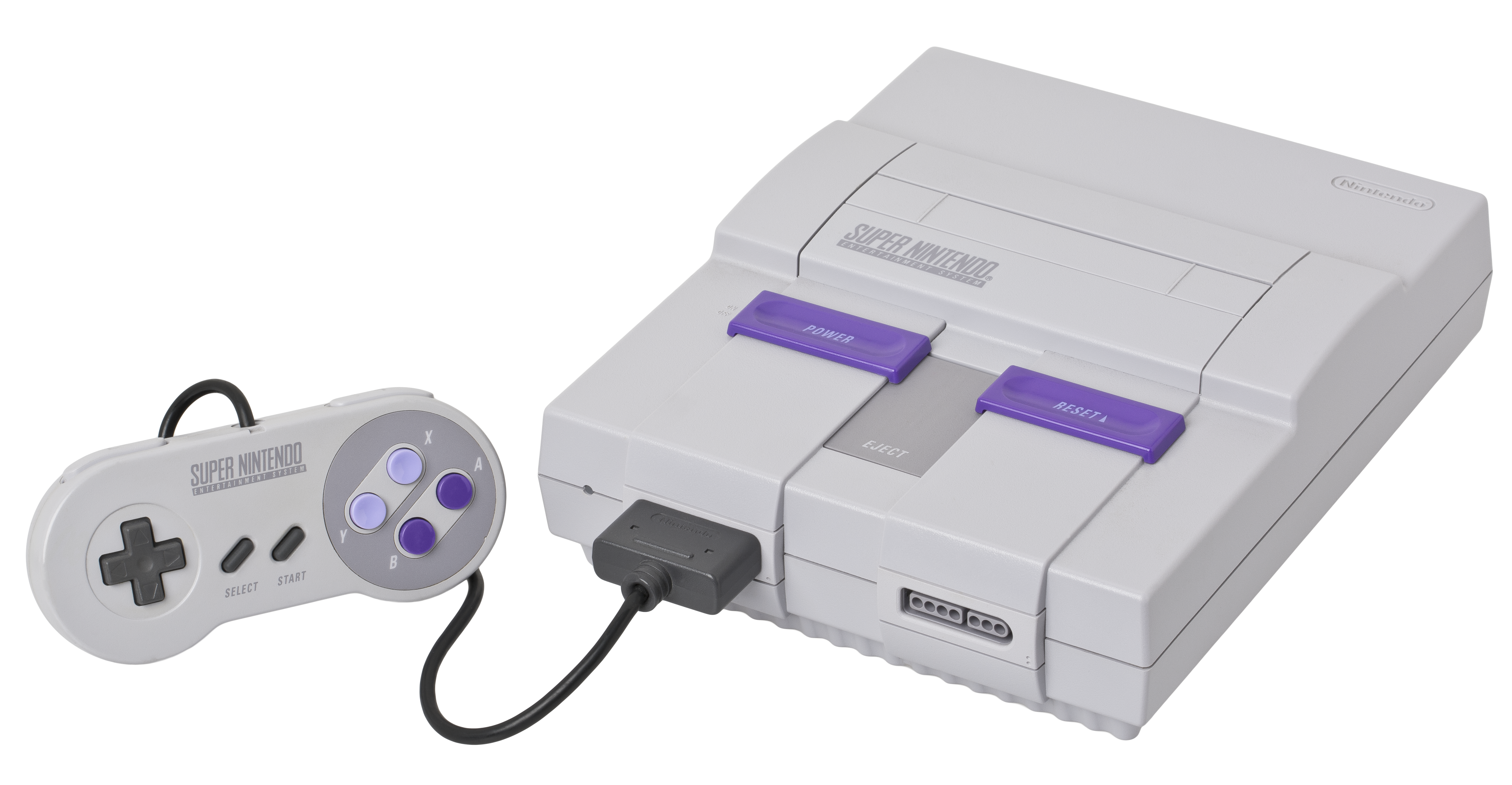
SNES
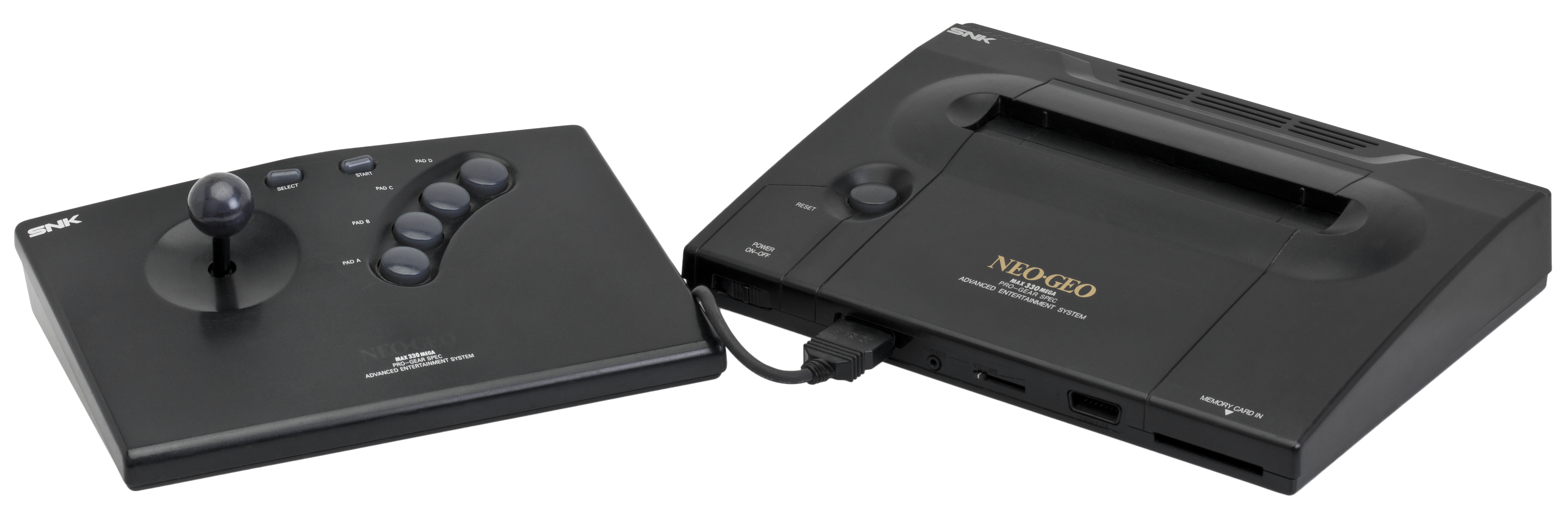
NEOGEO

従来機種より高度なスプライト機能を搭載し、2Dグラフィックスの表現力が向上した。ステレオサウンドが標準になり、ゲームの複雑化・高度化も進み、対応するコントローラも多ボタン化が進んだ。他方、複雑で表現力豊かなゲームをROMカートリッジに詰め込むのには、容量不足による限界が見え始めてきた。ゲームソフトの大容量化によりROMの製造コストも高騰し、9,800円以上のソフトが続出した。このような情勢から、従来のROMカートリッジに代わり世界初のCD-ROMをゲーム媒体に使用したCD-ROM2が現れ、対応タイトルは、大容量を活かしたものとなっており、後の光ディスクによるソフト供給の基礎となった。
主なハードは、PCエンジン（1987年発売）・メガドライブ（1988年発売）・スーパーファミコン（1990年発売）の3機種である。スーパーファミコンは他の2種よりも大幅に発売が遅れたが、日本ではファミリーコンピュータからの圧倒的シェアを受け継いで移行することに成功した。一方の北アメリカ市場では任天堂のSNES（日本国外版スーパーファミコン）とセガのGENESIS（同メガドライブ）が市場競争を展開し、GENESISがシェア55%の2000万台を売り上げ一定の成功を収めた。
アーケード市場において対戦型格闘ゲームなどで絶大な人気を得ていたSNKが、アーケードのシステムをそのまま家庭用機に流用したNEOGEOでゲーム機市場に参入した。家庭用ゲーム機の高性能化によりアーケードゲームやパソコンゲームとの性能差は縮まった。海外市場ではホビーパソコンのAtari STとAmigaがリリースされ、ゲームパソコンとして拮抗した人気を得た。日本でもX68000やFM TOWNSなどのホビーパソコンが発売されたが、据置機とソフトに恵まれた日本ではパソコンゲームは家庭用ゲーム機で扱えないアダルトゲームを除いて衰退した。第4世代機はドット絵とスプライトによる2Dゲームの成熟・完成期に当たる。
- PCエンジン（コアグラフィックス） 、CD-ROM2、SUPER CD-ROM2（NECホームエレクトロニクス、1987年（1989年）・1988年・1991年）
  - TurboGrafx-16、TurboGrafx-CD（NECホームエレクトロニクス、1989年）
- メガドライブ、メガCD、スーパー32X（セガ・エンタープライゼス、1988年・1991年・1994年）
  - Genesis、Sega CD、32X（セガ・エンタープライゼス、1989年・1992年・1994年）
- PCエンジンスーパーグラフィックス（NECホームエレクトロニクス、1989年）
- スーパーファミコン、スーパーファミコンジュニア（任天堂、1990年・1998年）
  - Super Nintendo Entertainment System（任天堂、1991年）
- NEOGEO（SNK、1990年）
- ワンダーメガ、マルチメガ（セガ・エンタープライゼス、1992年・1994年）
  - X'eye（ビクター、1993年）
  - Sega CDX（セガ・エンタープライゼス、1994年）
- PCエンジンDuo（NECホームエレクトロニクス、1991年）
  - TurboDuo（NECホームエレクトロニクス、1991年）

#### 第5世代（据え置き型）
1990年代中盤 - 後半を、この記事では「第5世代」とする。

第5世代の据置機
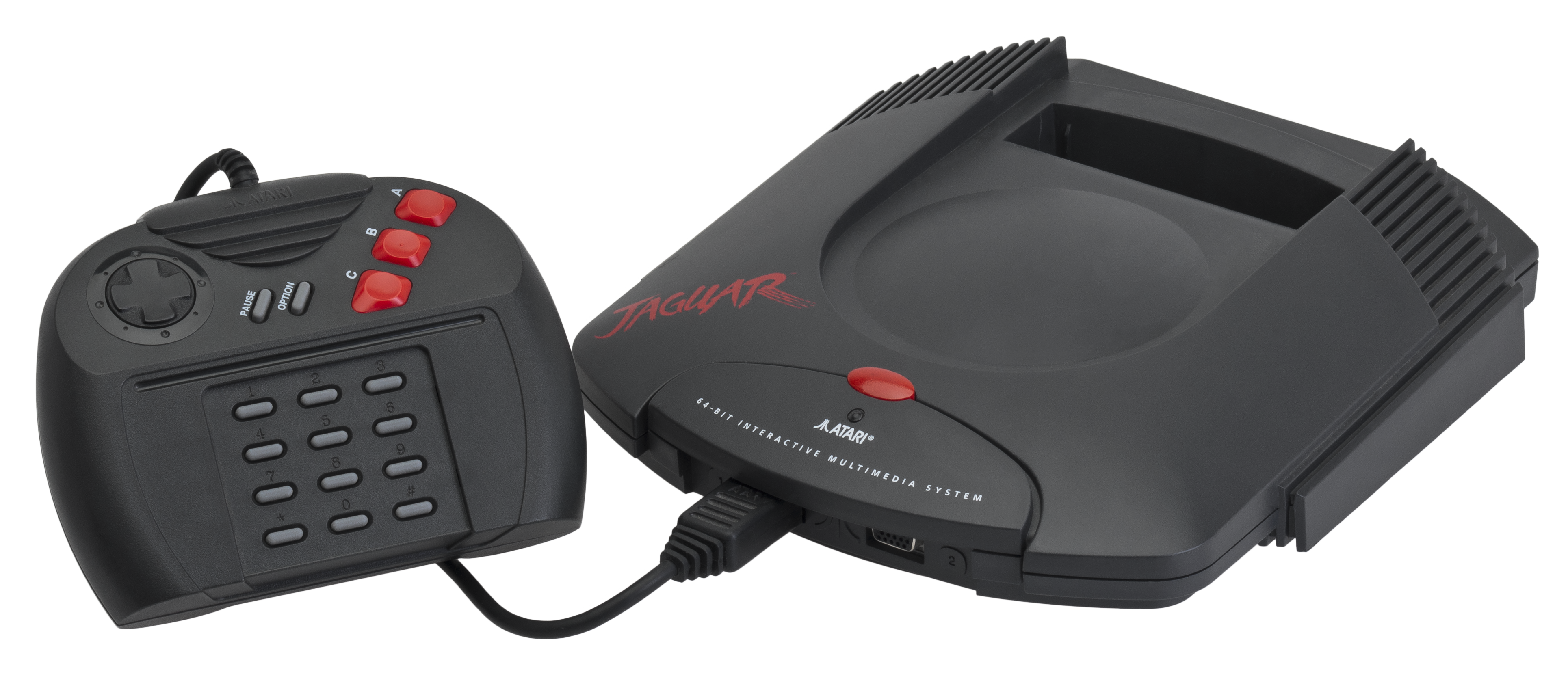
Atari Jaguar
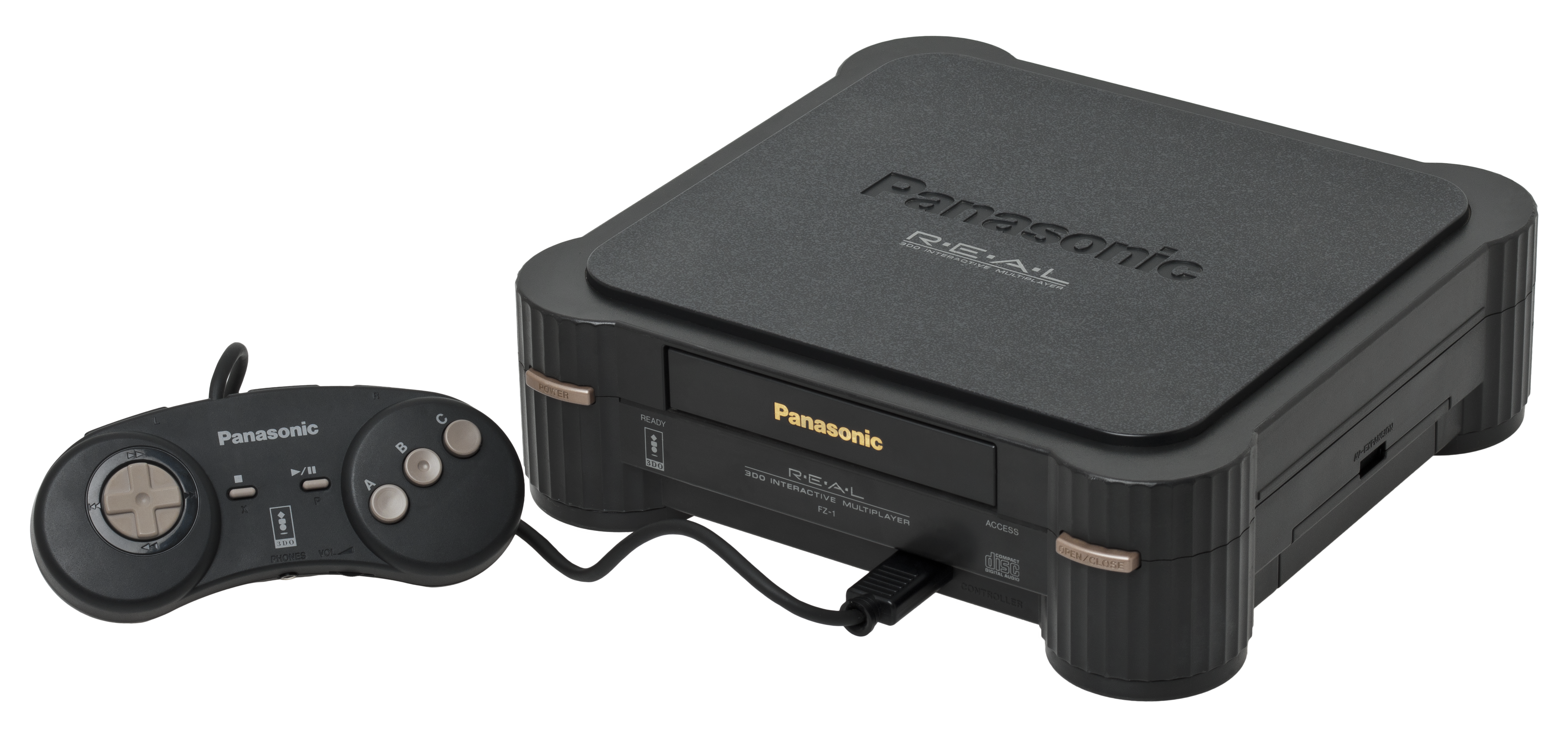
3DO Interactive Multiplayer （写真は3DO規格機の一つであるPanasonic FZ-1）
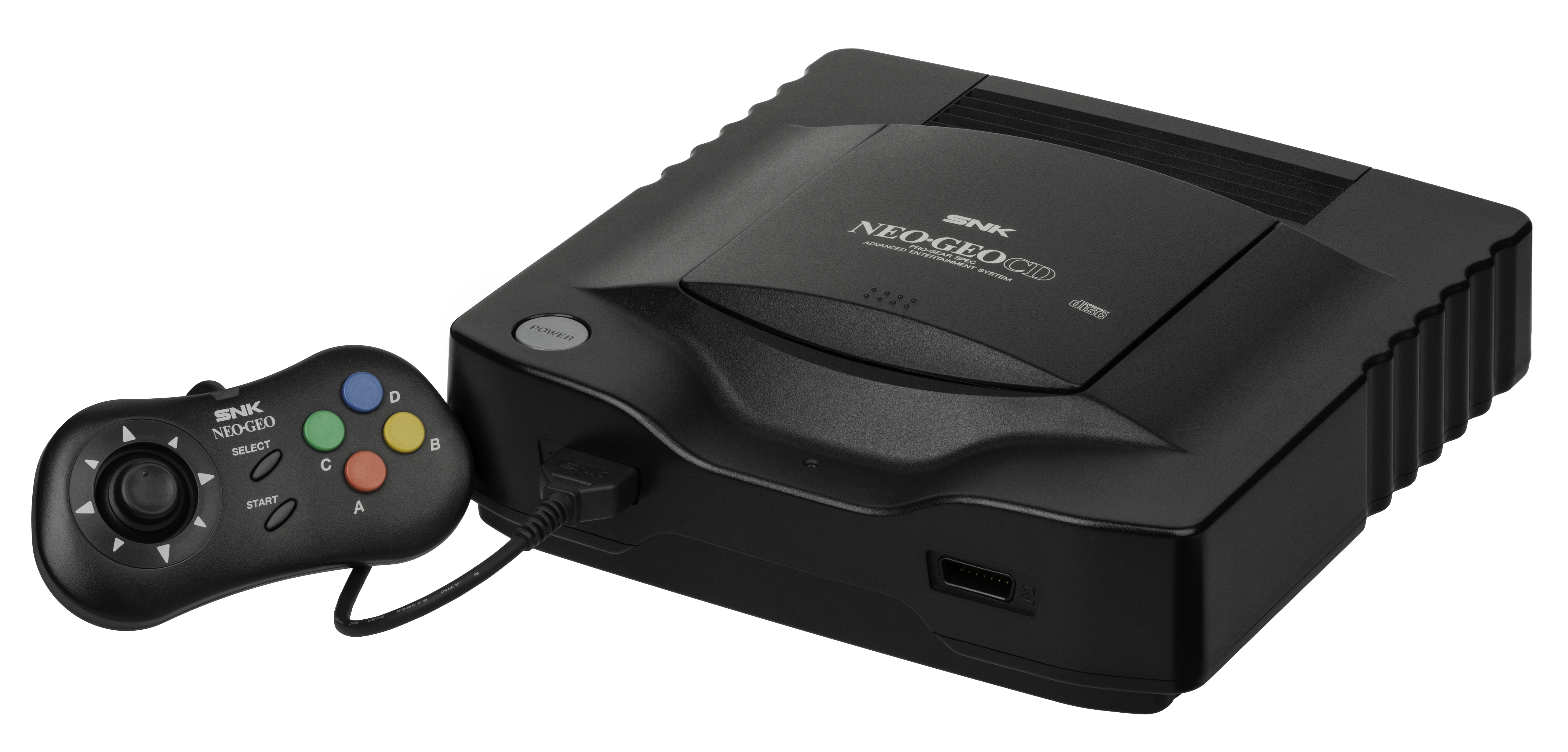
NEOGEO CD
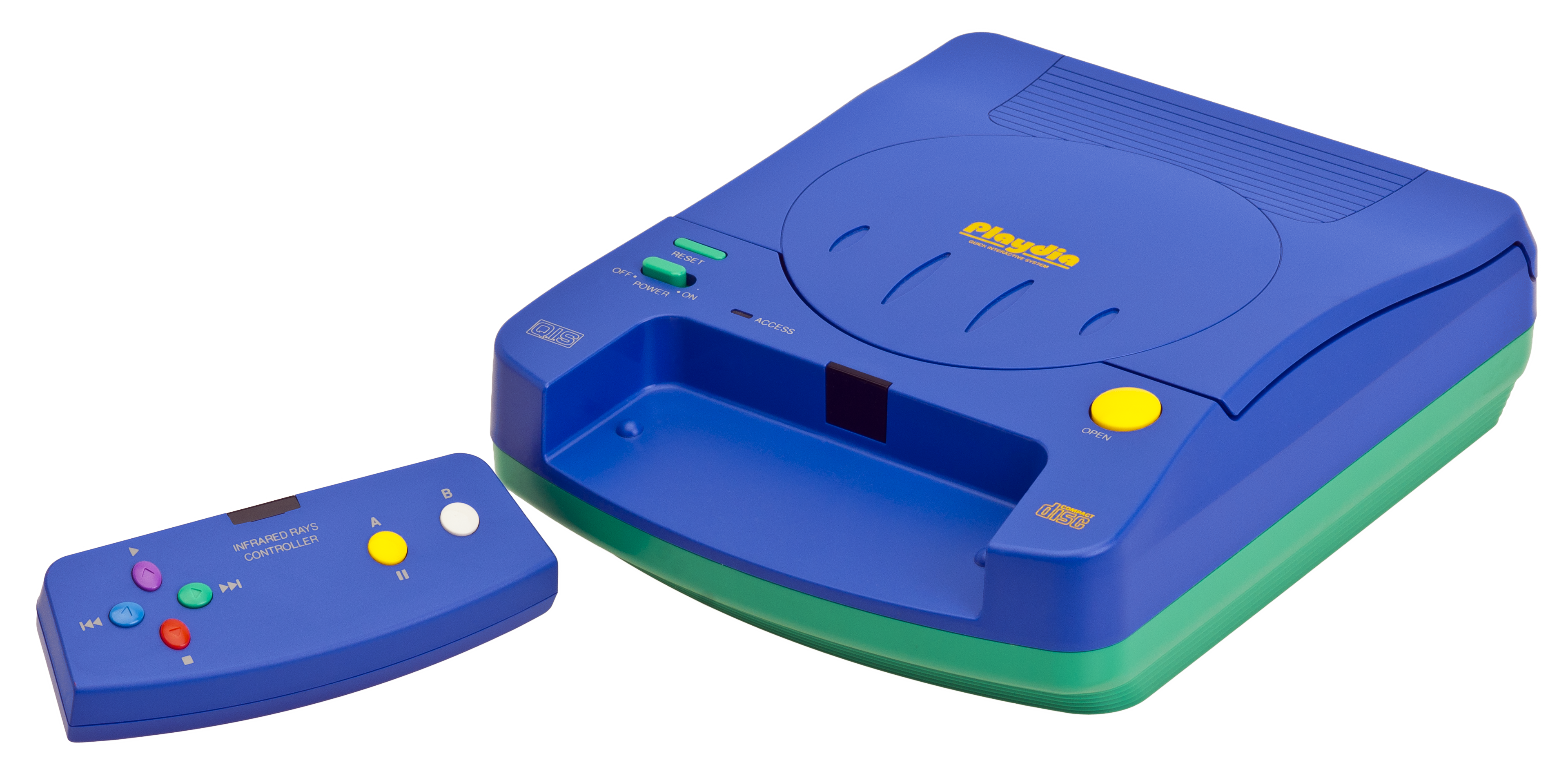
Playdia
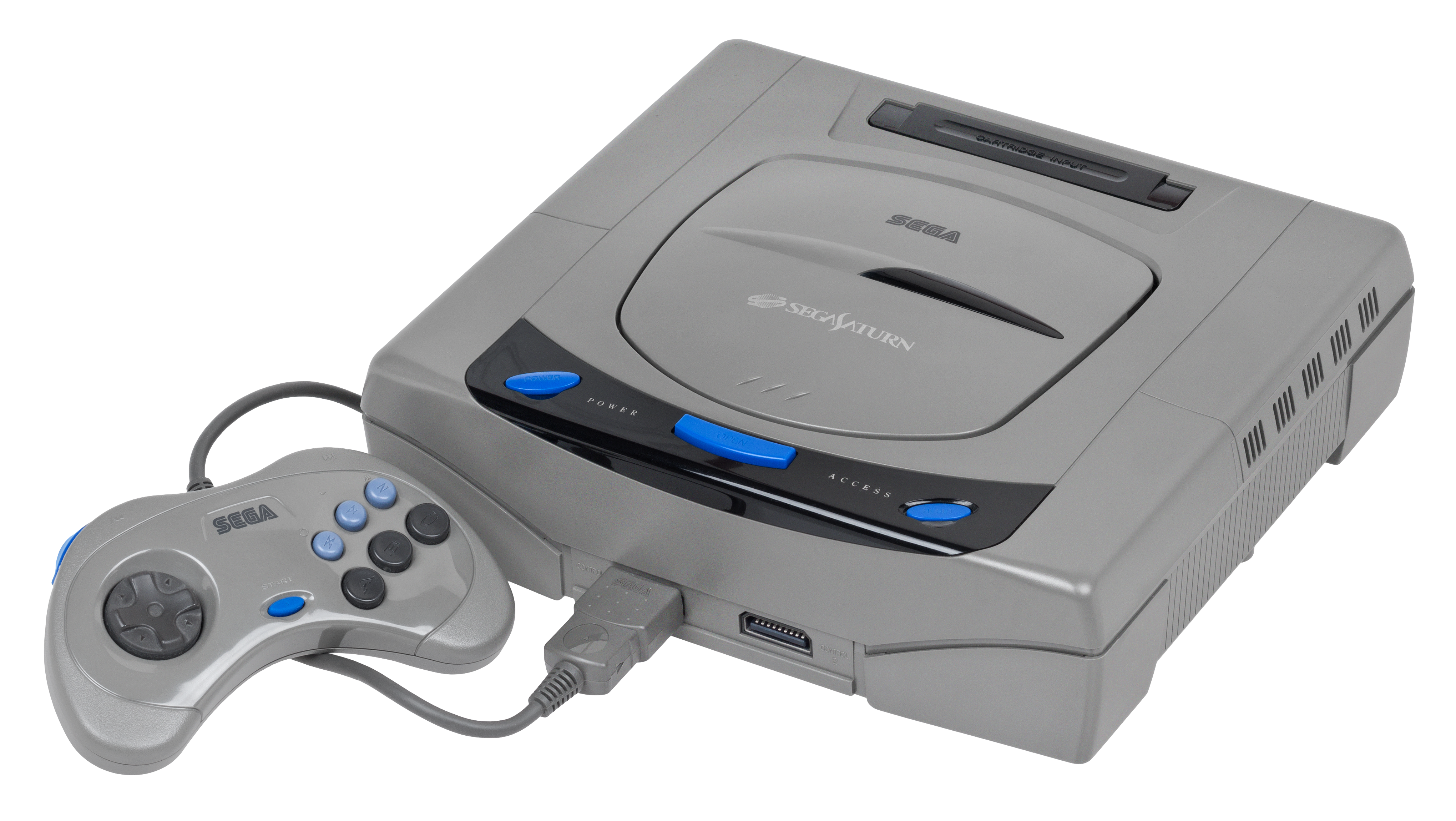
SEGA SATURN
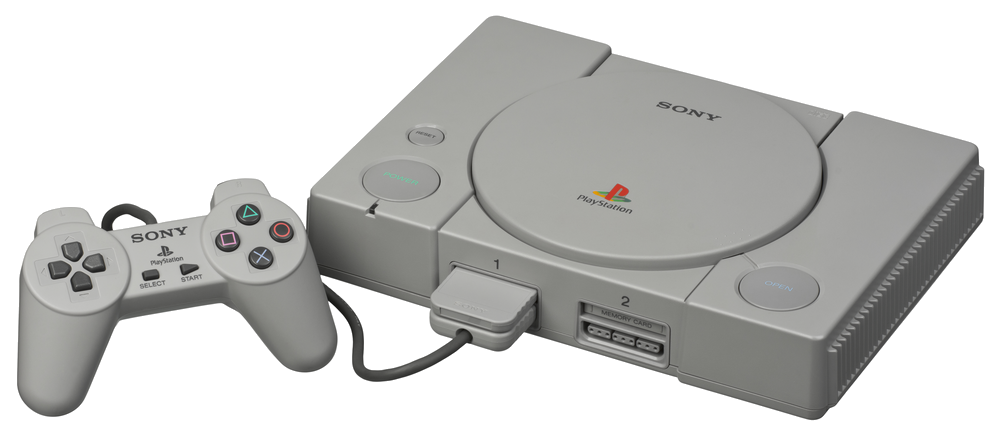
PlayStation
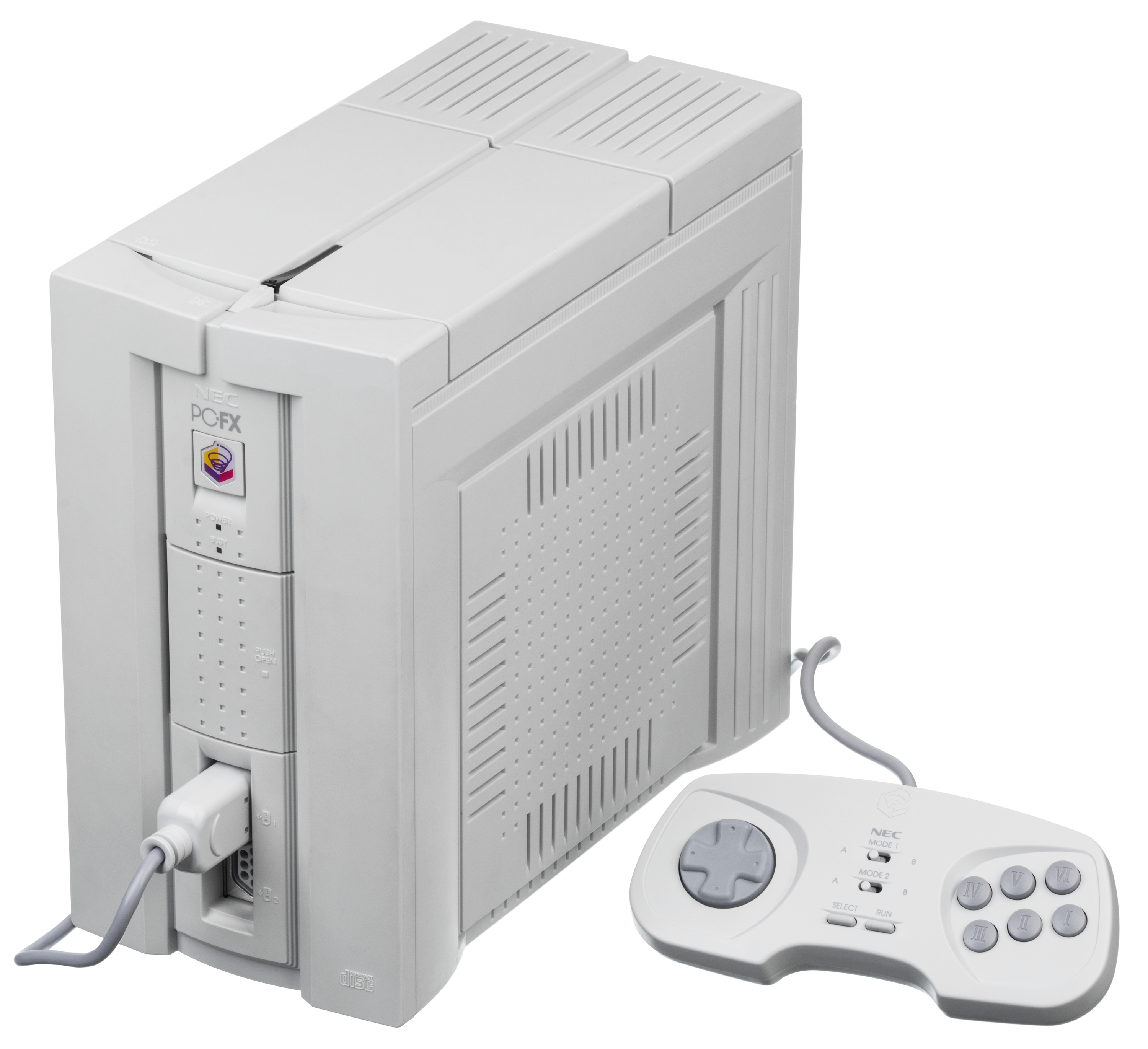
PC-FX
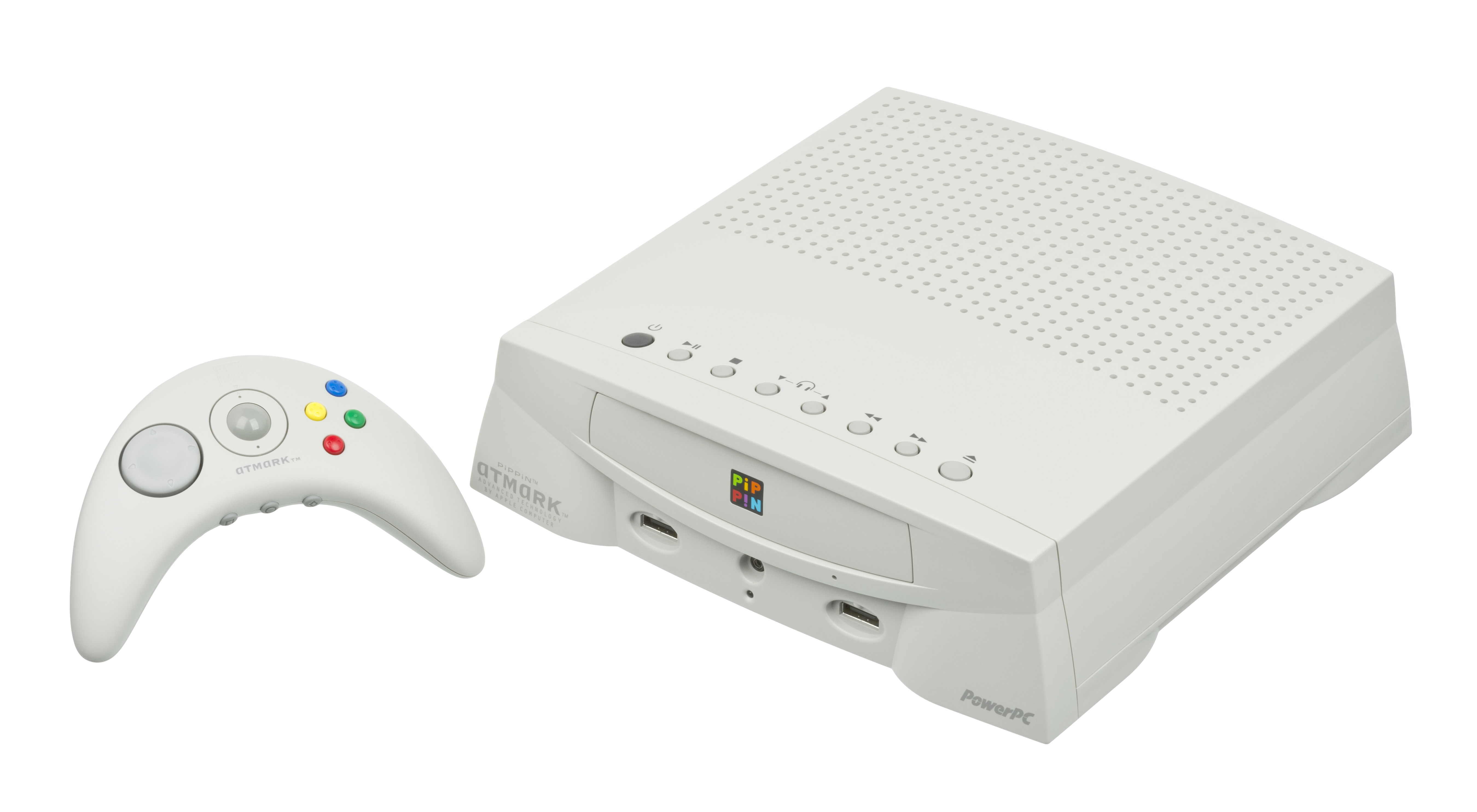
Pippin
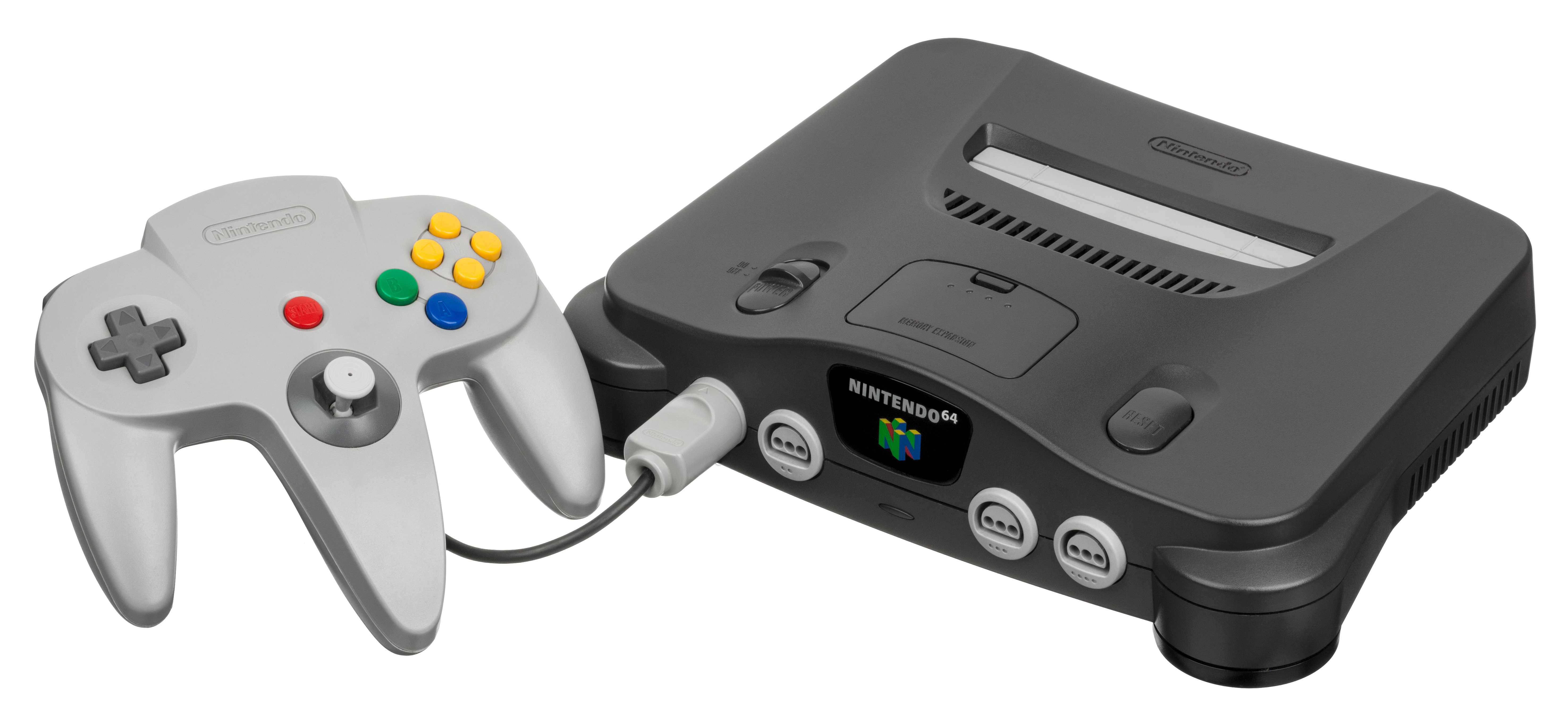
NINTENDO64

この世代では、従来のROMカセットに代わって光ディスクがコンテンツ販売パッケージの主力となった。光ディスクは読み込みに時間がかかるという難点があるものの、データ容量がROMと比較して大きく、再プレスが容易であり、安価にゲーム媒体を量産可能になった。これに伴い音質の向上やムービー再生による演出が広がった。本格的な3Dグラフィックス機能が搭載されたゲーム機が現れ、ゲーム内での映像表現の幅が広がった。振動機能やアナログスティックを備えたコントローラも登場した。ドット絵とポリゴンでは製作ノウハウが違い、中小の新しいソフトハウスも台頭した。
この世代から第6世代にかけて、コンソール・ウォー（ゲーム機戦争）と呼ばれるハードウェア同士の性能競争が最高潮に達し、各社とも自社製ゲーム機の高性能ぶりを盛んにアピールした。主要な機種はセガサターン（1994年発売）、PlayStation（1994年発売）、NINTENDO 64（1996年発売）の3機種である。この世代でゲーム機市場に新規に参入したソニー・コンピュータエンタテインメント（SCE、現：ソニー・インタラクティブエンタテインメント〈SIE〉）のPlayStationは、安価で開発のしやすいシステムと、サードパーティーの高い支持による充実したソフト群を背景に首位に立った。セガサターンは、PlayStationより早く100万台を売り上げるなど、発売直後は好調さを見せたが、コストカットしにくいハード構成であることからPlayStationとの値下げ競争で苦境に立たされた。また、北アメリカではアメリカ・セガがスーパー32Xを先行して投入するなど、販売戦略において日本セガ側との食い違いが見られ、結果的にユーザー側の混乱を招いて共倒れする形となってしまい、海外市場で不評を買った。任天堂が発売したNINTENDO 64は、64ビットの高性能をその名でアピールする象徴的な存在を目指したが、他社に比べて発売が大きく出遅れた上、サードパーティーが少なく、旧来的なROMカセットを採用したためソフトウェアの価格は高めであり価格競争力も低く、北アメリカでは成功したが主流となることはなかった。日本でもPlayStationに大きな遅れをとることとなった。
北アメリカ最大のコンシューマゲーム会社であるエレクトロニック・アーツの創設者が、3DO社を設立してゲーム機市場に参入した。ゲーム機やゲームパソコンのメーカーとして黎明期から長らくゲーム業界を支えたアタリがこの世代を最後にハード事業において四半世紀に渡る長い休眠期間に突入し、コモドールが倒産した。それによって、ゲーム用途で使われるパソコンとしてはPC/AT互換機がほとんどとなった。Windows 95の登場後もしばらくゲーム用途ではMS-DOSが主流であったが、DirectXの登場以後は次第にゲーム用途としてもWindowsがメイン環境となった。マイクロソフトはパソコン用ゲームの開発スタジオを多数抱える大手ゲームメーカーとなり、続く第6世代でついにコンシューマ機に参入した。
- Atari Jaguar、Atari Jaguar CD（アタリ、1993年）
- Amiga CD32（コモドール、1993年）
- FM TOWNS マーティー（富士通、1993年）
- Laser Active / レーザーアクティブ（パイオニア、1993年）
- 3DO Interactive Multiplayer（松下電器産業・3DO、1994年）
- NEOGEO CD / ネオジオCD（SNK、1994年）
- Playdia / プレイディア（バンダイ・デジタル・エンタテイメント、1994年）
- SEGA SATURN / セガサターン（セガ・エンタープライゼス、1994年）
- PlayStation、PS one（ソニー・コンピュータエンタテインメント、1994年・2000年）
- PC-FX（NECホームエレクトロニクス、1994年）
- VIRTUAL BOY（任天堂、1995年）
- ルーピー（カシオ、1995年）
- Pippin（バンダイ・デジタル・エンタテイメント、1996年）
- NINTENDO64 / ニンテンドウ64、64DD（任天堂、1996年・1999年）

#### 第6世代（据え置き型）
1990年代末 - 2000年代初頭を、この記事では「第6世代」とする。

第6世代の据置機
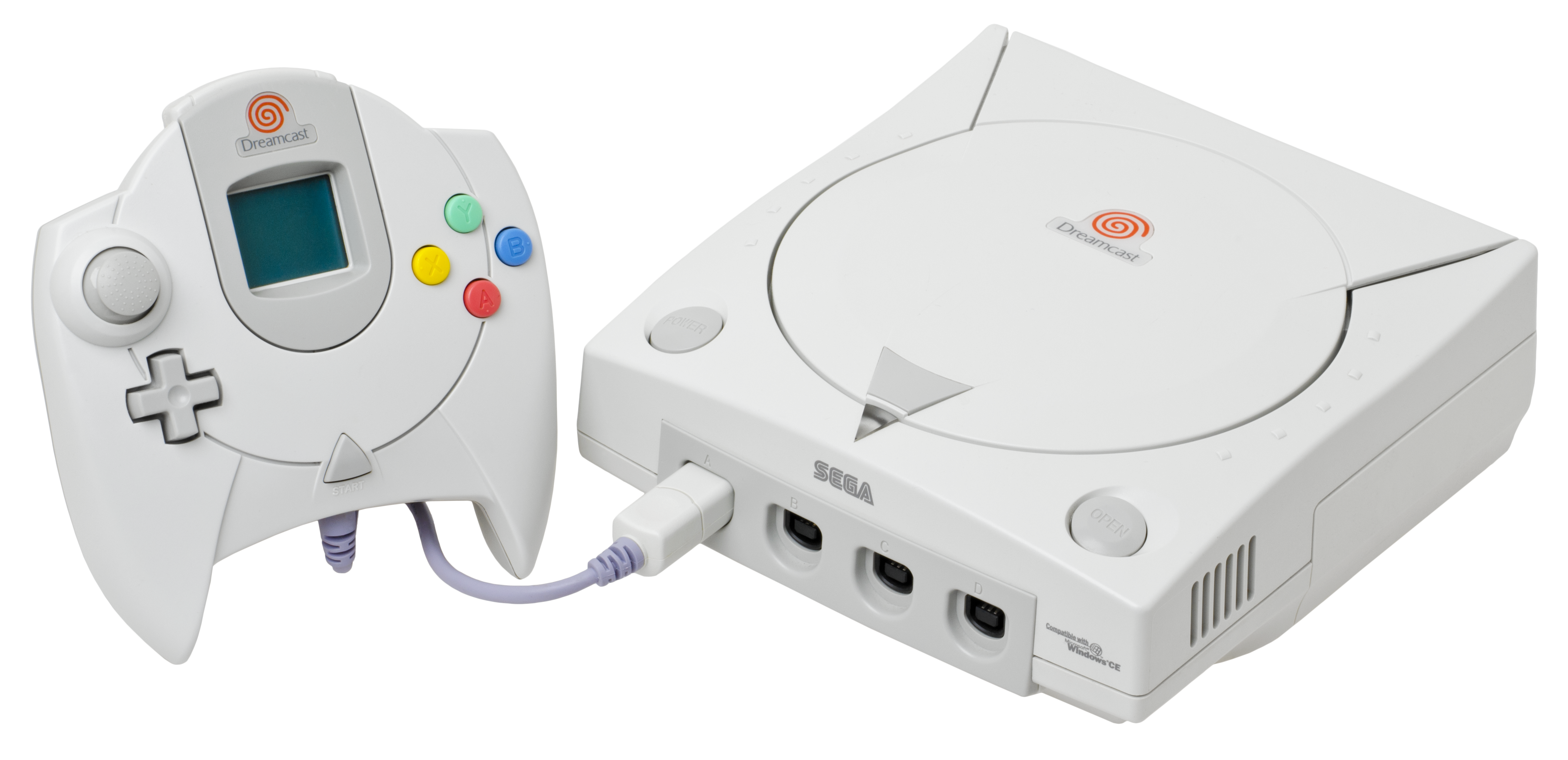
Dreamcast
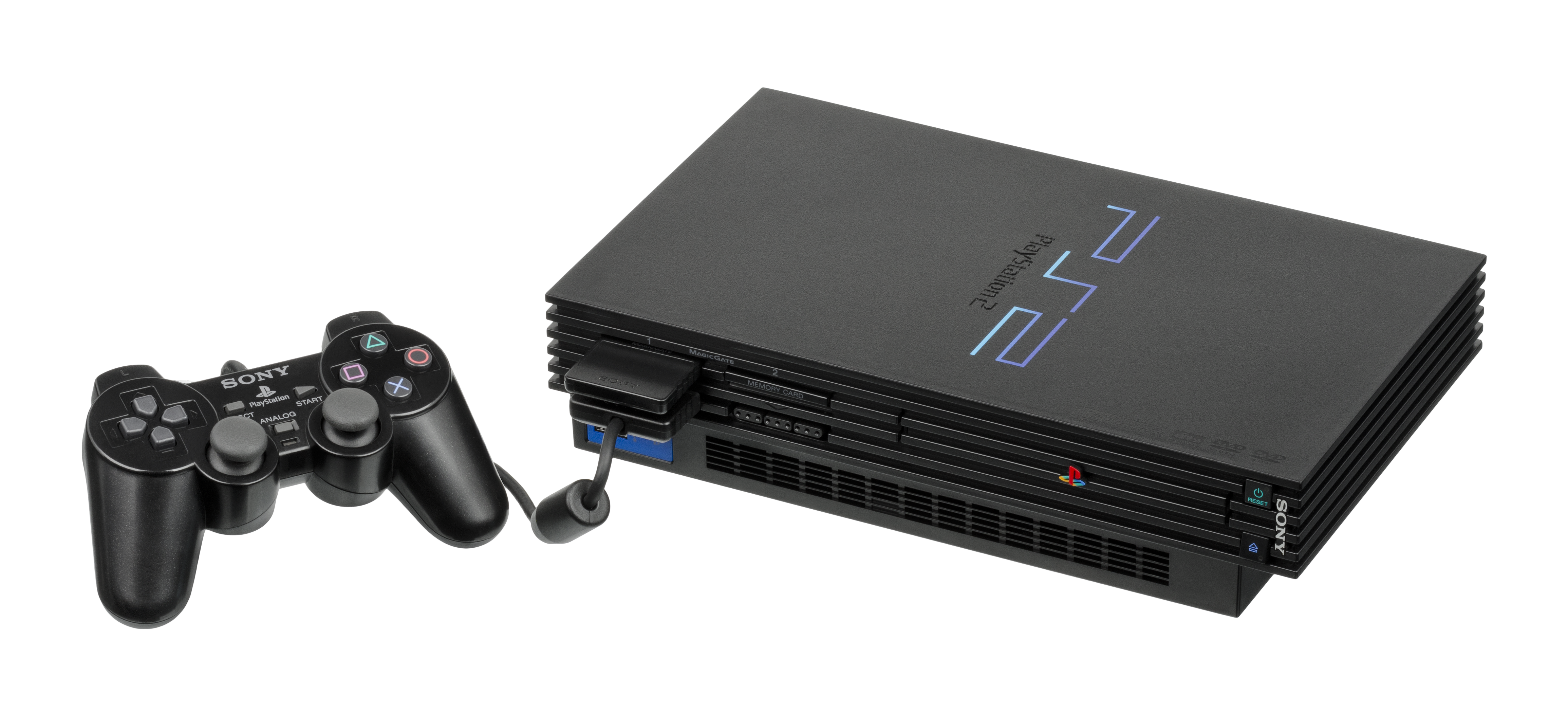
PlayStation 2
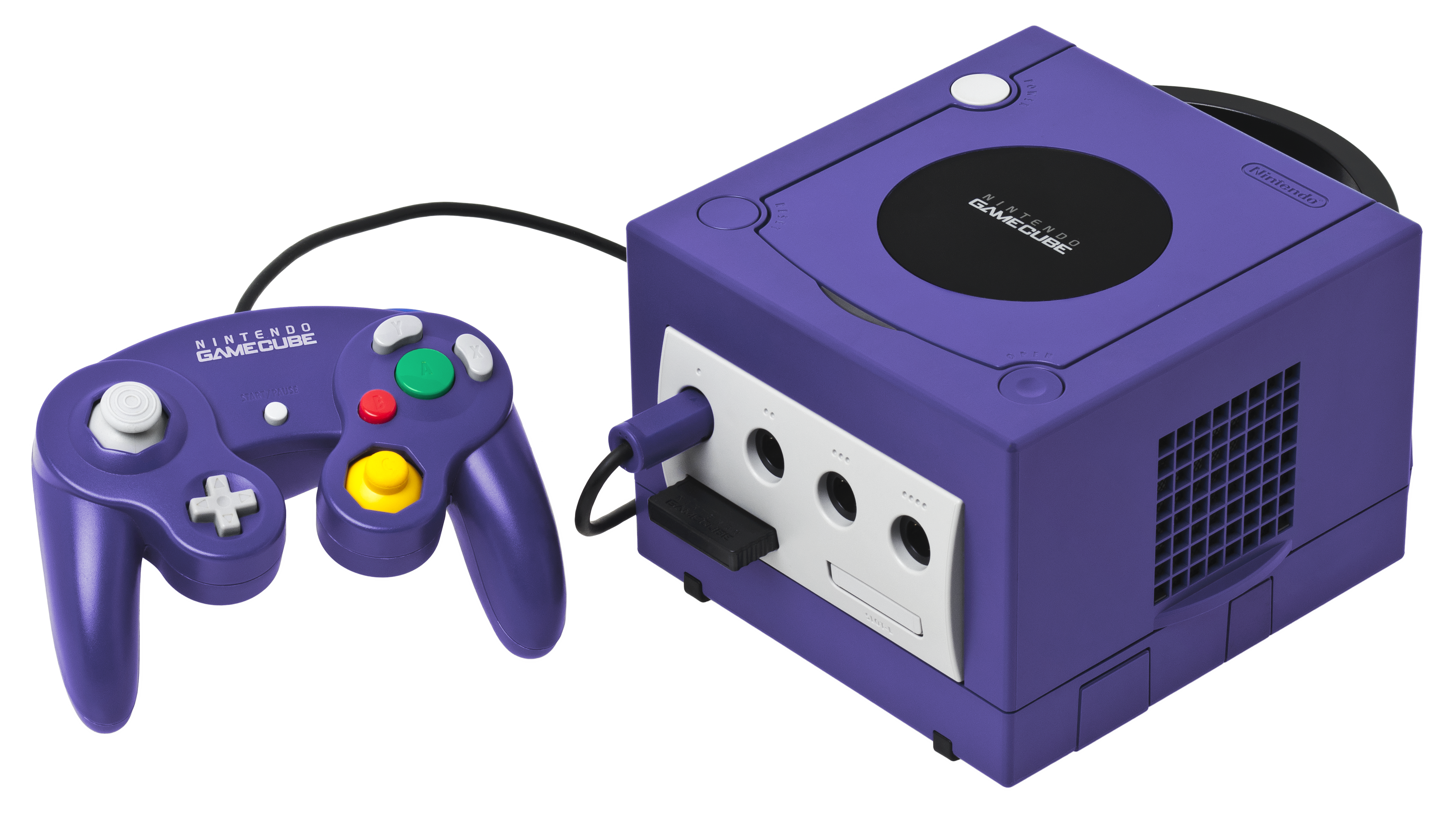
ニンテンドー ゲームキューブ
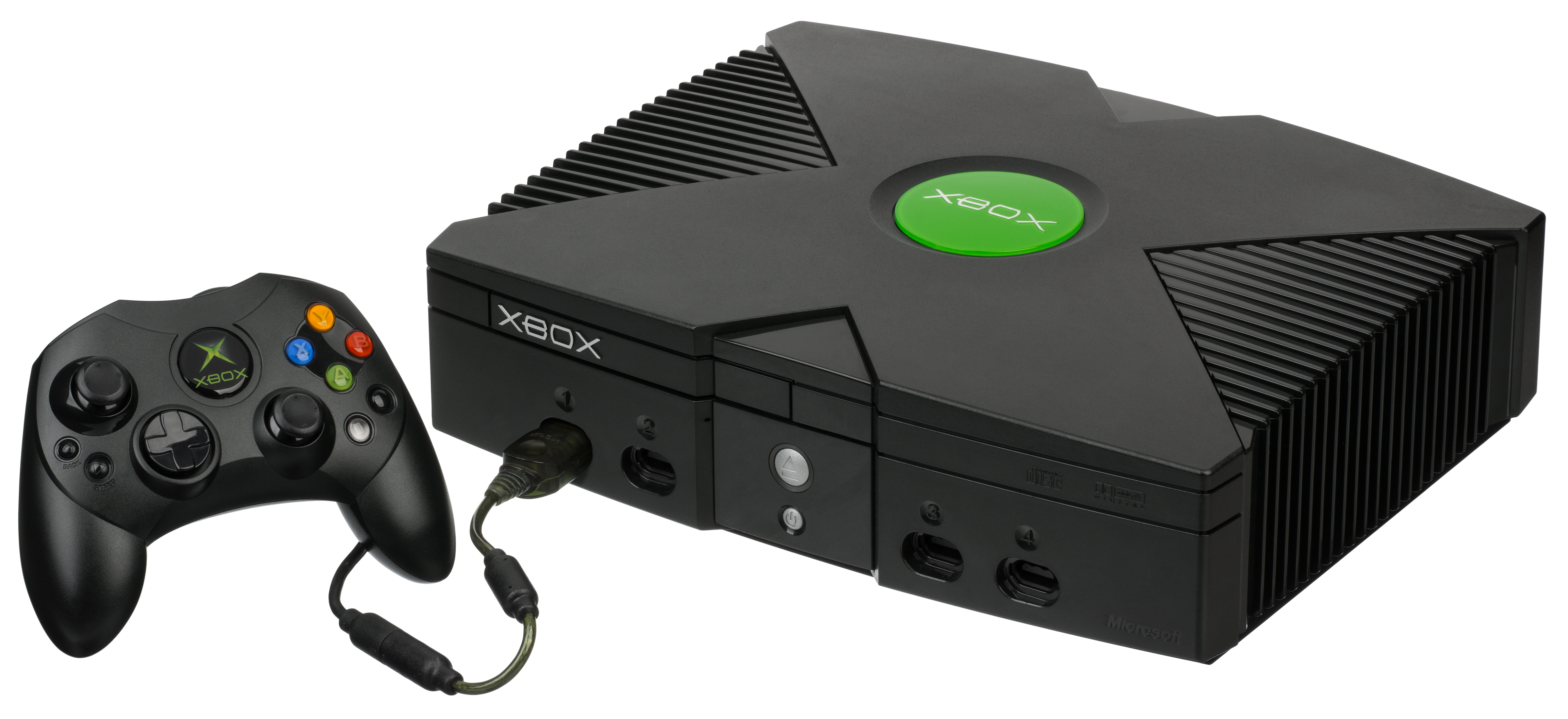
Xbox

3Dグラフィックスの表現力が上がり、インターネットとの通信や5.1chサウンドにも限定的に対応し始め、メディアプレイヤーとしての需要を2000年発売のPlayStation 2などがDVD対応でゲーム以外の需要でも購入できるようにした。メディアとしてDVD、もしくは独自規格の光ディスクが導入された。この世代を最後にセガはハード販売から撤退し、入れ替わる形でマイクロソフトのXboxが2001年に参入した。
Xboxは日本国外市場において成功を収めてPlayStation 2に次ぐシェアを獲得したが、日本では一般にゲーム機が売れる年末を過ぎた2月に発売したり、初期不良やそれに関する対応などが批判を受けるなど振るわなかった。NINTENDO 64の後継機のニンテンドー ゲームキューブ（2001年発売）は日本で一定の支持を得たが、日本国外では前ハードほど振るわなかった。PlayStation 2に関しても初期型モデルのSCPH-10000系列はディスクドライブなどの耐久性に難があることや急激に膨大化した開発規模の影響もあり、ゲーム機として本格的な始動を果たしたのは2000年10月における海外用モデルの発売からである。
パソコンにおけるブロードバンドの普及期に当たり、ネット対応が不十分な家庭用ゲーム機に先行して、パソコン用のオンラインゲームが充実した。中国や韓国などアジアの新興国においても自国製ゲームの普及が見られ始めるが、据置型ゲームは多大な開発コストなどの参入障壁が大きかったことや、アジア諸国における海賊版の横行のためコンテンツ販売では利益を得にくかったなどの理由から、課金制のパソコンオンラインゲームが開発の主流となっていき、これらの国の作品が世界に輸出されるのも多く見られ始めた。
- ドリームキャスト / Dreamcast（セガ・エンタープライゼス、1998年）
- PlayStation 2（ソニー・コンピュータエンタテインメント、2000年）
- ニンテンドー ゲームキューブ / NINTENDO GAMECUBE（任天堂、2001年）
- Xbox（マイクロソフト、2001年）

#### 第7世代（据え置き型）
2000年代中盤 - 2010年代初頭を、この記事では「第7世代」とする。

第7世代の据置機
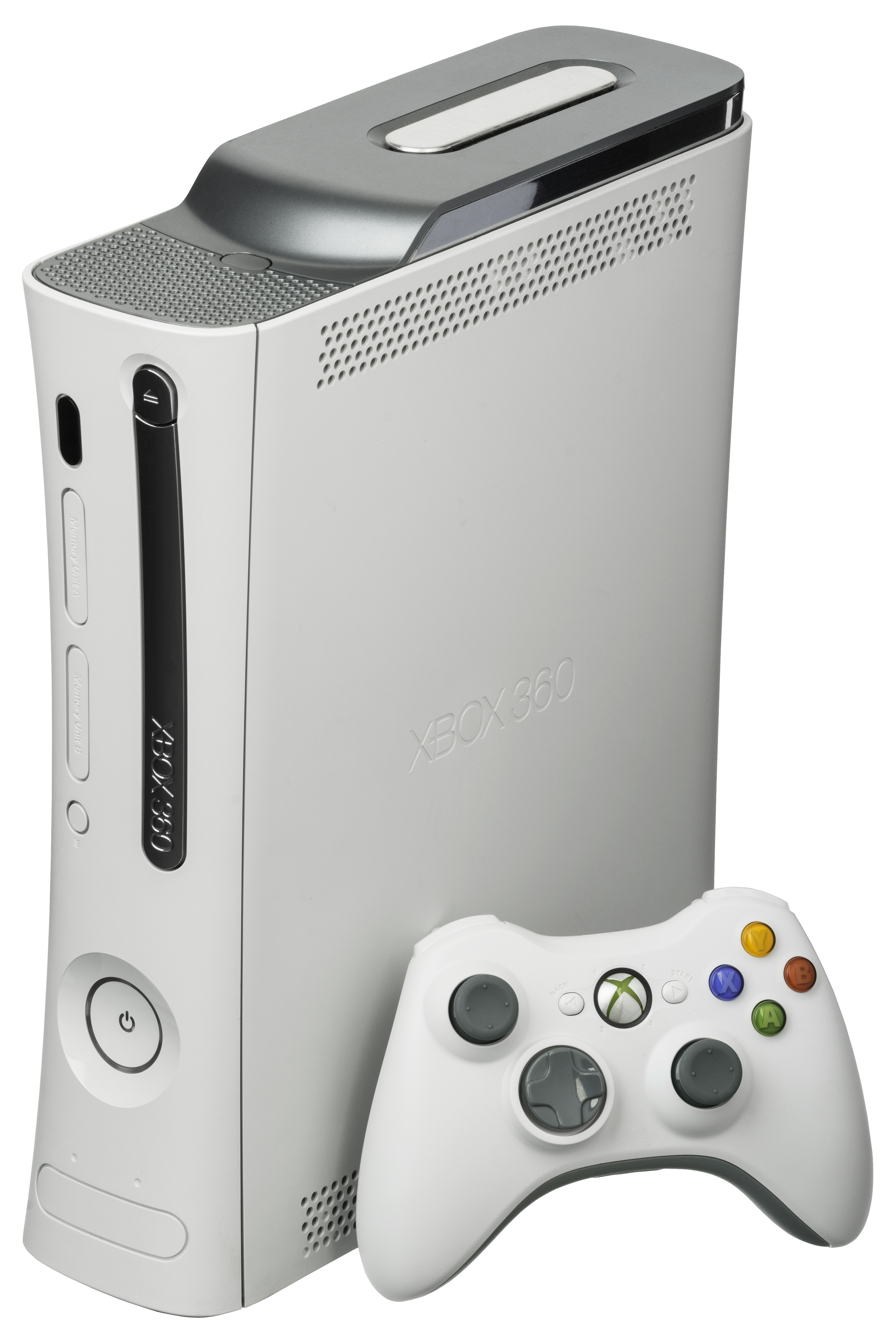
Xbox 360
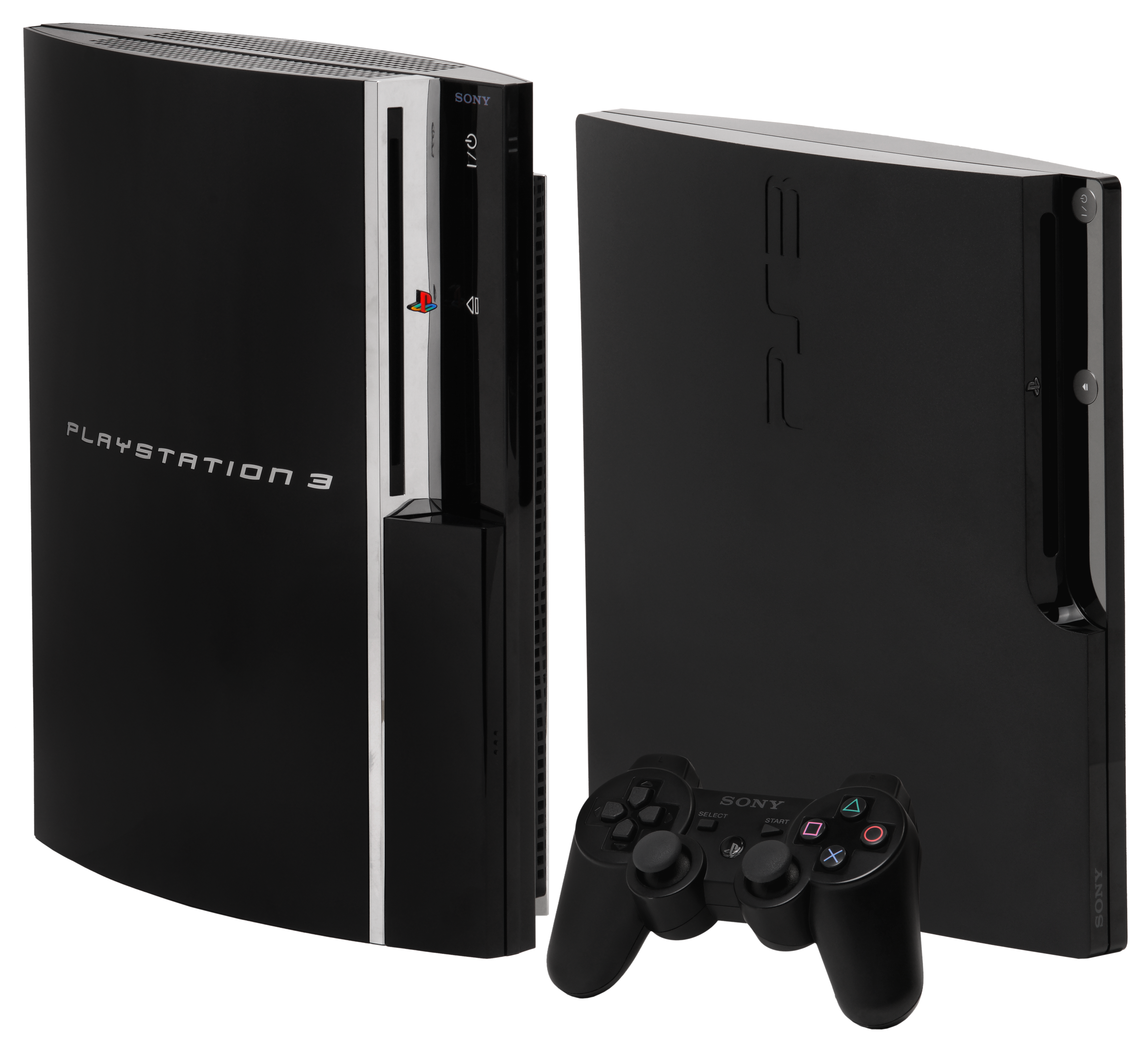
PlayStation 3
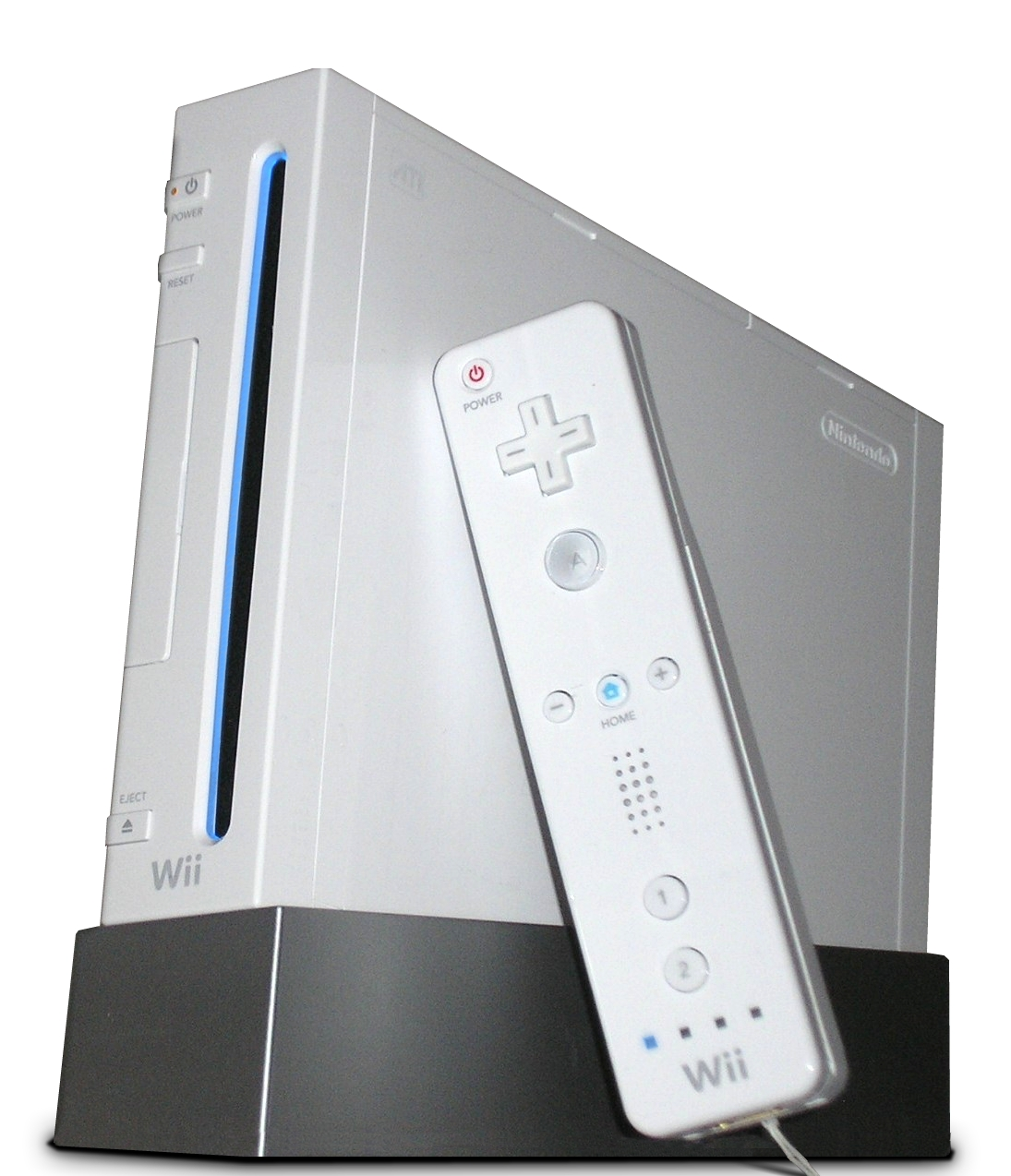
Wii

任天堂のWii（2006年発売）は、Wiiリモコンという体感型のコントローラを標準搭載し、高精細度ビデオ（HD）に対応したPlayStation 3（2006年発売）とXbox 360（2005年発売）も体感型のPlayStation MoveやKinectを発売した。いずれの機種もかつてのハードで発売されたソフトの公式エミュレータを用意しコンテンツのダウンロード販売も行われるようになった。この世代ではネットワークサービスを利用して、当時のゲームや「ドット絵を利用した、当時のハードウェア環境そのままでの新作」が配信された。ビデオ・オン・デマンドなど海外ではXbox 360がスマートテレビのデファクトともいわれた。この世代でのみ、任天堂・ソニー・マイクロソフトがすべてのCPUコアをIBMのPowerPCで統一する事態となったが、1080p以上での性能面や互換性における問題も徐々に顕著になっていったため、後世代では廃止された。
ソフトメーカーにとってはシェアの先行き不透明な状況が続き、前世代以上にマルチプラットフォームが増加した。Xbox 360とPlayStation 3は売れ行きは鈍く、人気ゲームの続編・リメイク・HD対応版の発売が多くなった。Wiiは今までのゲーム機の常識を変え新しい体感型として出し、高度なテクニックを要するゲームが苦手な人にとっても面白さが分かりやすく、同世代のハードに比べ非常に速いペースでシェアを伸ばし2世代振りにハードシェアでのトップになったものの、他のハードとは異なり入力デバイスが特殊である事や同世代のハード中で唯一画質がHD画質に対応していない事等からマルチプラットフォームリリースの対象から外れる事が多かった。特に画質面において、日本で2011年7月（一部の地域では2012年）に地上デジタル放送の完全移行を控え、高画質テレビ（主にHDテレビ）の普及率が大きく上がった事がWiiの長期展開にとって大きなミスとなってしまい、日本の市場とタイトル数のみが2010年以降に急速に萎む要因となった。結果的にXbox 360やPlayStation 3のラインナップが充実していく中、逆にWiiは新作ソフトが不足するようになっていった。
- Xbox 360（マイクロソフト、2005年）
- PlayStation 3（ソニー・コンピュータエンタテインメント→ソニー・インタラクティブエンタテインメント、2006年）
- Wii、Wii Family Edition、Wii Mini（任天堂、2006年・2011年・2012年）

南アメリカやアジアなどの新興国ではネットワーク対応や体感型などを盛り込みながらも安価で低性能なゲーム機が盛んにリリースされており、ブラジルで長らくセガの代理店として活動していたTectoy社が2009年に独自にリリースしたドリームキャストの後継機Zeeboや、中国におけるセガの代理店であるAtGamesがリリースしたZONEおよびそのバリエーションであるSEGA Reactorが代表的な製品である。先進国ではハードから撤退したセガは新興国ではTectoyやAtGamesなどを介してハード事業を継続しており、Tectoyからはメガドライブのモデルチェンジ版であるメガドライブ4も2009年に発売された。
- Zeebo（Tectoy&Qualcomm、2009年4月）
- Tectoy Mega Drive 4（Tectoy、2009年8月）
- ZONE、SEGA Reactor（AtGames&セガ、2010年）

#### 第8世代（据え置き型）
2010年代前半 - 後半を、この記事では「第8世代」とする。

第8世代の据置機
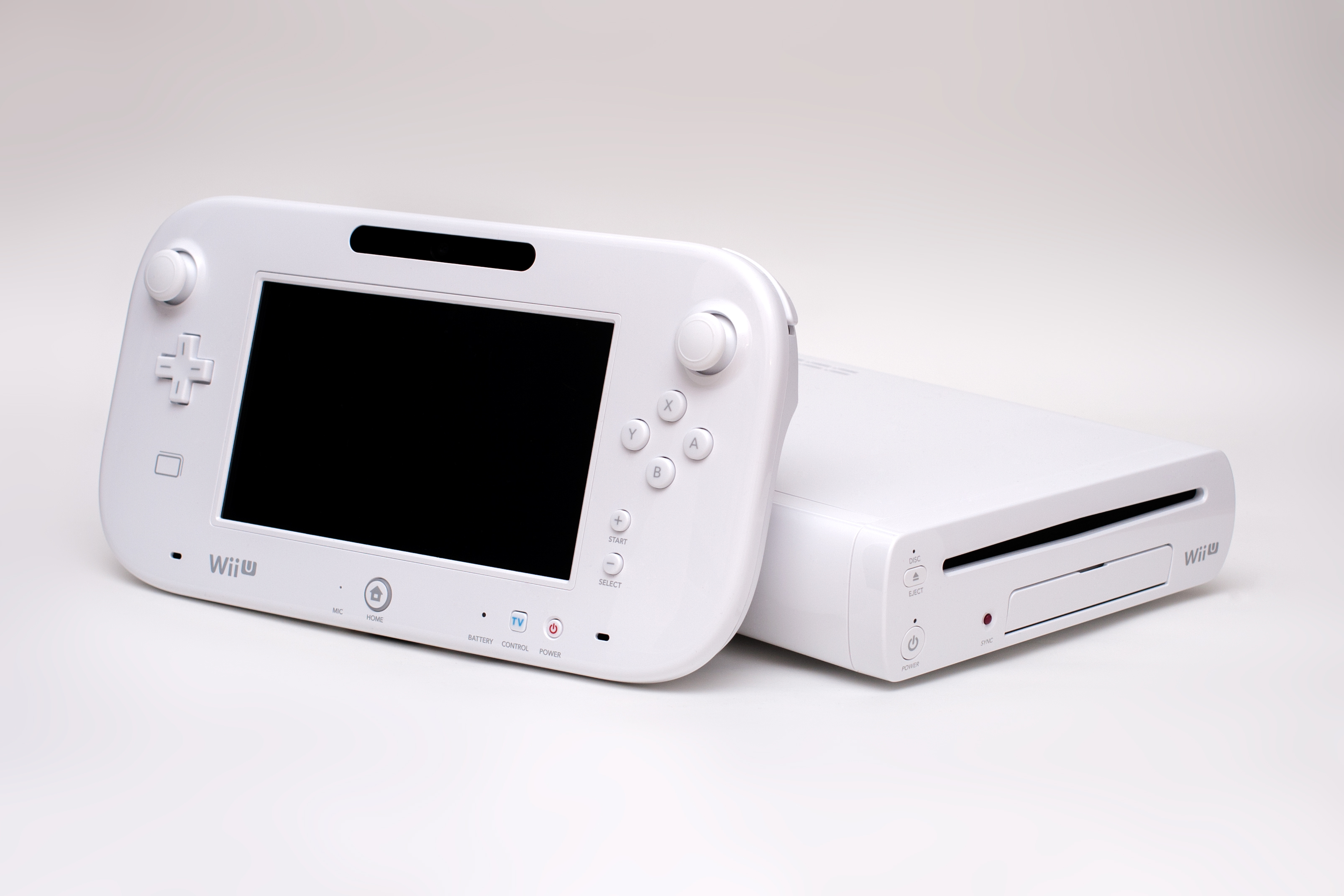
Wii U
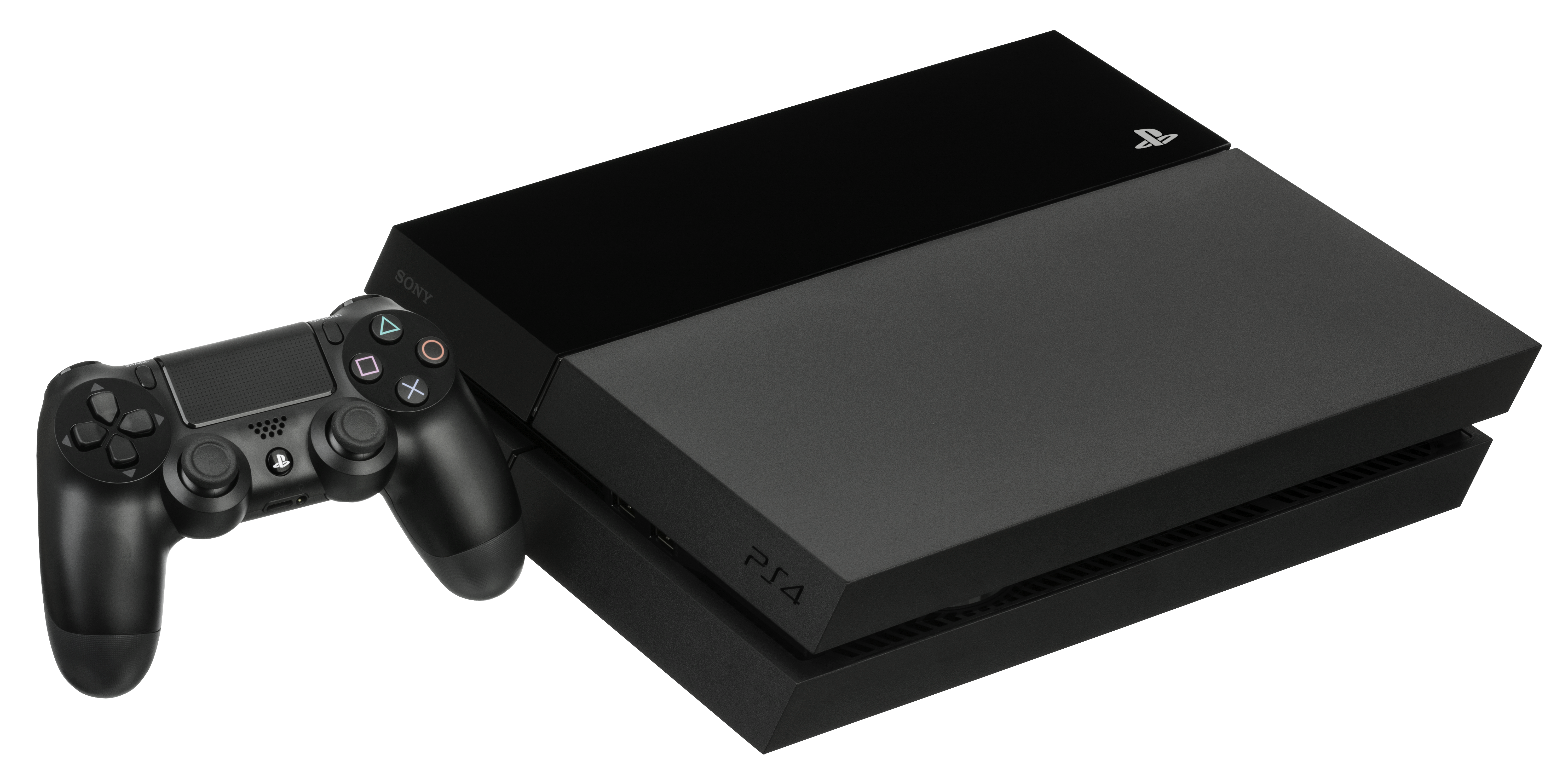
PlayStation 4
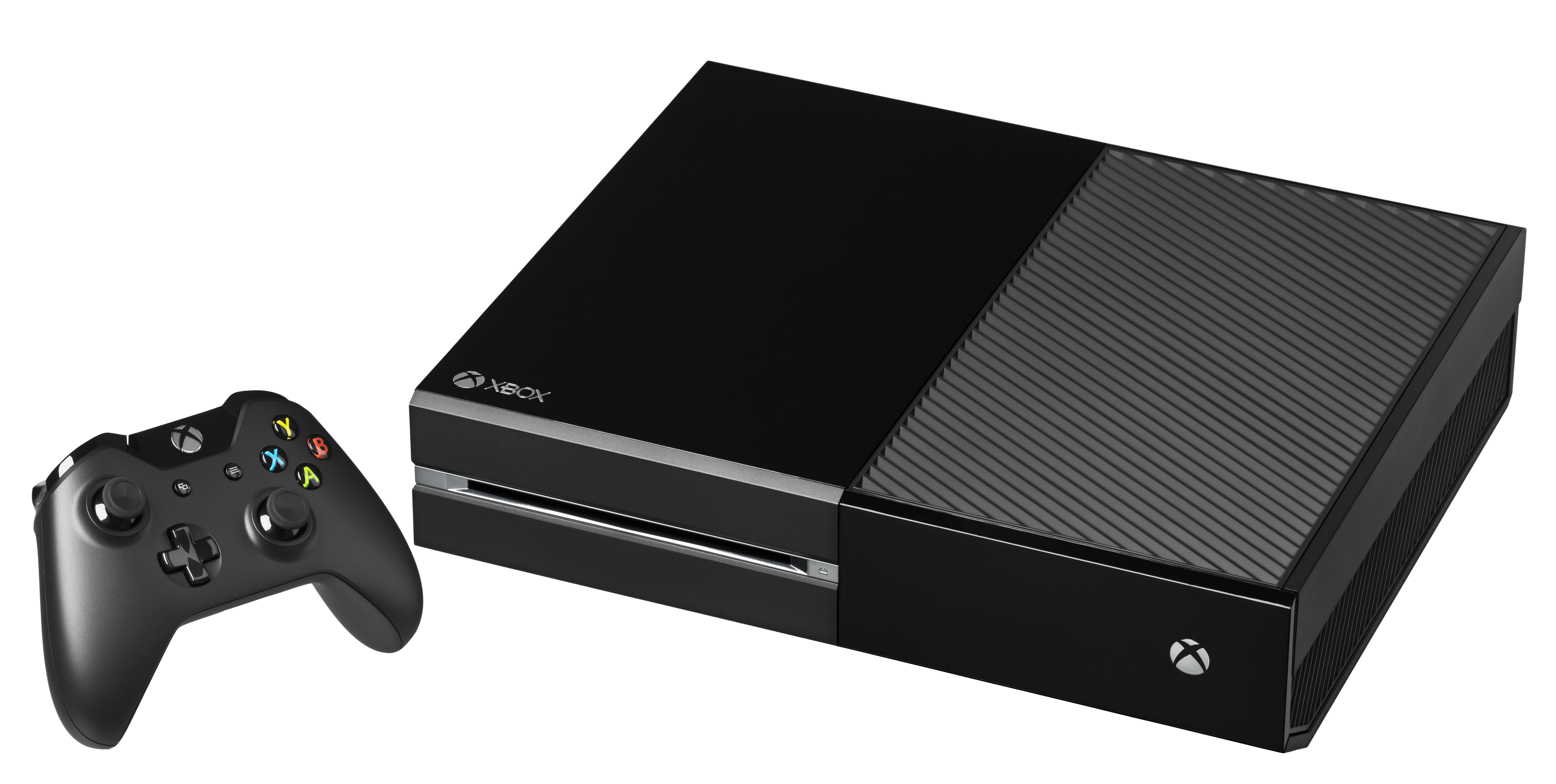
Xbox One

Wii Uが2012年11月、PlayStation 4とXbox Oneが2013年11月に、共に北アメリカ地域のホリデーシーズンに合わせて発売された。3機種全てで北アメリカ地域での発売が優先されている。各クラウドサービス・プラットフォームも台頭した（スーパーコンピューターゲーミングを目指していたシンラ・テクノロジーは解散したが、主要メンバーはGenvid Technologiesを立ち上げた）。
コンシューマーゲーム機
- Wii U（任天堂、2012年）
- PlayStation 4、PlayStation 4 Pro、PlayStation VR（ソニー・コンピュータエンタテインメント→ソニー・インタラクティブエンタテインメント、2013年・2016年）
- Xbox One、Xbox One S、Xbox One X（マイクロソフト、2013年・2016年・2017年）
- PlayStation Vita TV（ソニー・コンピュータエンタテインメント、2013年）

マイクロコンソール
- Apple TV（Apple、2015年）

クラウドゲーム機
- G-cluster（ブロードメディア、2013年）

Android搭載
- OUYA（OUYA, inc.、2013年）
- GameStick（PlayJam Inc.、2013年）
- GamePop（BlueStacks、2013年）
- M.O.J.O（Mad Catz、2013年）
- UNU/Vyper（Snake Byte、2014年）
- HUAWEI Tron mini game console（ファーウェイ、2014年）

#### 第9世代（据え置き型）
2010年代後半 - 2020年代前半を、この記事では「第9世代」とする。

第9世代の据置機
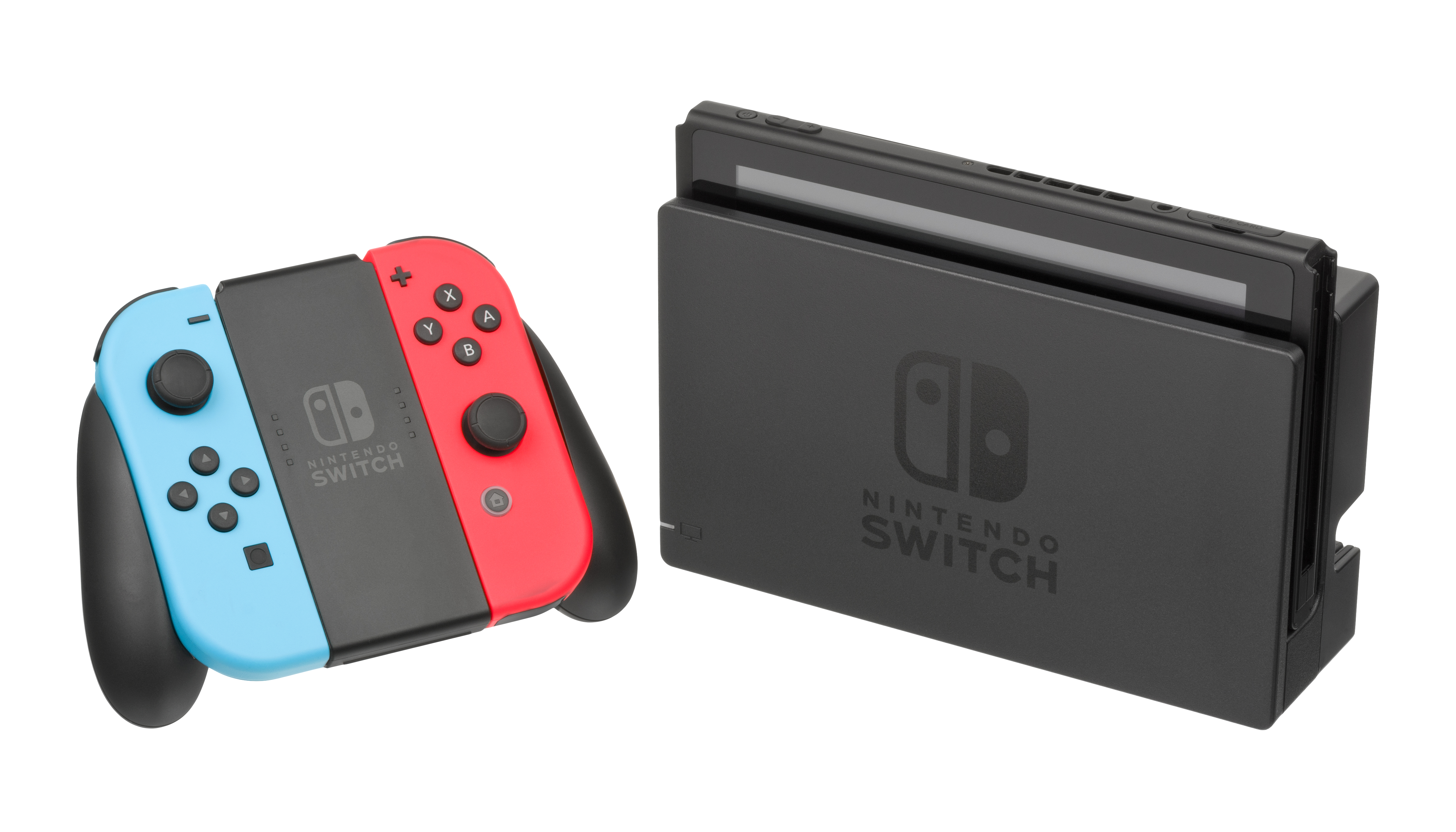
Nintendo Switch
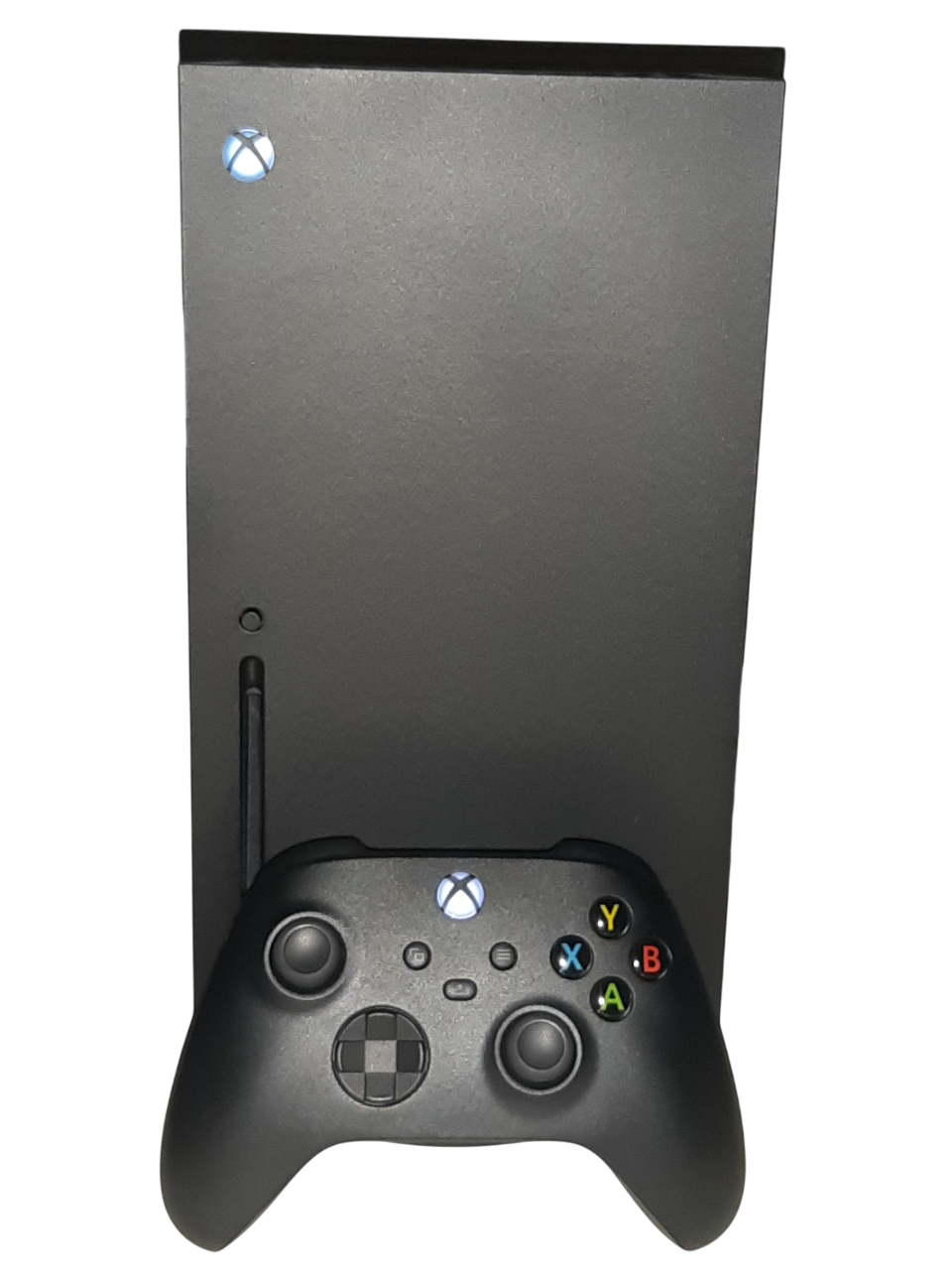
Xbox Series X
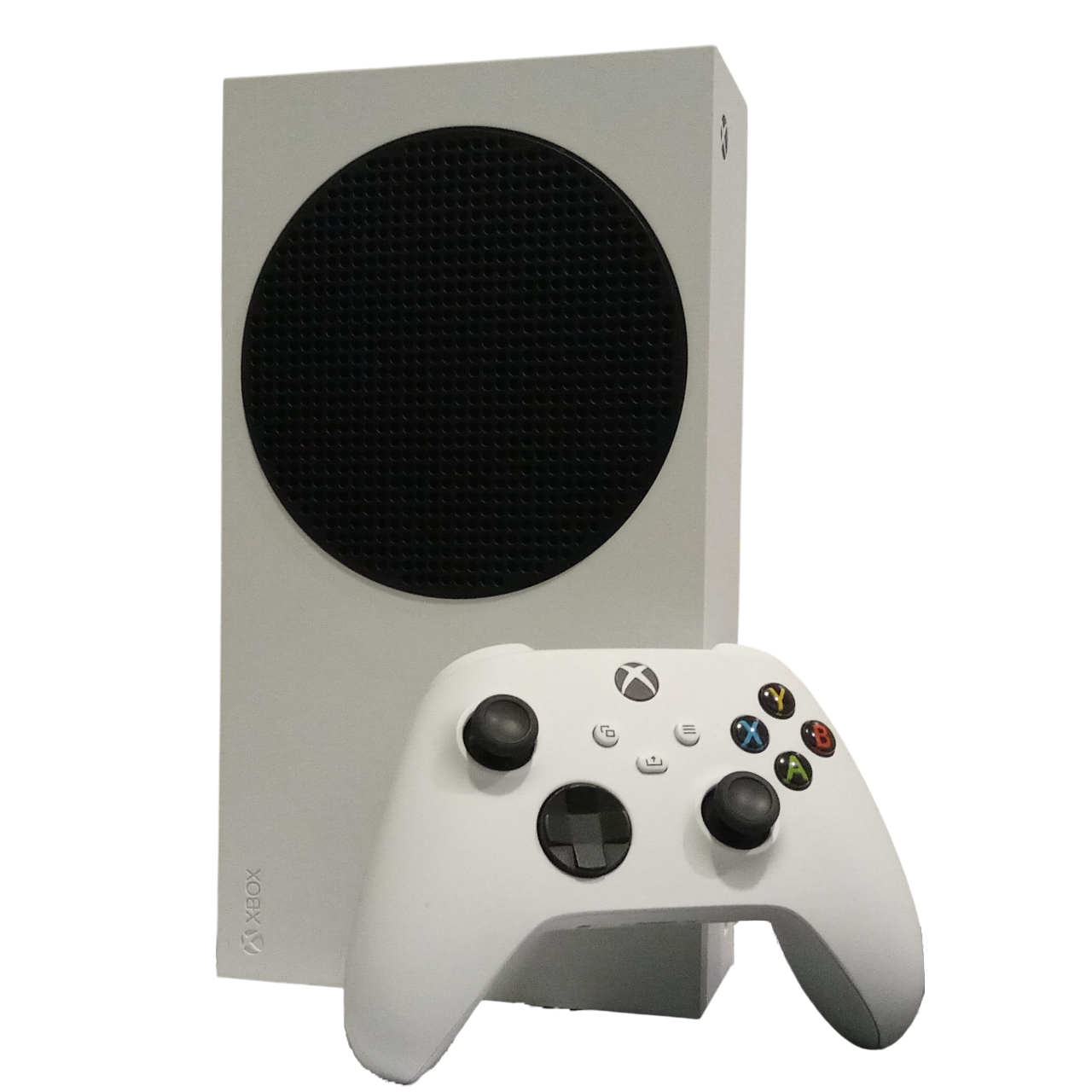
Xbox Series S
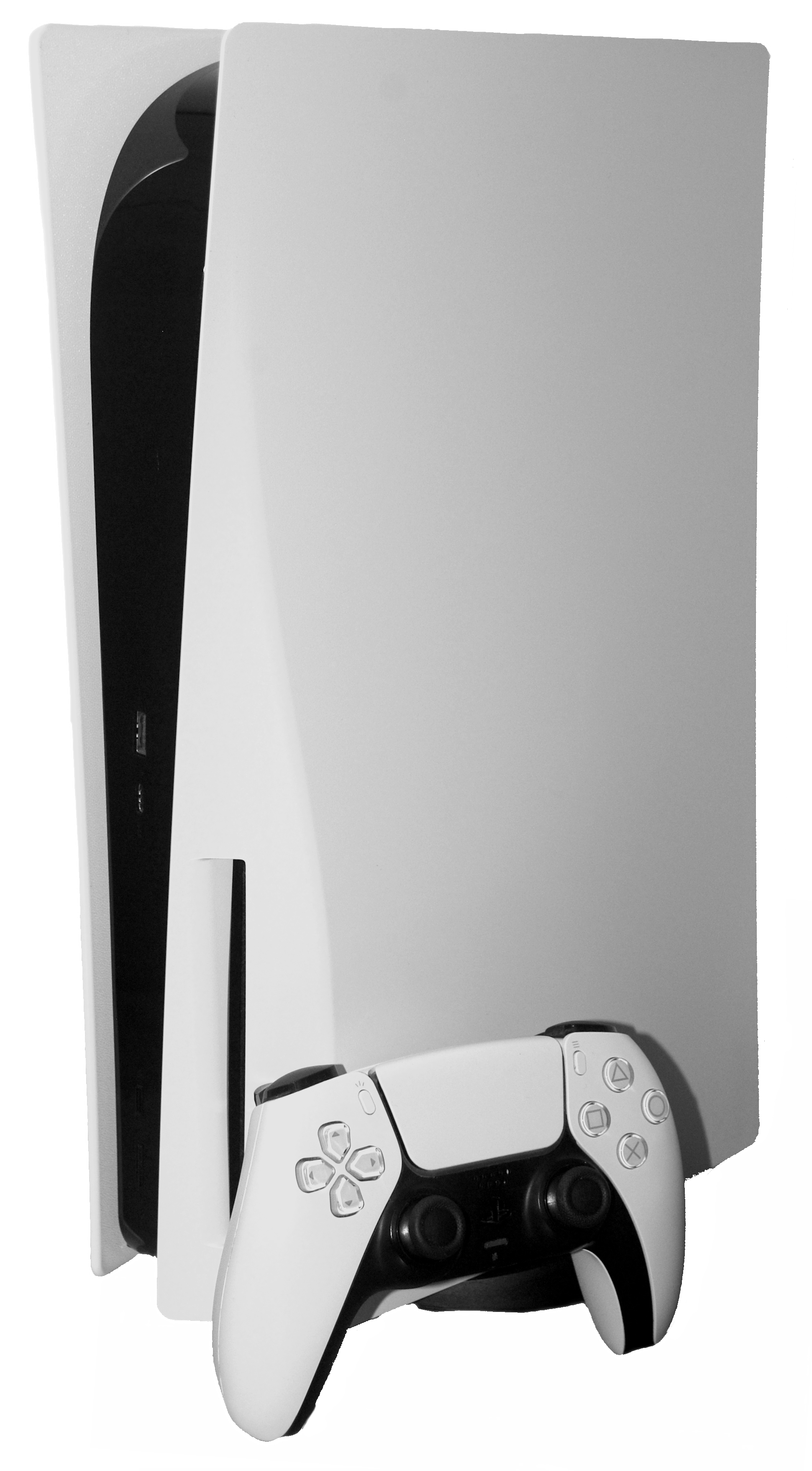
PlayStation 5

任天堂はWii Uが日本でのタイトル数の少なさから短命となってしまい、他社に先行する形で2017年3月に、据置機としても携帯機としても遊べるハイブリッドゲーム機（ハード構成は事実上携帯機）としてNintendo Switchを発売。ゲームボーイ発売以降分離が始まった据置機と携帯機のプラットフォームが統合された。Oculus VRは2019年5月、初のスタンドアローン型VRゲーム機であるOculus Questを発売。アタリはAtari Jaguar以来約四半世紀ぶりに家庭用ゲーム機業界に復帰し、Atari VCSを発表した。さらに、ソニー・インタラクティブエンタテインメント（SIE）はPlayStation 5、マイクロソフトはXbox Series X/Sを2020年11月に、前世代で発生していた日本地域の発売のずれを廃止して全世界同時発売となったが、Xboxにおいてはかなりローンチ作品が不足する状況になった代わりに以前に発売されたいくらかのOne用作品をSeriesに最適化させた（スマートデリバリー）。
この時期からはゲームハードのさらなる高性能化、動画配信サイトの普及によるゲーム実況の人気の高まり、半導体不足、そして営利目的の転売の横行などから、特に発売直後のゲームハードがしばしば供給不足に苦しむようになる。Nintendo Switchは発売3ヵ月が経過しても品薄状態が収まらず、任天堂が公式に謝罪文を発表する事態となった。また2020年には新型コロナウイルス (COVID-19) の世界的な蔓延によって巣ごもり需要がさらに高まり、『あつまれ どうぶつの森』などが社会現象になった一方、PlayStation 5はハードの供給不足が原因でゲームソフトの深刻な販売不振が発生、日本国内では発売から2ヵ月経ったにも関わらず、店頭販売に人が殺到し警察が出動する騒ぎも起きている。
この世代ではクラウドゲームサービス・プラットフォームも注目を集めており、Google、Amazon、Facebook、NVIDIAが参入した。ただし、NVIDIAに関してはPlayStation 3のRSX以来となるNintendo SwitchのTegraチップでも参入している。
コンシューマーゲーム機
- Nintendo Switch、Nintendo Switch（有機ELモデル）（任天堂、2017年・2021年）
- Oculus Quest、Oculus Quest 2→Meta Quest 2（Reality Labs（旧：Oculus VR）、2019年・2020年）[30]
- Xbox Series X/S（マイクロソフト、2020年）
- PlayStation 5、PlayStation 5 デジタル・エディション、PlayStation 5 Pro（ソニー・インタラクティブエンタテインメント、2020年・2024年）
- Atari VCS（アタリ、2021年）

クラウドゲーム機・サービス
- Google Stadia（Google、2019年 - 2023年[31]）
- Apple Arcade（Apple、2019年）
- OOParts（Black Inc.、2020年[32]）
- GeForce Now（NVIDIA、2020年[33]）
- Xbox Cloud Gaming（マイクロソフト、2020年[34][35]）
- Amazon Luna（Amazon、2020年[36][37]）
- Facebook Gaming（Facebook、2020年[38]）
- Plex Arcade（Plex、2021年[39]）

#### 第10世代（据え置き型）
2020年代中盤以降を、この記事では「第10世代」とする。

第10世代の据置機
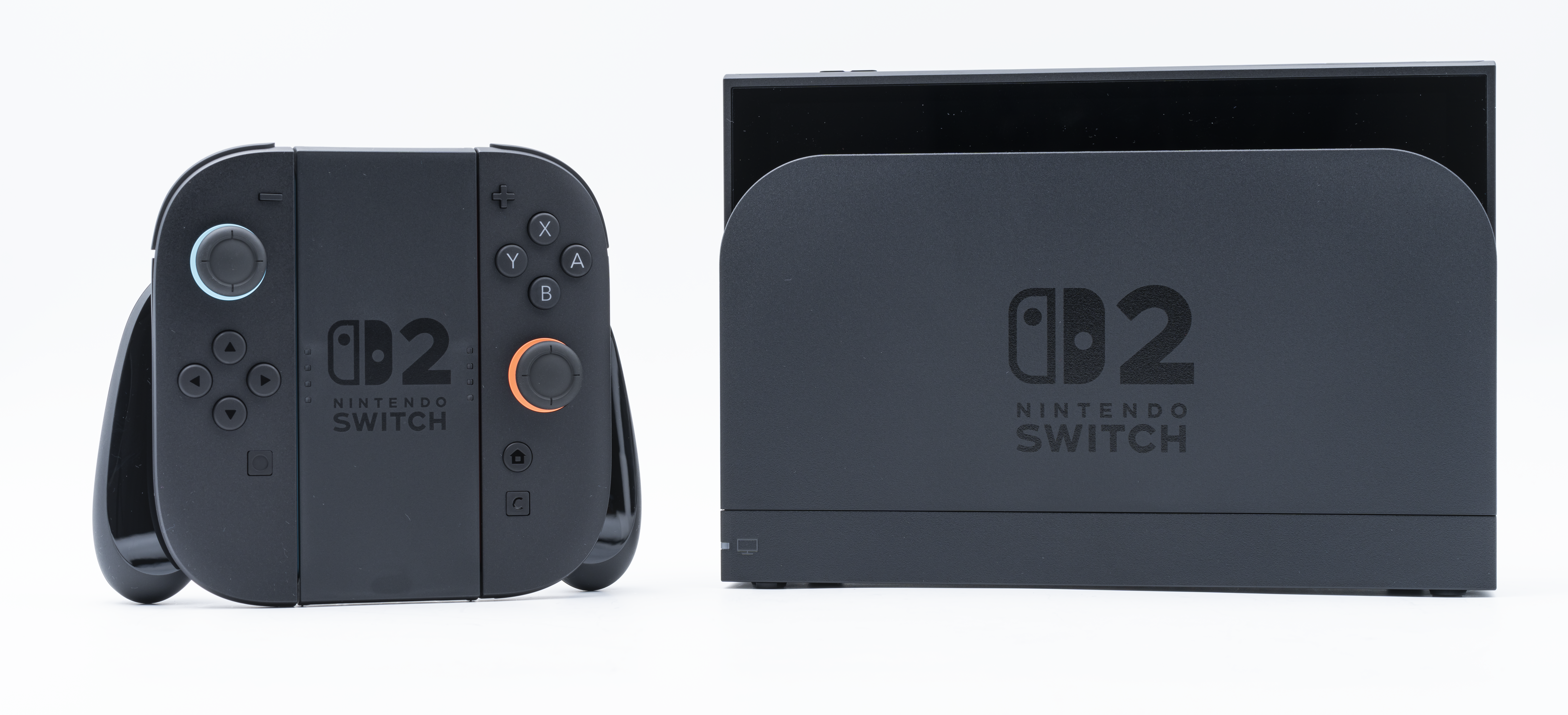
Nintendo Switch 2

2025年6月にNintendo Switch 2が発売。同機種はWii Uからやや解像度やCPU仕様などが変更された程度のSwitchと異なり、明確に4Kや1440p 120Hzに対応した設計となり、事実上第9世代のSwitch以外のゲーム機と同じ性能基準に揃えられた。
コンシューマーゲーム機
- Nintendo Switch 2（任天堂、2025年）

### 携帯型

#### 第1世代（携帯型）
1970年代後半 - 1980年代前半に当たる。

第1世代の携帯機
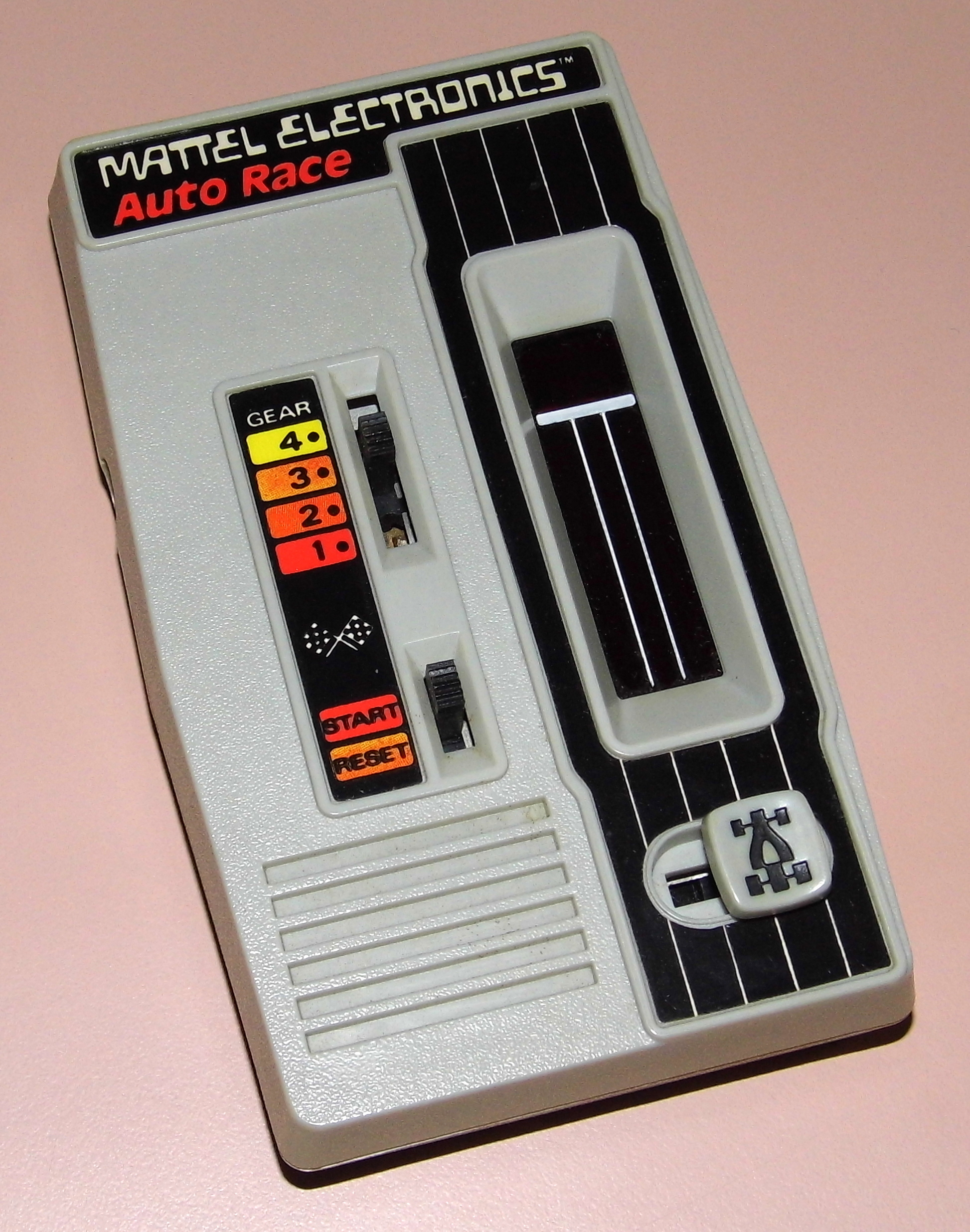
Mattel Auto Race
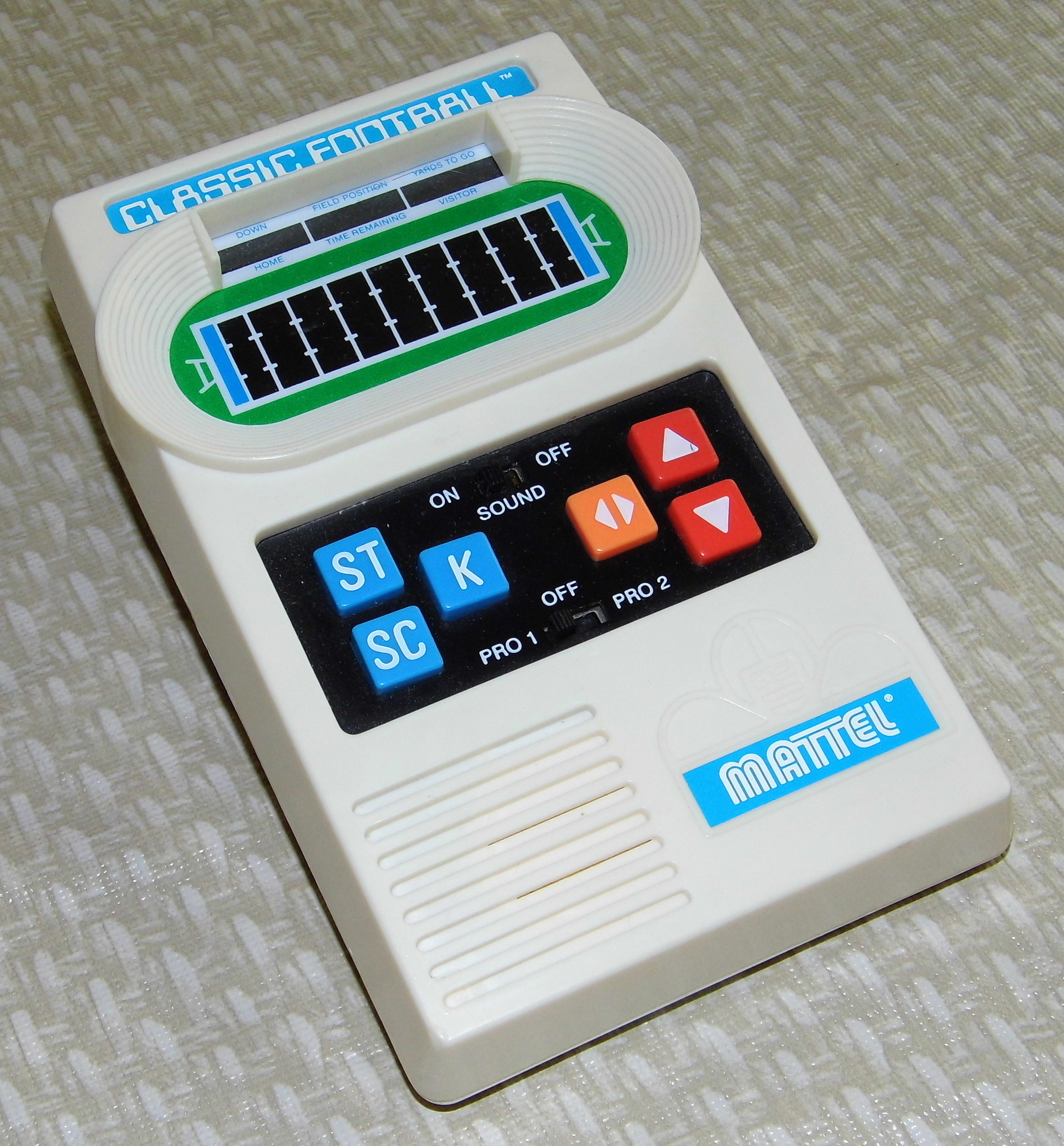
Mattel Football
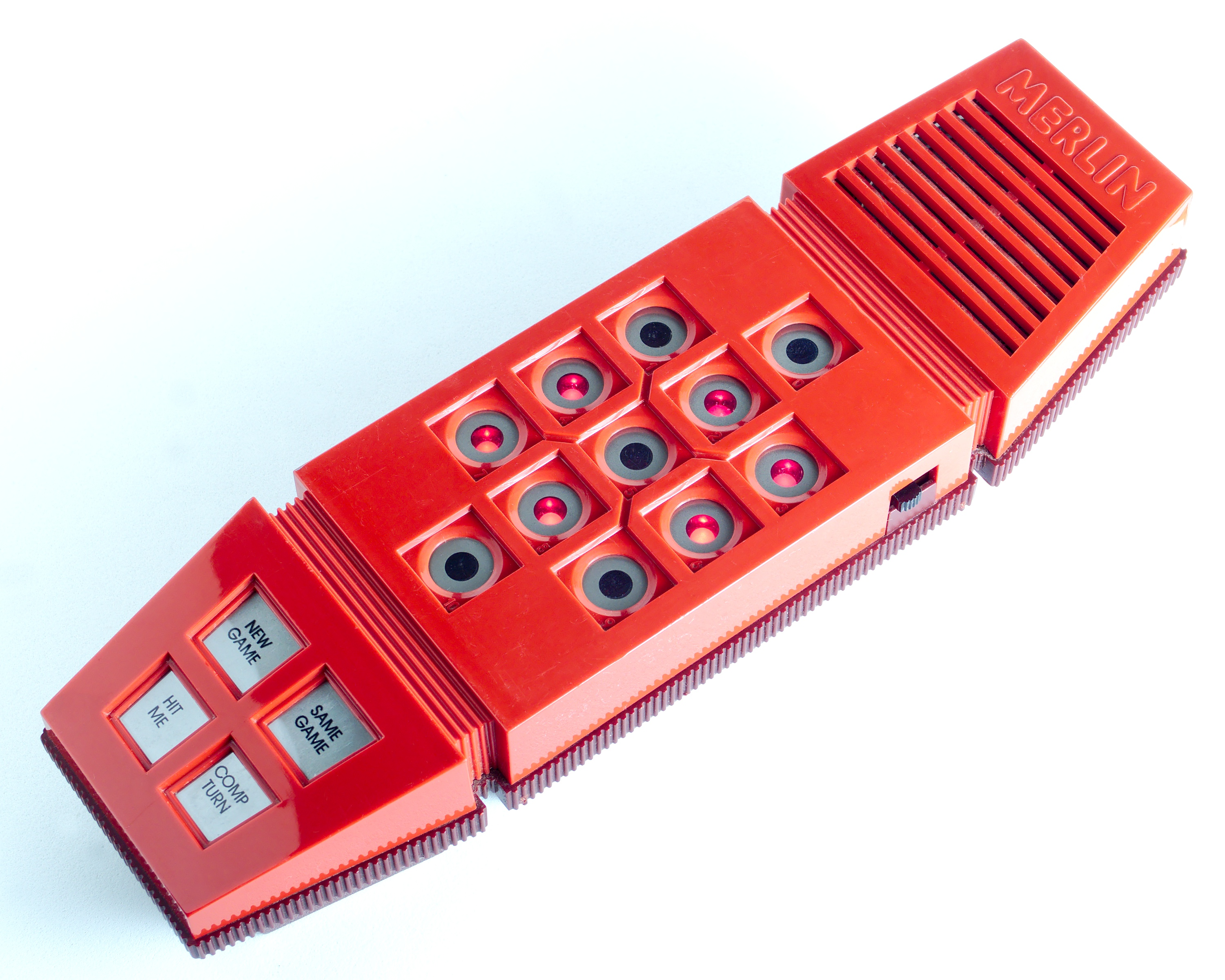
Merlin（ドクタースミス）

ROMカートリッジをハードに差し込む形式ではなく、1ハードにつき1ゲームという形式の電子ゲームが登場した。当時の電子ゲームはモノクロLCDすら搭載できず、LED表示によるものが主だったが、マテルが1976年に世界初の携帯型電子ゲーム機となるMattel Auto Raceをリリースして以降、各社から続々とLEDゲームが発売され、大きなブームとなった。
- 電子ゲーム
  - Mattel Auto Race（マテル、1976年）
  - Mattel Football（マテル、1977年）
  - Merlin（パーカー・ブラザーズ、1978年）

#### 第2世代（携帯型）
1980年代前半 - 中盤に当たる。

第2世代の携帯機
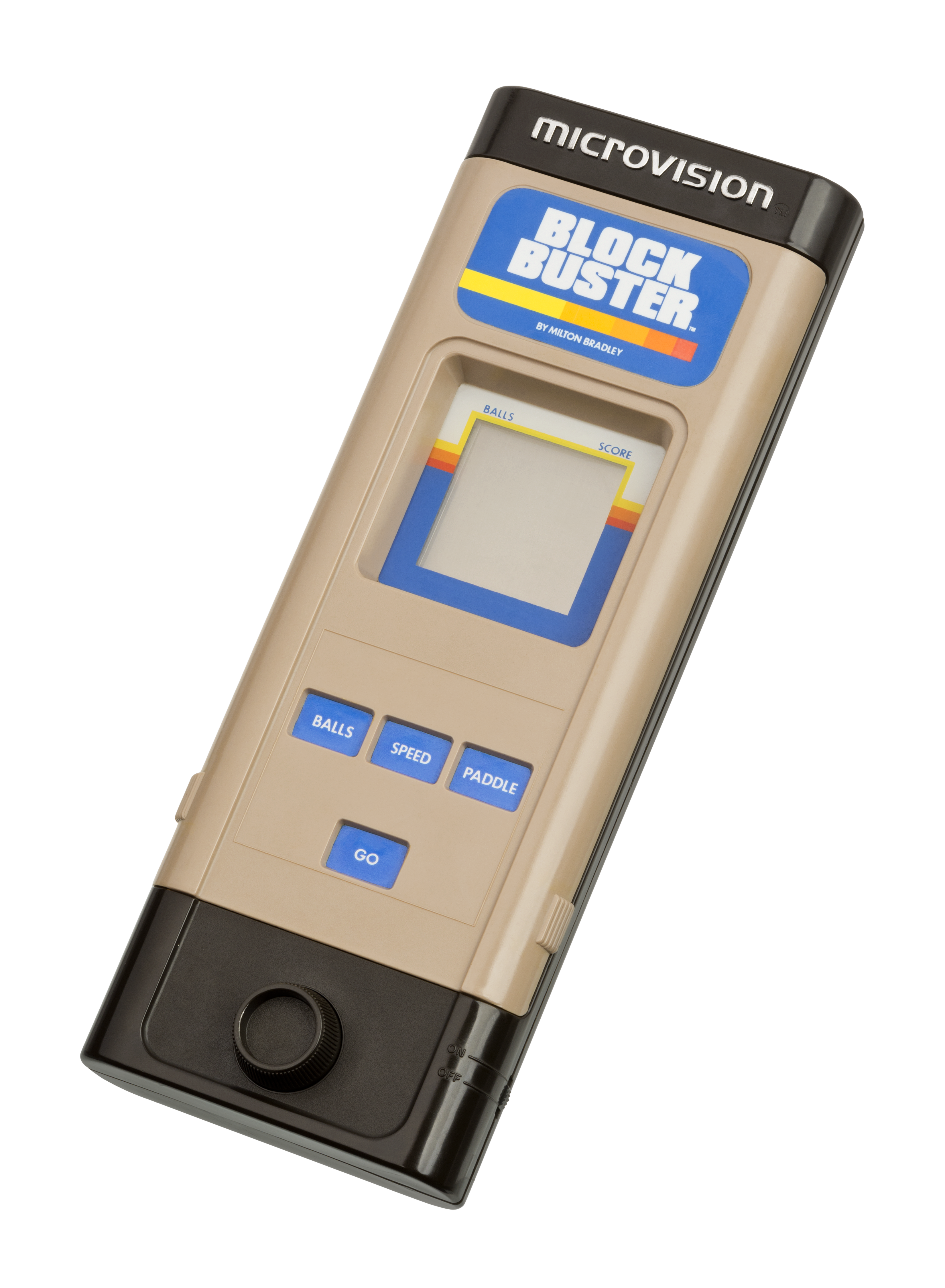
Microvision （Block Buster）
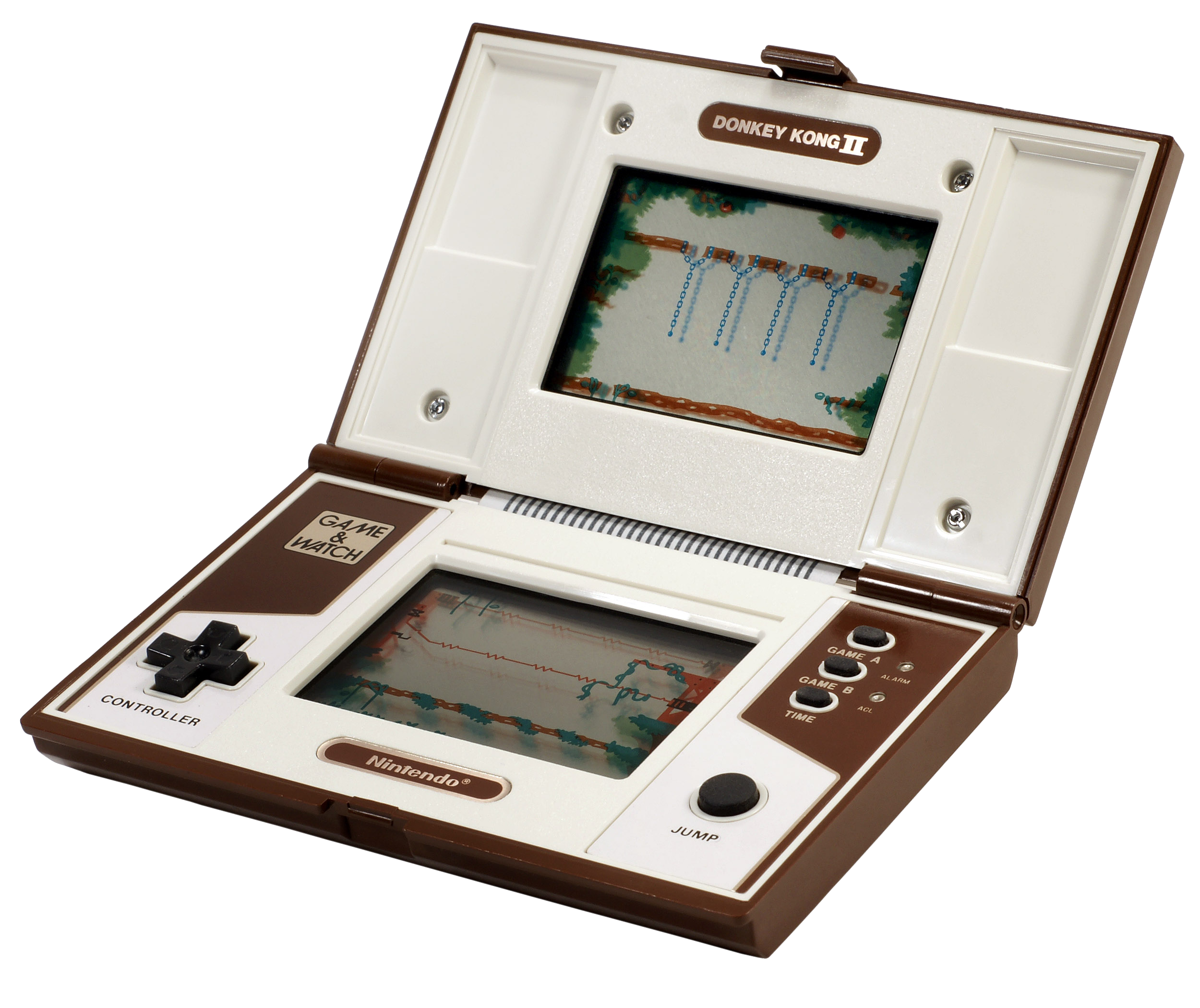
ゲーム&ウオッチ （ドンキーコングII）
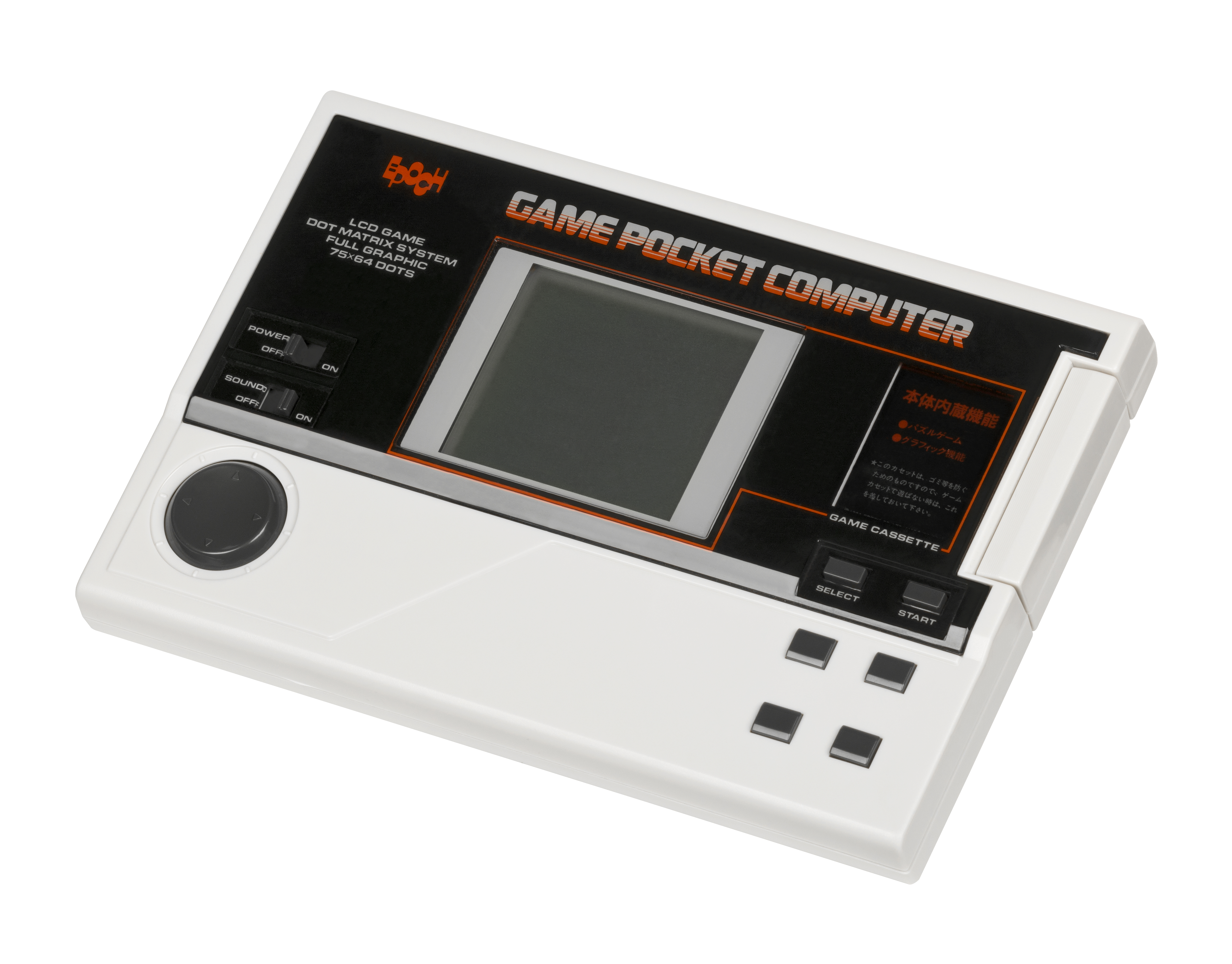
ゲームポケコン

据置型ゲーム機が第2世代となり、ブームとなっていた1979年、アメリカの大手玩具メーカーであるミルトン・ブラッドリーから史上初のカートリッジ交換式携帯型ゲーム機Microvisionがリリースされた。MicrovisionはCPUがカートリッジ側についているなど、後のゲーム機とはずいぶん異なっていた。LCD画面が壊れやすいなど技術的な制約のため、商業的にほとんど成功せずに終わった。
1980年代に入るとLCDが安価となり、LCDを搭載した電子ゲームがブームとなった。代表的な製品が、任天堂が1980年に発売したゲーム&ウオッチシリーズであり、モノクロでシンプルなゲームが多数を占めたが、非常に普及した携帯ゲーム機の1つである。ゲーム&ウオッチの一部機種では、後にの主力インターフェイスへと発展する十字キーも先行して採用された。任天堂、バンダイ、トミー、タイガー・エレクトロニクスと言った大手玩具メーカーの他にも多数のメーカーがさまざまな電子ゲームをリリースし、アーケードゲームの移植も盛んであった。1982年、本体に太陽電池を採用し、電池が不要な初のゲーム機であるLCD SOLARPOWERシリーズをバンダイが発売した。1983年、2つのディスプレイを搭載し、3D表示を可能とした初の携帯型ゲーム機であるTomytronic 3D（トミー3D立体グラフィックゲーム）シリーズをトミーが発売した。1984年にはエポック社から、日本初のROMカートリッジ交換型の携帯型ゲーム機であるゲームポケコンが発売されたが、商業的には失敗に終わった。
- Microvision（ミルトン・ブラッドリー、1979年）
- ゲームポケコン（エポック社、1984年）
- 電子ゲーム
  - ゲーム&ウオッチ（任天堂、1980年）
  - ゲームロボット九、ゲームロボット5（タカトクトイス、1982年頃）
  - テクトロン（Tectron）（バンダイ、1980年代前半）
  - LCD SOLARPOWER（バンダイ、1982年）
  - Tomytronic 3D（トミー、1983年）

#### 第3世代（携帯型）
1980年代後半 - 1990年代前半に当たる。

第3世代の携帯機
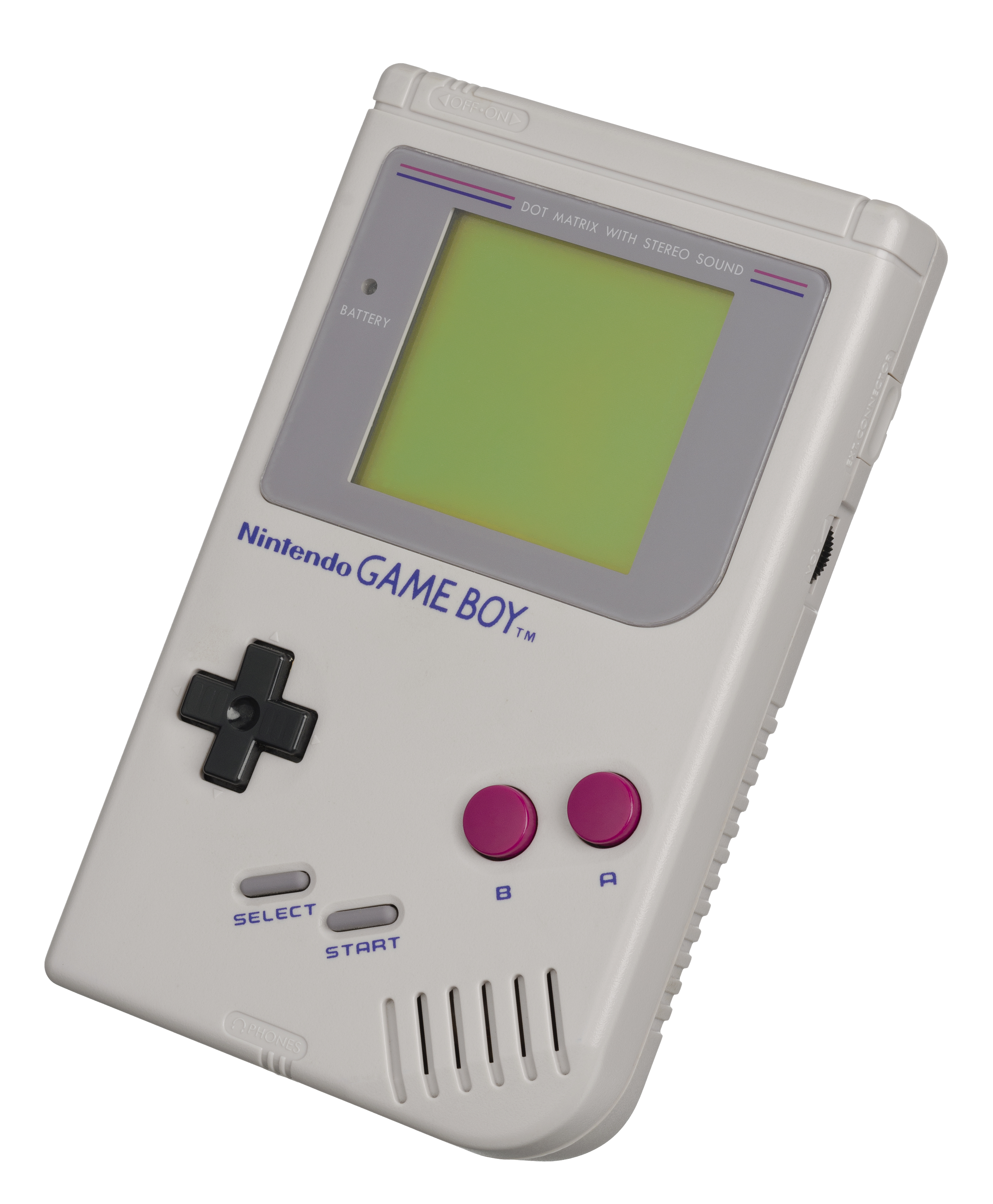
ゲームボーイ
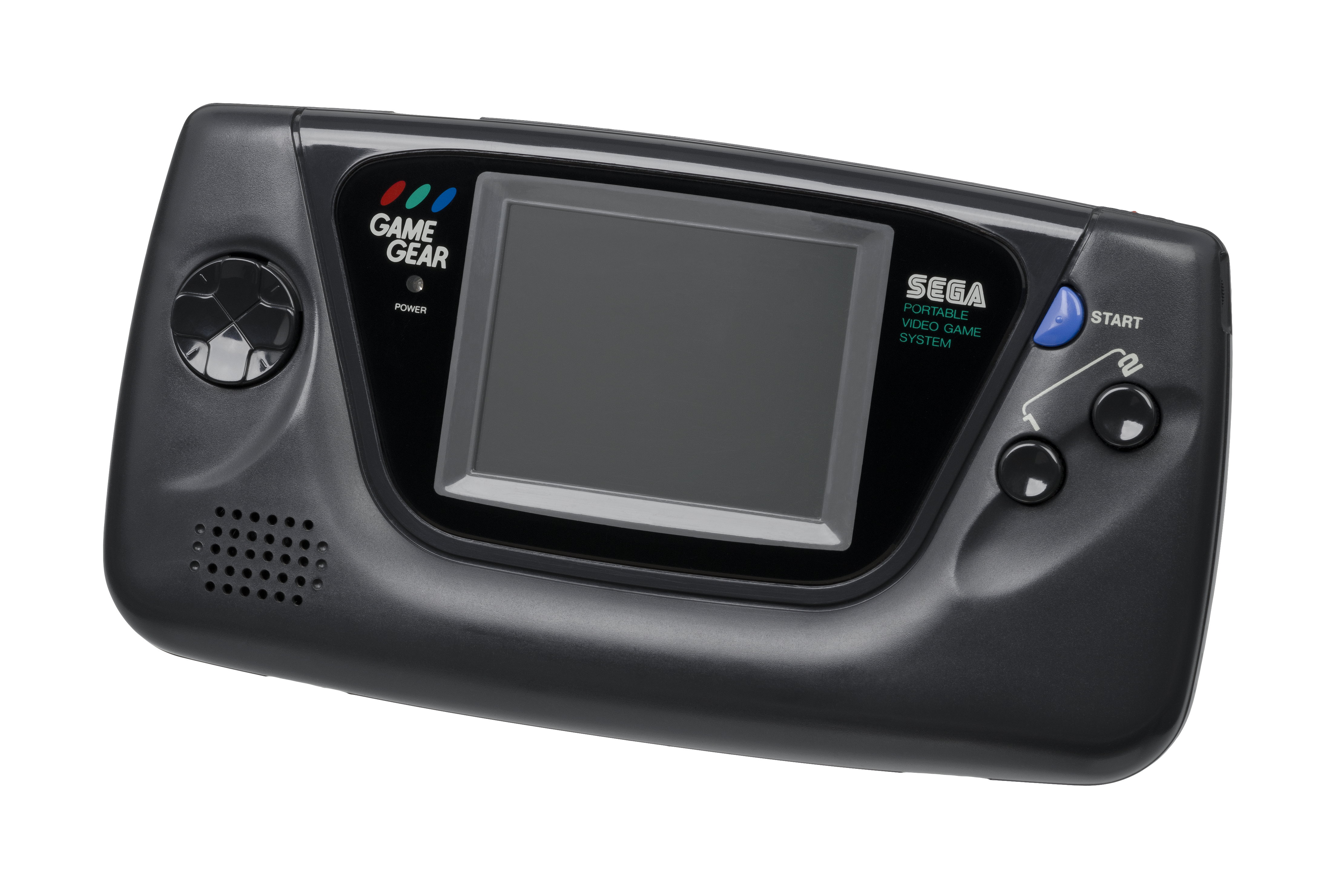
ゲームギア
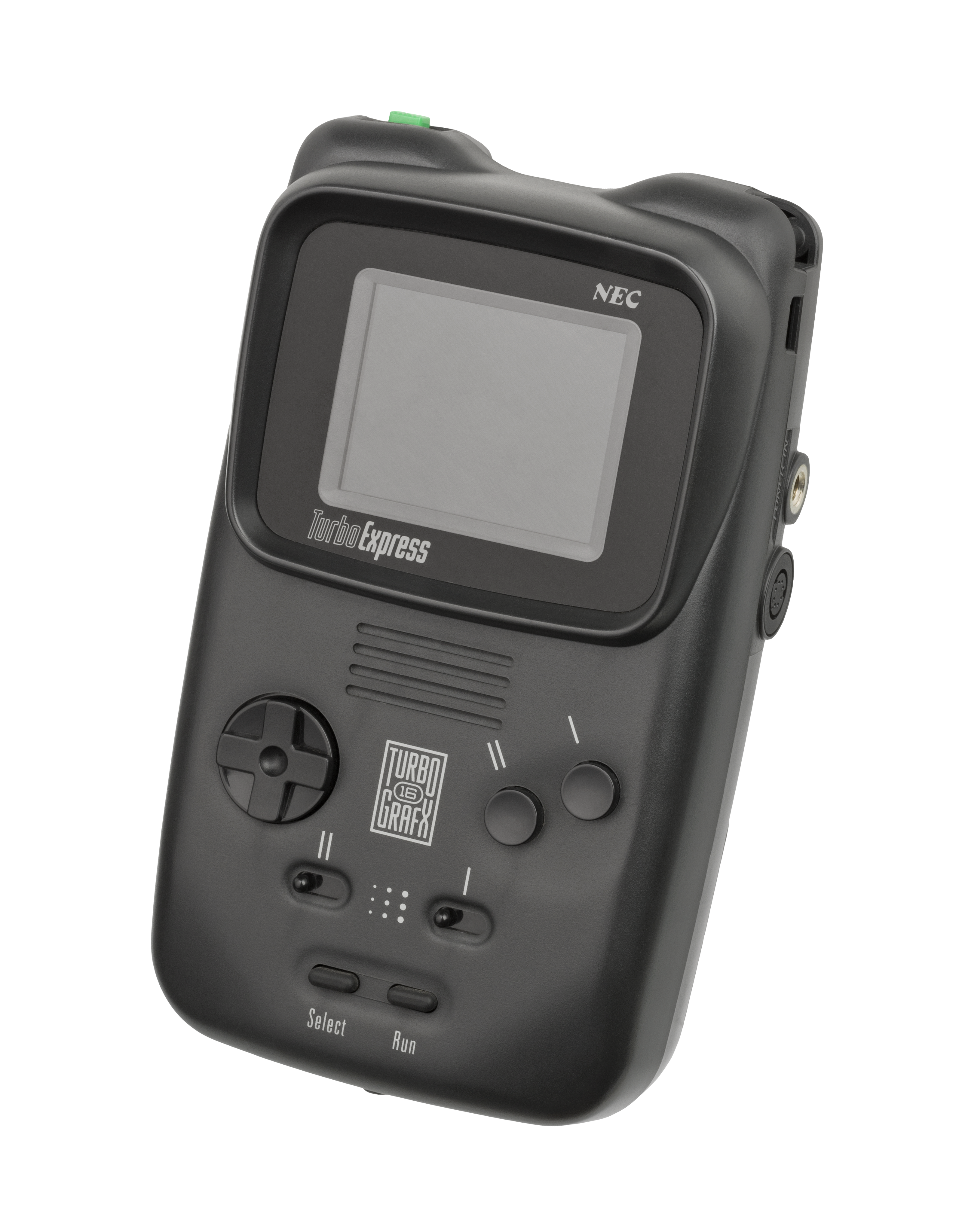
PCエンジンGT

ROMカートリッジ交換型の携帯型ゲーム機が実用的なスペックを獲得し、多彩なゲームが楽しめるようになった最初の世代である。Atari Lynx、ゲームギアのスペックは第3世代の据置機とほぼ同等であり、PCエンジンGTは据置機第4世代のPCエンジンと互換性があった。モノクロ液晶を採用したゲームボーイ（1989年発売）は、当時としては卓越した性能と画質を持つ他機種に大きく劣っていたが、当時の液晶技術は未熟で消費電力も大きく、カラー液晶機種はさらに高価でバッテリー（単三乾電池）消費も激しかったなかで、コンパクトで長時間駆動できるゲームボーイは携帯型ゲーム機で最も人気を集めた。ゲームギアは日本では商業的に苦戦したが、北米ではゲームボーイに対して善戦した。実用的な携帯型ゲーム機が登場してからも電子ゲームは販売されており、この世代ではバーコードバトラーが発売された。
- ゲームボーイ（任天堂、1989年）
- Atari Lynx、Atari Lynx II（アタリ、1989年・1991年）
- ゲームギア（セガ・エンタープライゼス、1990年）
- PCエンジンGT（NECホームエレクトロニクス、1990年）
- 電子ゲーム
  - バーコードバトラー（エポック社、1991年）

#### 第4世代（携帯型）
1990年代中盤 - 後半に当たる。

第4世代の携帯機
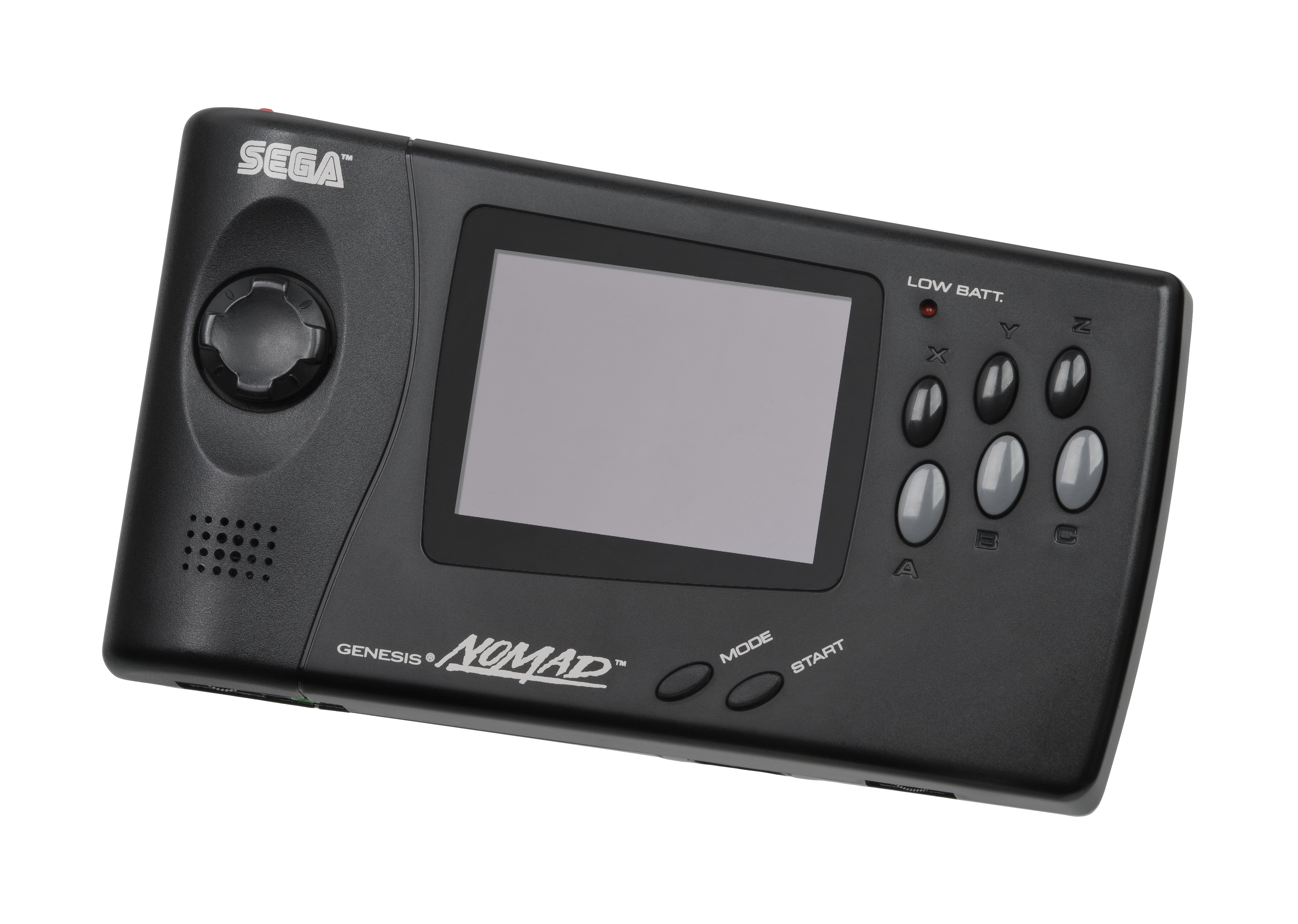
ノーマッド
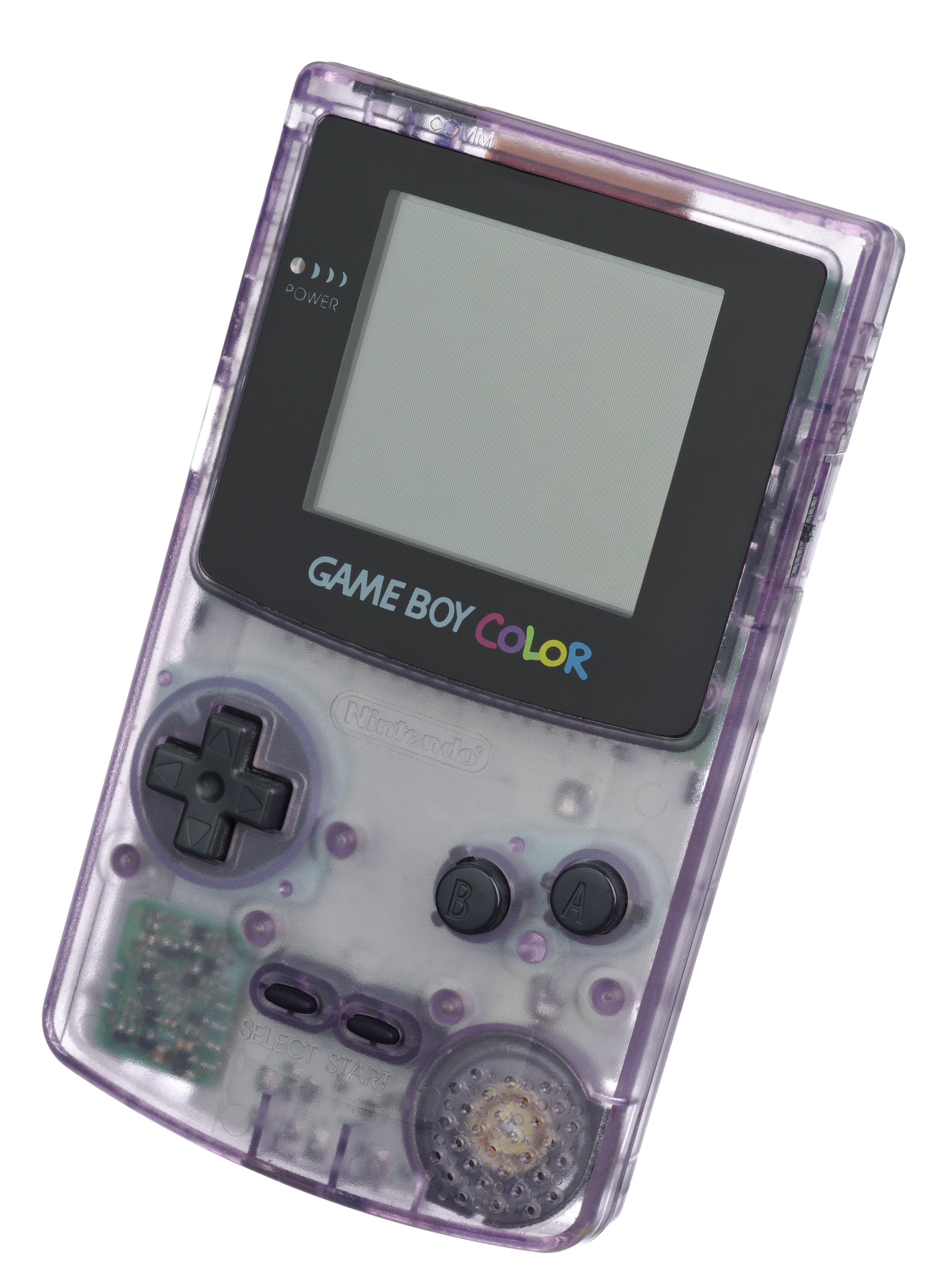
ゲームボーイ カラー
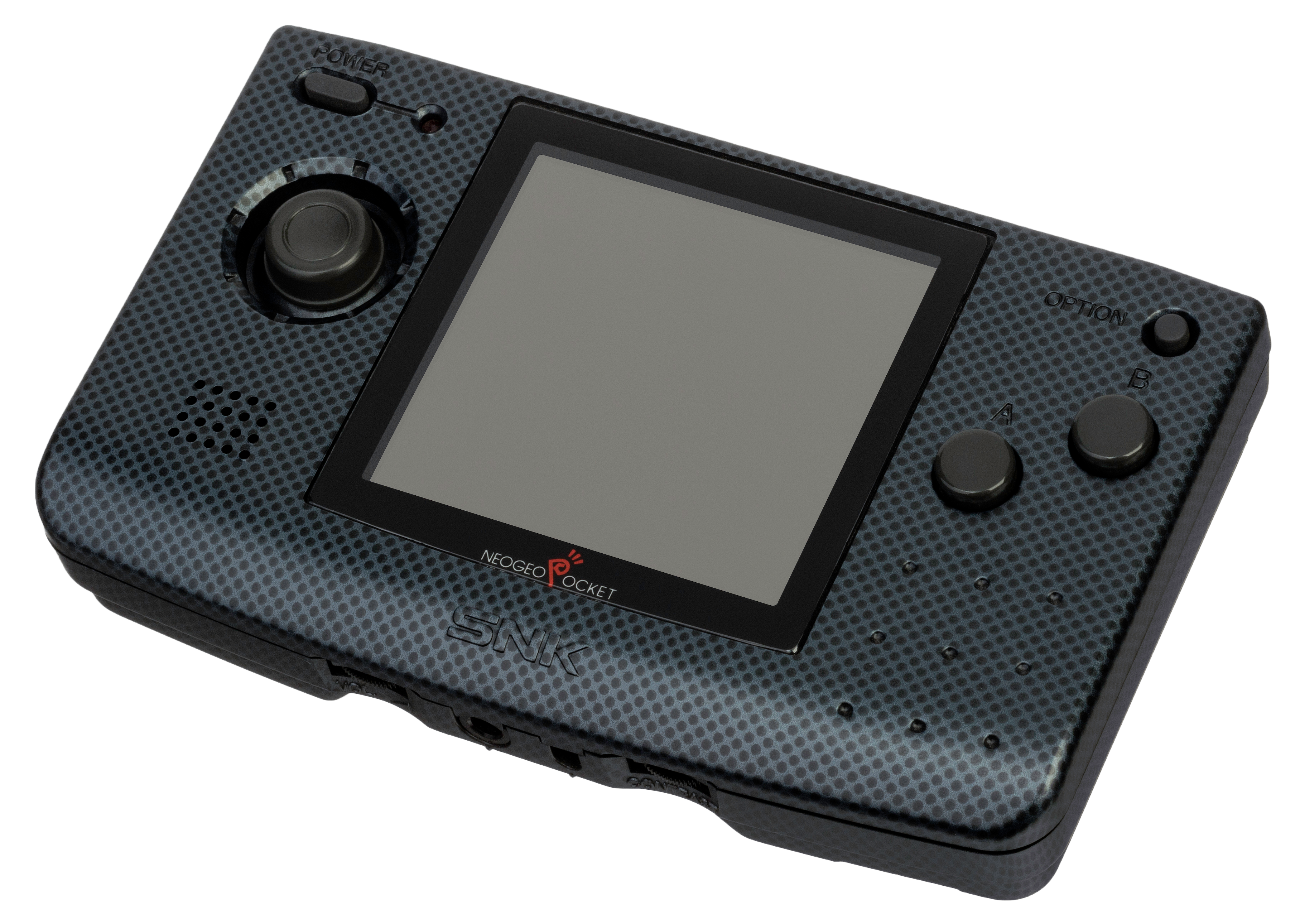
ネオジオポケット
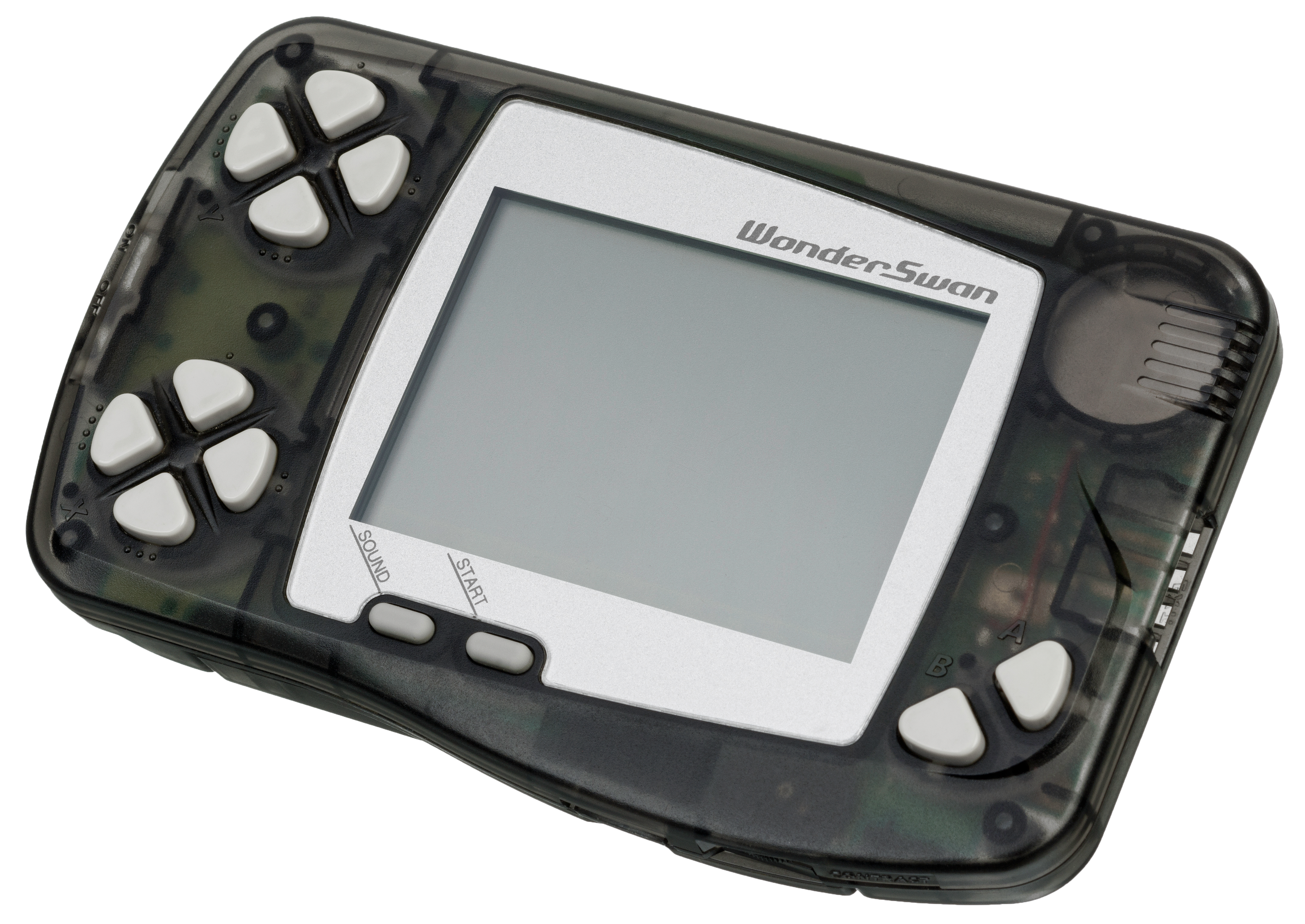
ワンダースワン

スペックは据置機の第3世代と同等か、やや上回る程度であり、携帯ハードの第3世代から大きく向上してはいないが、携帯性に優れた薄く小さいボディを実現した。液晶技術の発達により、カラー液晶を採用した機種でも、長時間の運用に耐えられるようになった。赤外線通信機能などを搭載し、通信機能を生かしたゲームが流行した。メガドライブと互換性のあるセガ・ノーマッドや、この時代にあえてモノクロで挑んだワンダースワンなどの意欲的な機種が出たものの、この世代ではカラー化を果たした任天堂のゲームボーイシリーズが一人勝ち状態であった。電子ゲームでは1996年にバンダイから発売された、たまごっちが翌1997年にヒット商品となった。
- ノーマッド（セガ・エンタープライゼス、1995年）
- ゲームボーイポケット、ゲームボーイライト（任天堂、1996年・1998年）
- game.com（タイガー・エレクトロニクス、1997年）
- ネオジオポケット（SNK、1998年）
- ゲームボーイカラー（任天堂、1998年）
- ワンダースワン（バンダイ、1999年）
- ネオジオポケットカラー、NEWネオジオポケットカラー（SNK、1999年）
- 電子ゲーム
  - テトリン55（ゲームテック、1996年）
  - たまごっち（バンダイ、1996年）
  - デジタルモンスター（バンダイ、1997年）
  - ポケットピカチュウ、ポケットハローキティ、ポケットピカチュウカラー（任天堂、1998年・1999年）
  - ヨーカイザー（バンダイ、1998年）

#### 第5世代（携帯型）
1990年代末 - 2000年代初頭に当たる。

第5世代の携帯機
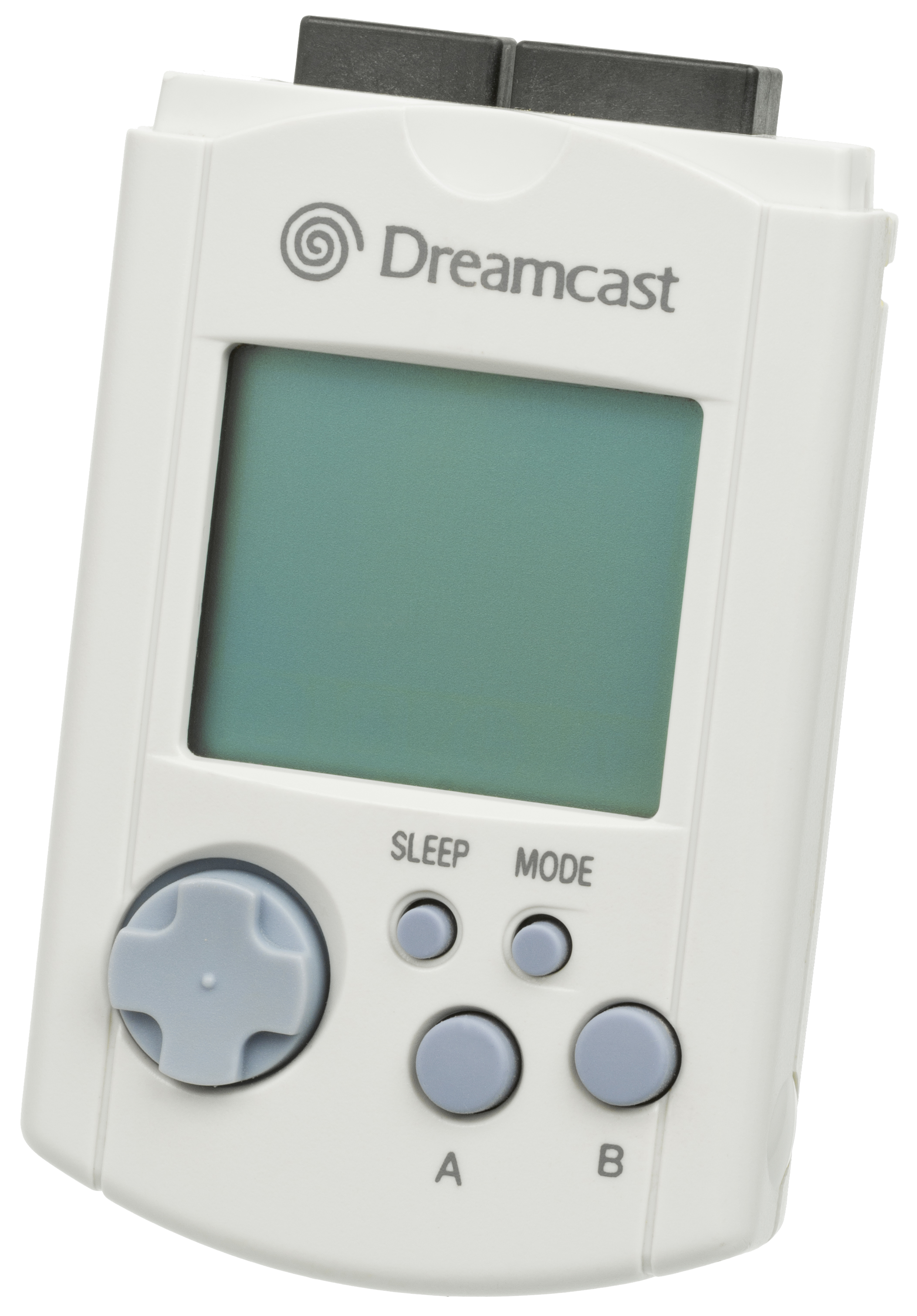
ビジュアルメモリ
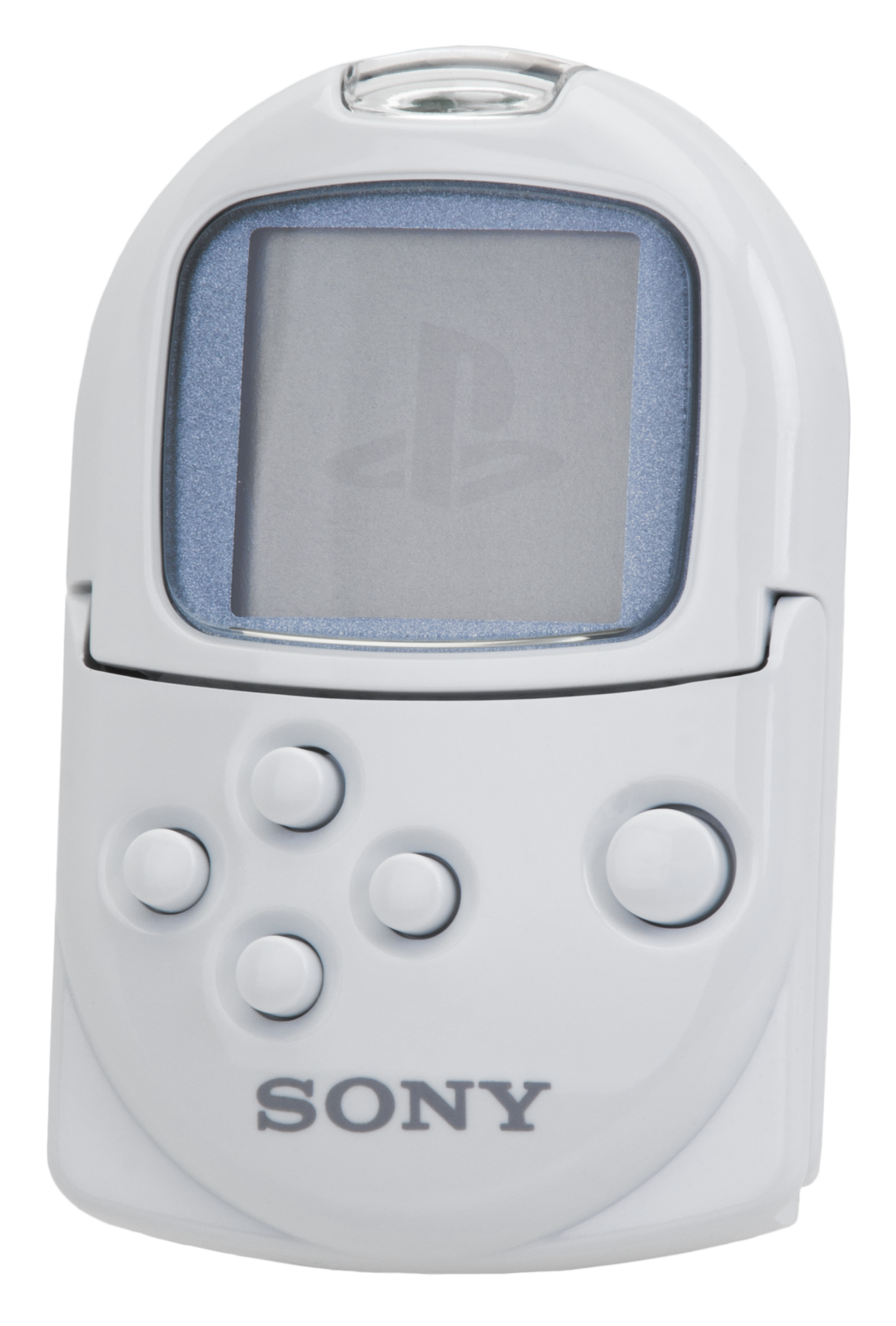
ポケット ステーション
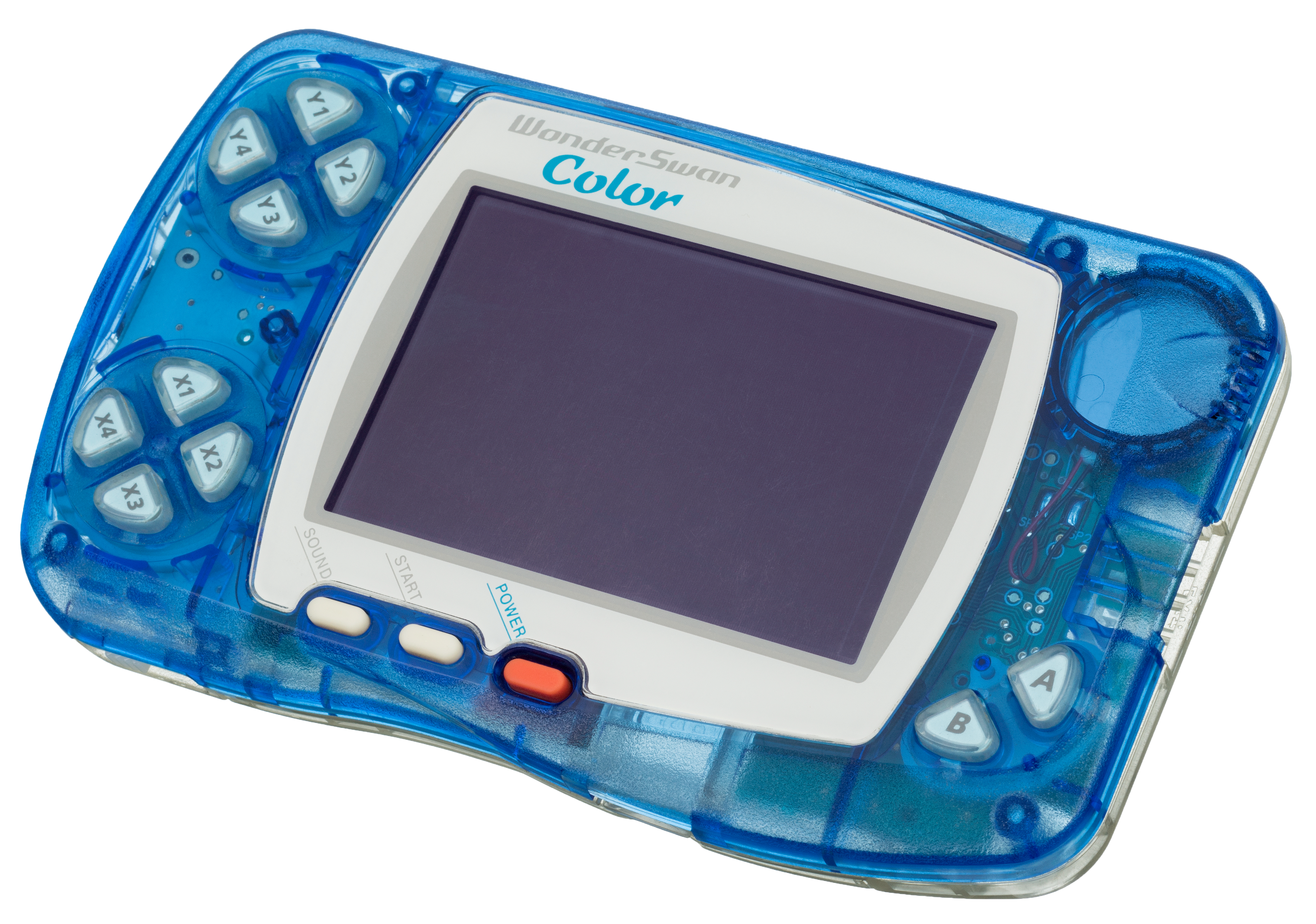
ワンダースワンカラー
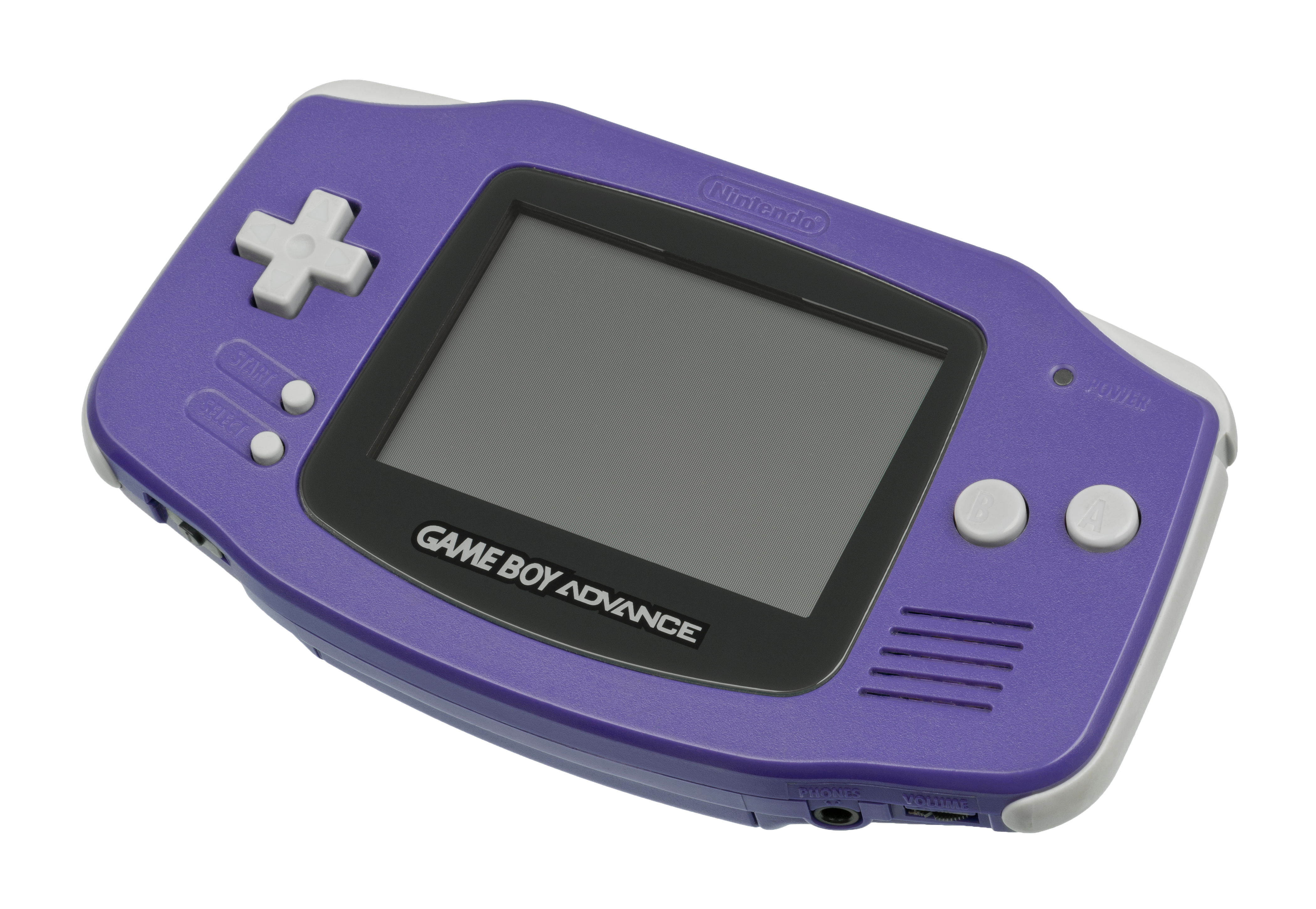
ゲームボーイアドバンス
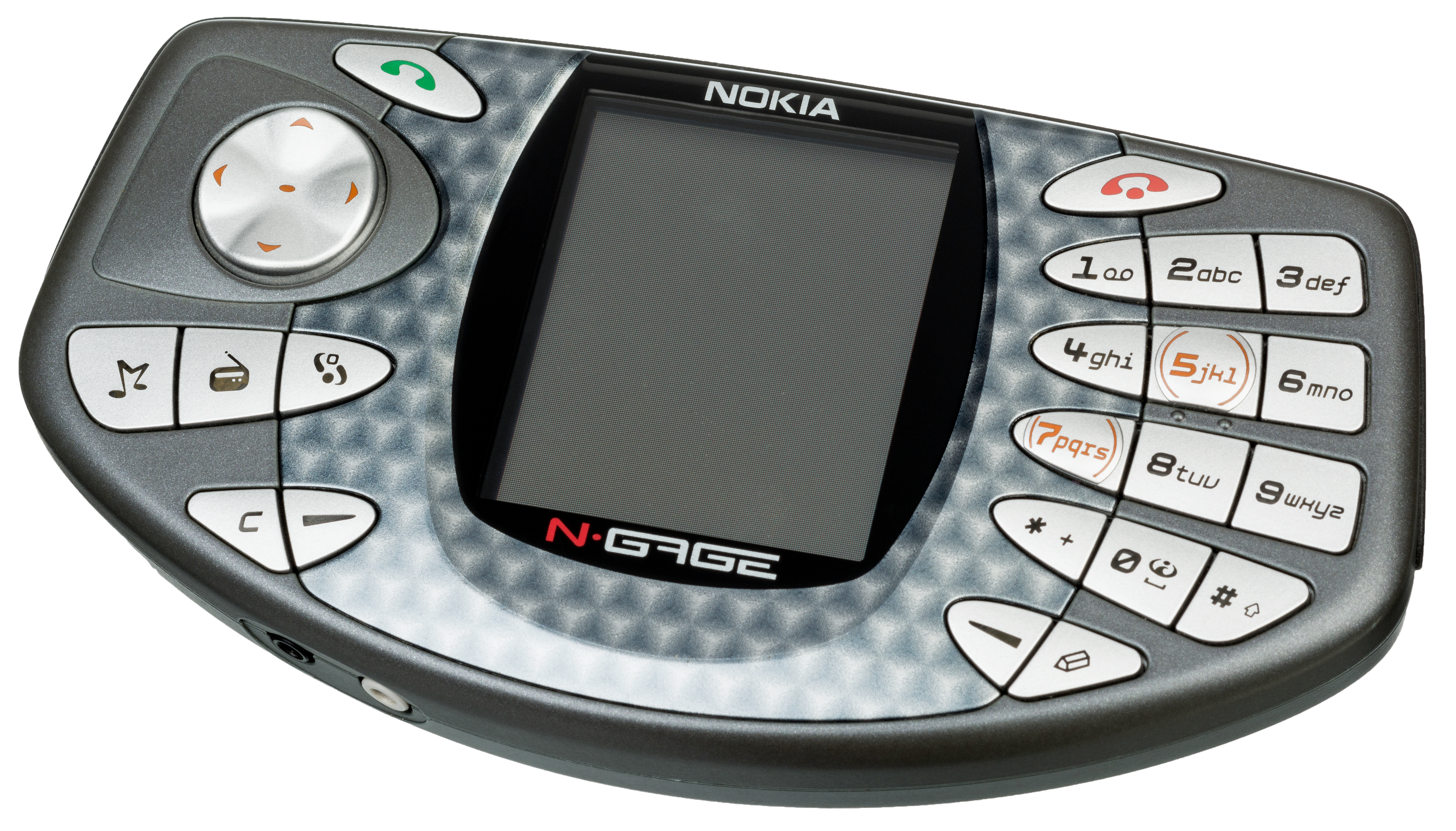
N-Gage

反射型TFT液晶や反射型FSTN液晶を採用したカラー液晶のゲーム機が主流となった。スペック的には据置機の第4世代を上回る程度の機能を搭載し、携帯型ゲーム機における表現の幅が飛躍的に拡大した。ビジュアルメモリとポケットステーションは、据置機の外部記憶媒体（メモリーカード）にゲーム機能を付加するものだったが、普及には至らず、後世代機においては採用されなかった。前世代と同様に任天堂以外の機種は振るわない結果となり、携帯型ゲーム機において任天堂の独占状態が確立した。この頃から携帯電話の普及率が激増したため、それを使った携帯電話ゲームが登場し始めた。N-GageのようにPDAや携帯電話機能を搭載したゲーム機も登場した。N-GageはS60を搭載し、2008年にはアプリケーション・プラットフォーム化した。
- ワンダースワンカラー、スワンクリスタル（バンダイ、2000年・2001年）
- ゲームボーイアドバンス、ゲームボーイアドバンスSP、ゲームボーイミクロ（任天堂、2001年・2003年・2005年）
- ポケモンミニ（ポケモン、2001年）
- GP32（GamePark、2001年）
- N-Gage、N-Gage QD（ノキア、2003年・2004年）
- 据置機の外部記憶媒体
  - ビジュアルメモリ（セガ・エンタープライゼス、1998年）
  - PocketStation（ソニー・コンピュータエンタテインメント、1999年）
- 電子ゲーム
  - ポケットサクラ（メディアファクトリー、2000年）

#### 第6世代（携帯型）
2000年代中盤 - 末期に当たる。

第6世代の携帯機
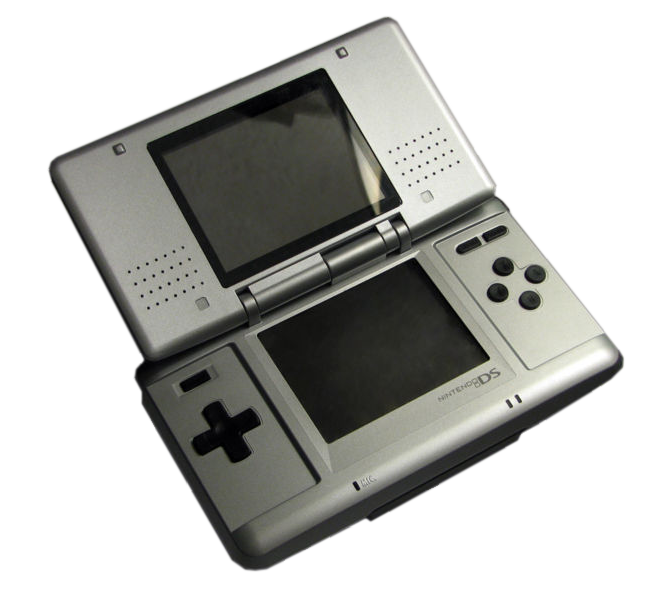
ニンテンドーDS
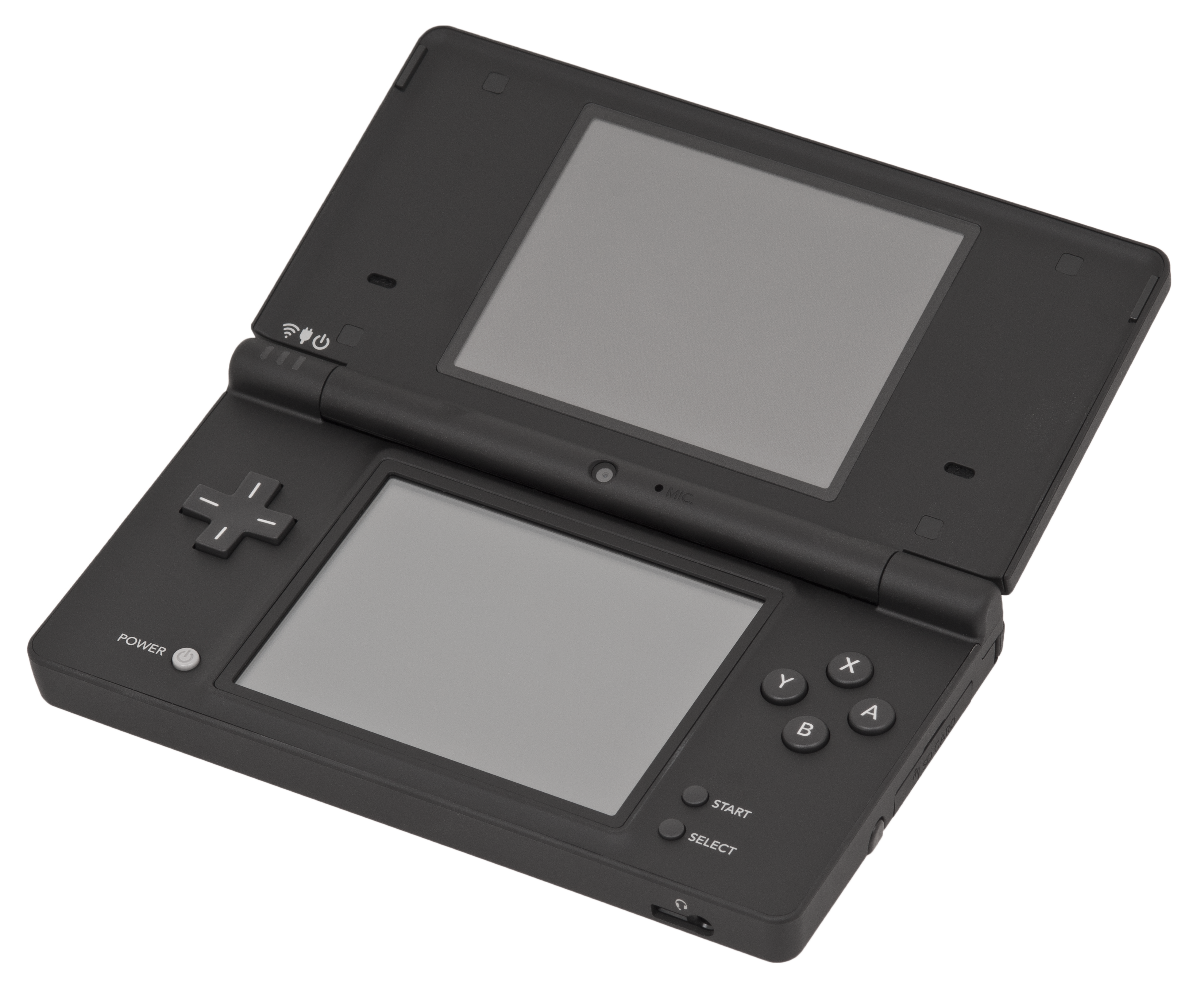
ニンテンドーDSi
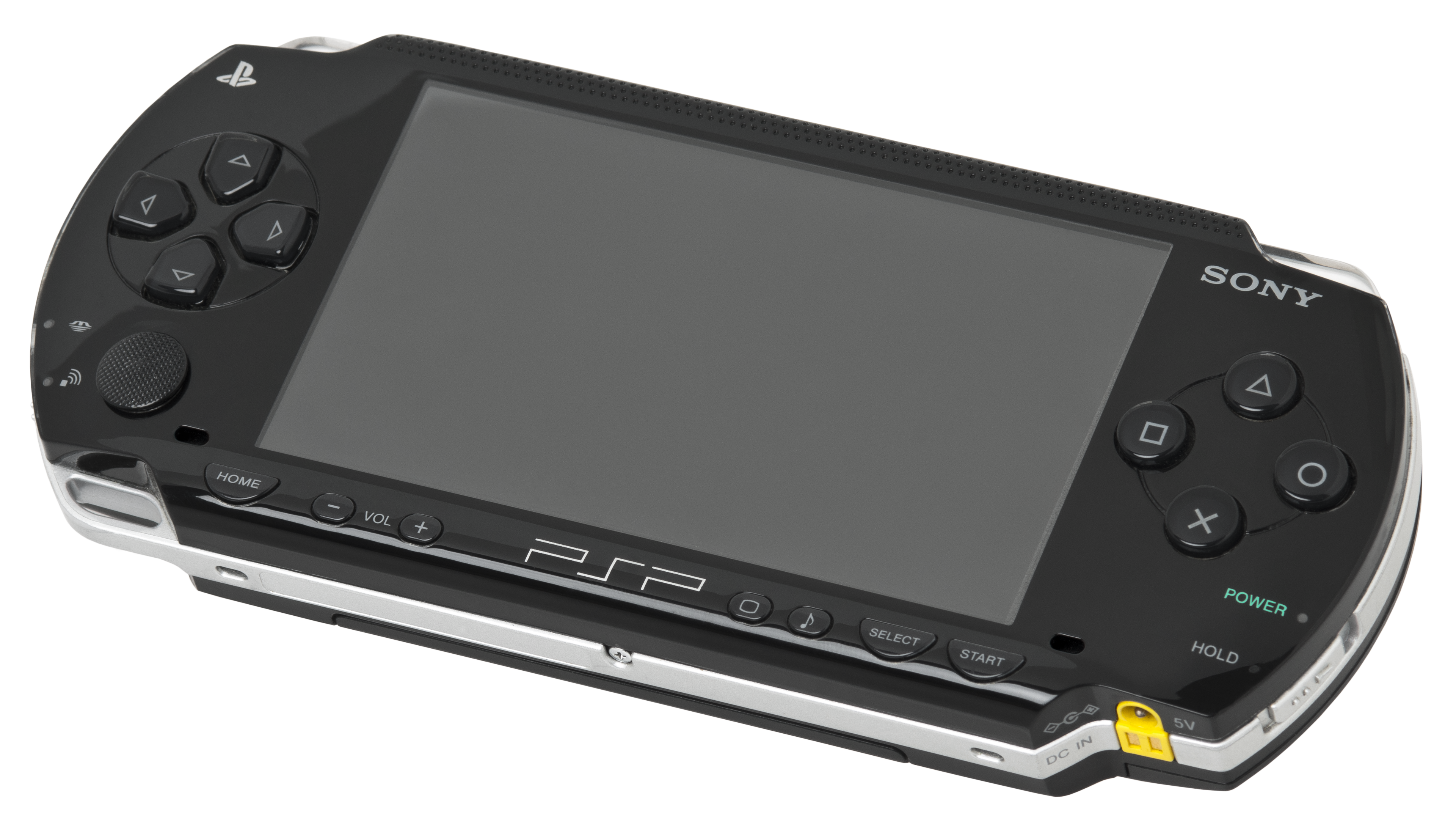
PlayStation Portable
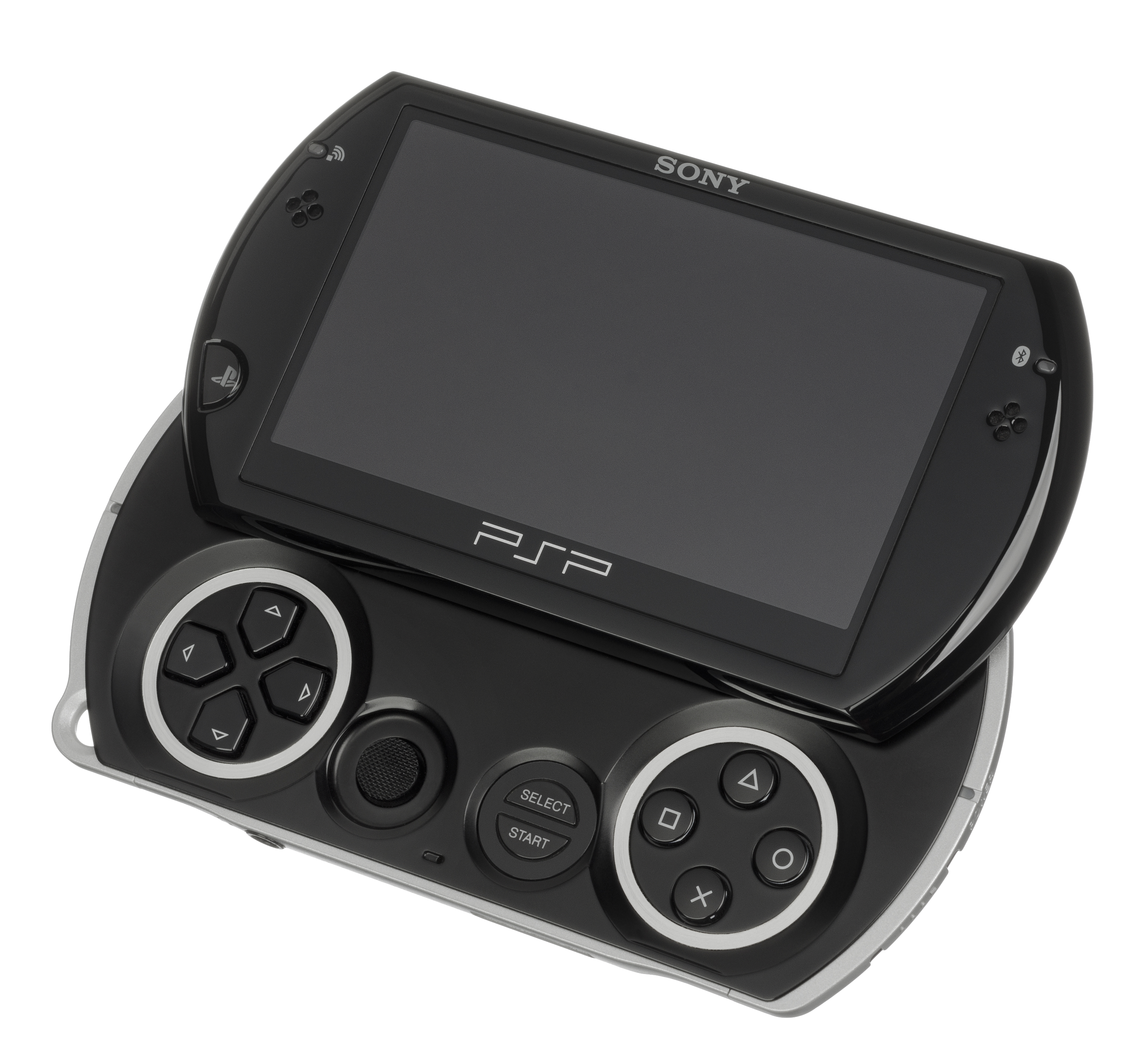
PlayStation Portable go

2004年に発売されたニンテンドーDS（以下DS）とPlayStation Portable（以下PSP）によって二分された。ソニー・コンピュータエンタテインメント（SCE、現：ソニー・インタラクティブエンタテインメント〈SIE〉）はPSPの発売で携帯ゲーム機市場に参入した。前世代までの乾電池に代わりエネルギー密度が高いリチウムイオン電池を採用し、明るいバックライト付き液晶となった。据置機同様にグラフィックの3D化が進み、ネットワークを介したデータのダウンロードやオンラインプレイが可能となった。DSはブルー・オーシャン戦略でライト層もターゲットに据え、PSPはコア層を主なターゲットに据えた。DSはインターネット接続へのハードルを下げたニンテンドーWi-Fiコネクションや、タッチパネルの採用は携帯型ゲーム機としては史上初であり、特徴的な2画面による「Touch! Generations」のヒットによってユーザー層が広がり、DSが教育にも取り入れられた。PSPは大型液晶画面と光学ドライブ、高性能マイクロプロセッサを搭載した。日本市場においては『モンスターハンター ポータブル』シリーズに恵まれたこともあり、任天堂のハードが一人勝ち状態であった前世代までとは違い善戦した。そして、タカトクトイスからゲームロボットを継いだハナヤマは、ゲームロボット九の復刻電子ゲーム機、ゲームロボット21を発売した。
- Zodiac（Tapwave、2003年）
- ニンテンドーDS、ニンテンドーDS Lite、ニンテンドーDSi、ニンテンドーDSi LL（任天堂、2004年・2006年・2008年・2009年）
- PlayStation Portable、PlayStation Portable go（ソニー・コンピュータエンタテインメント、2004年・2009年）
- GP2X、GP2X Caanoo（GamePark、2005年・2010年）
- Dingoo A320（Dingoo、2009年）
- Pandora（OpenPandora、2010年）
- 電子ゲーム
  - ゲームロボット21（ハナヤマ、2005年）

#### 第7世代（携帯型）
2010年代初頭 - 後半に当たる。

第7世代の携帯機
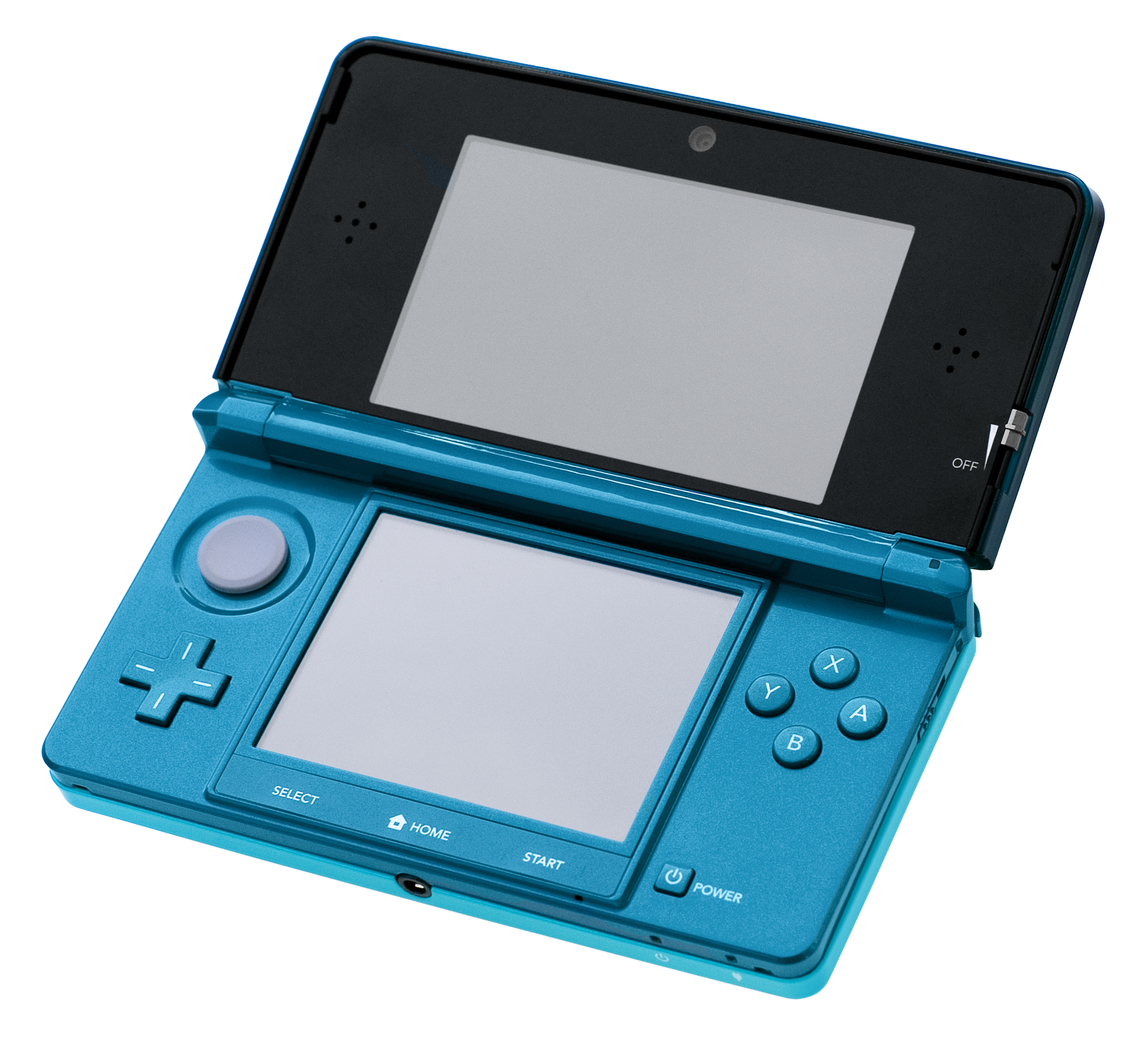
ニンテンドー3DS
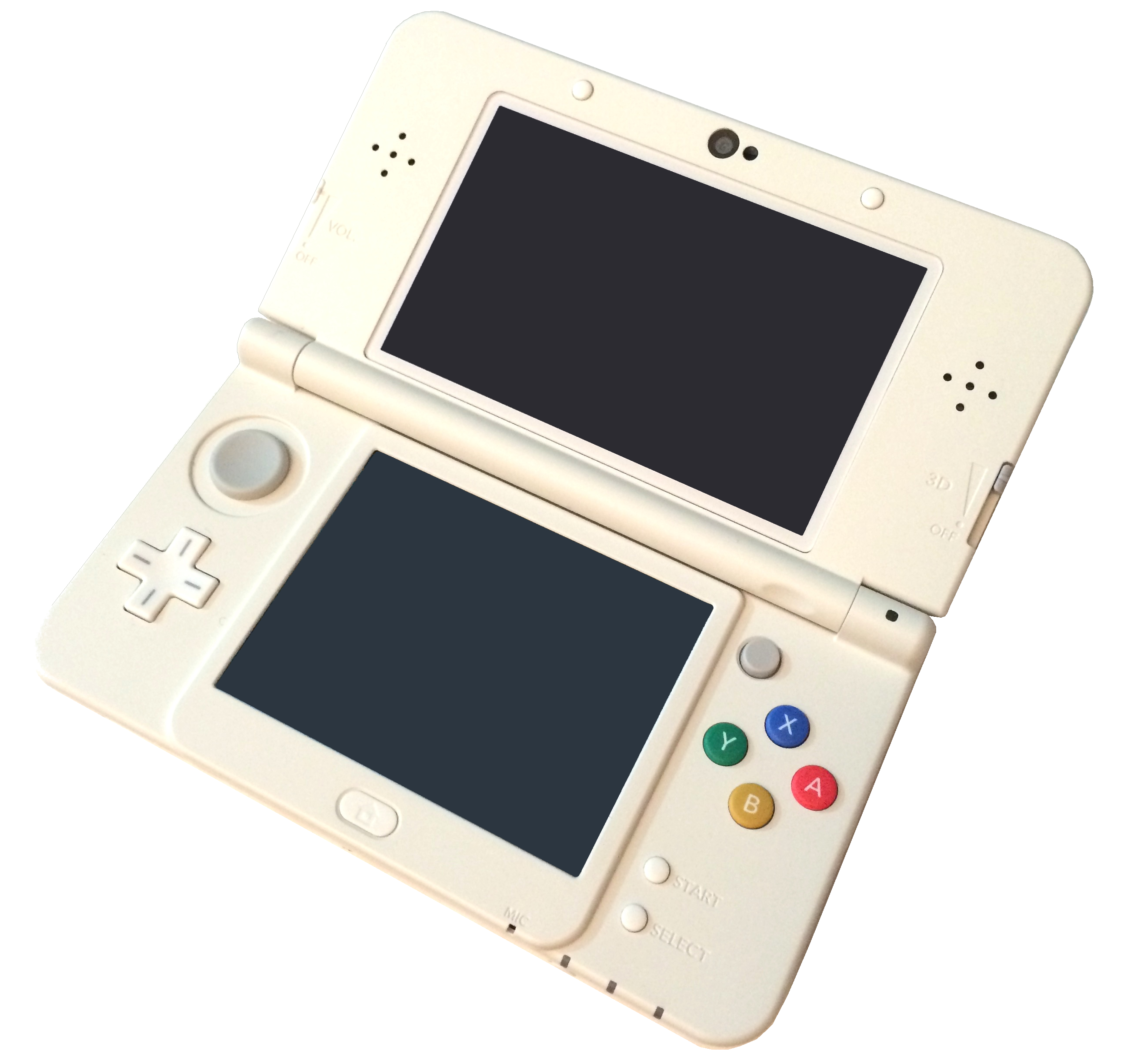
New ニンテンドー3DS
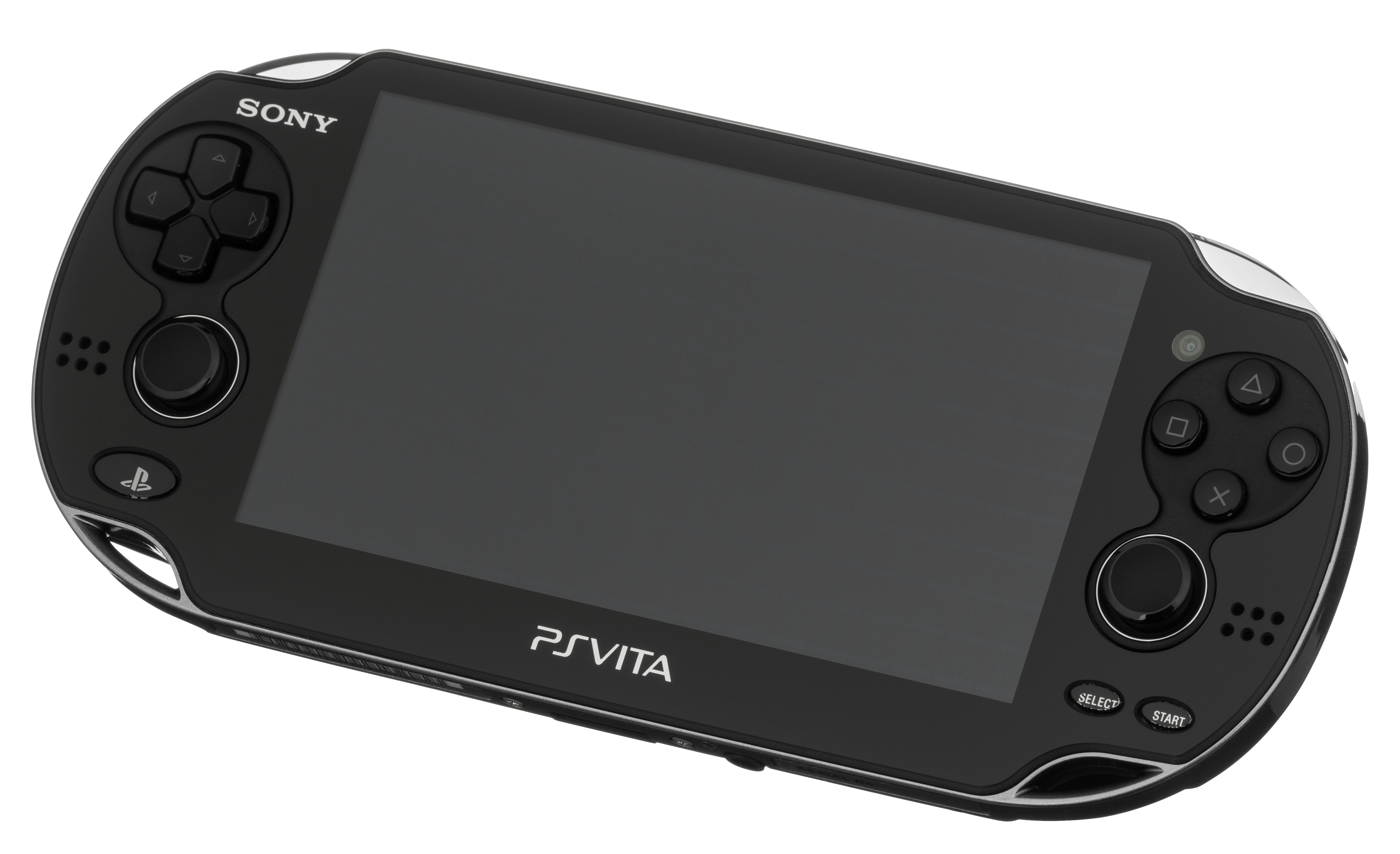
PlayStation Vita

2008年にiPod touch/iPhone/iPadといったiOS用のApp Store、Android用のAndroid Market（現：Google Play）が提供されて以降、スマートフォンやタブレットといったスマートデバイス向けのゲームのシェアが拡大していた。さらにそれらをゲーム向けに特化させたゲーム機も登場し、2013年にはGPUメーカーとして知られるNVIDIAがTegra/Android搭載のNVIDIA SHIELD Portableを発売した。新参Androidゲーム機はこの年のトレンドといえるが、同機はパソコンをサーバとするゲームストリーミングクライアントでもあり、新たなストリーミングサーバ技術とともに発表され注目を集めた。スマートデバイス用OSにもゲームを意識した機能が盛り込まれた。これまで家庭用ゲーム機向けに展開されてきたシリーズが提供されたり連携も図られた。
対する2011年に発売されたニンテンドー3DS（以下3DS）やPlayStation Vita（以下Vita）にも、カメラによるARやコミュニケーション・ソーシャルを意識した機能が多数盛り込まれた。しかし、ソニーはこの世代をもって携帯ゲーム機市場から撤退することになり、日本市場でVita用のギャルゲーが十分に流通し終わった2019年で本体製造を終了した。
- ニンテンドー3DS、ニンテンドー3DS LL、ニンテンドー2DS、Newニンテンドー3DS、Newニンテンドー3DS LL、Newニンテンドー2DS LL（任天堂、2011年・2012年・2013年・2014年・2017年）
- PlayStation Vita（ソニー・コンピュータエンタテインメント、2011年）
- NEOGEO X（SNK、2012年）
- Arduboy（Arduboy Inc.、2016年）
- Android搭載
  - Xperia PLAY（ソニー・エリクソン・モバイルコミュニケーションズ、2011年）
  - Archos GamePad（Archos、2012年）
  - Wikipad（Wikipad、2013年）
- 電子ゲーム
  - ゲームロボット50（ハナヤマ、2013年）
  - ゲームロボット25（ハナヤマ、2014年）

#### 第8世代（携帯型）
2010年代後半 - 2020年代前半に当たる。

第8世代の携帯機
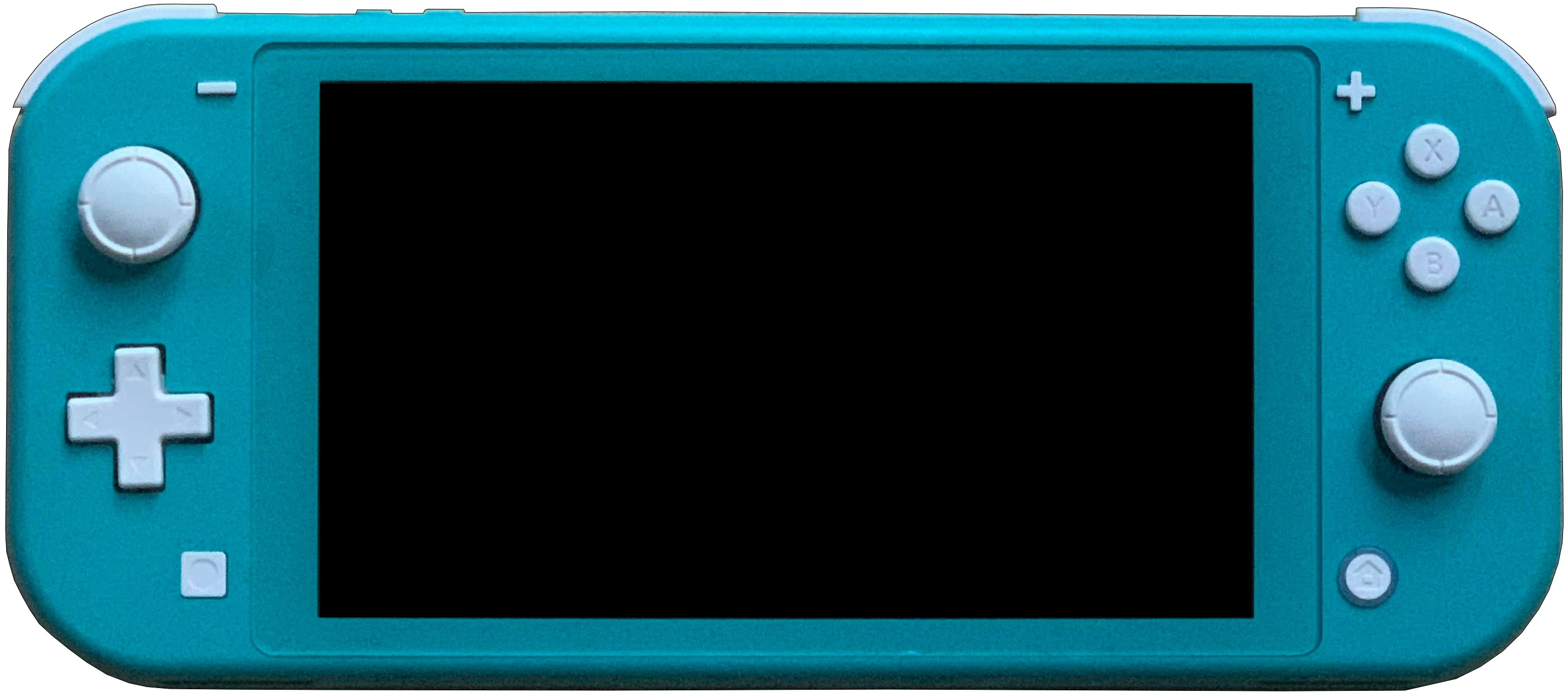
Nintendo Switch Lite
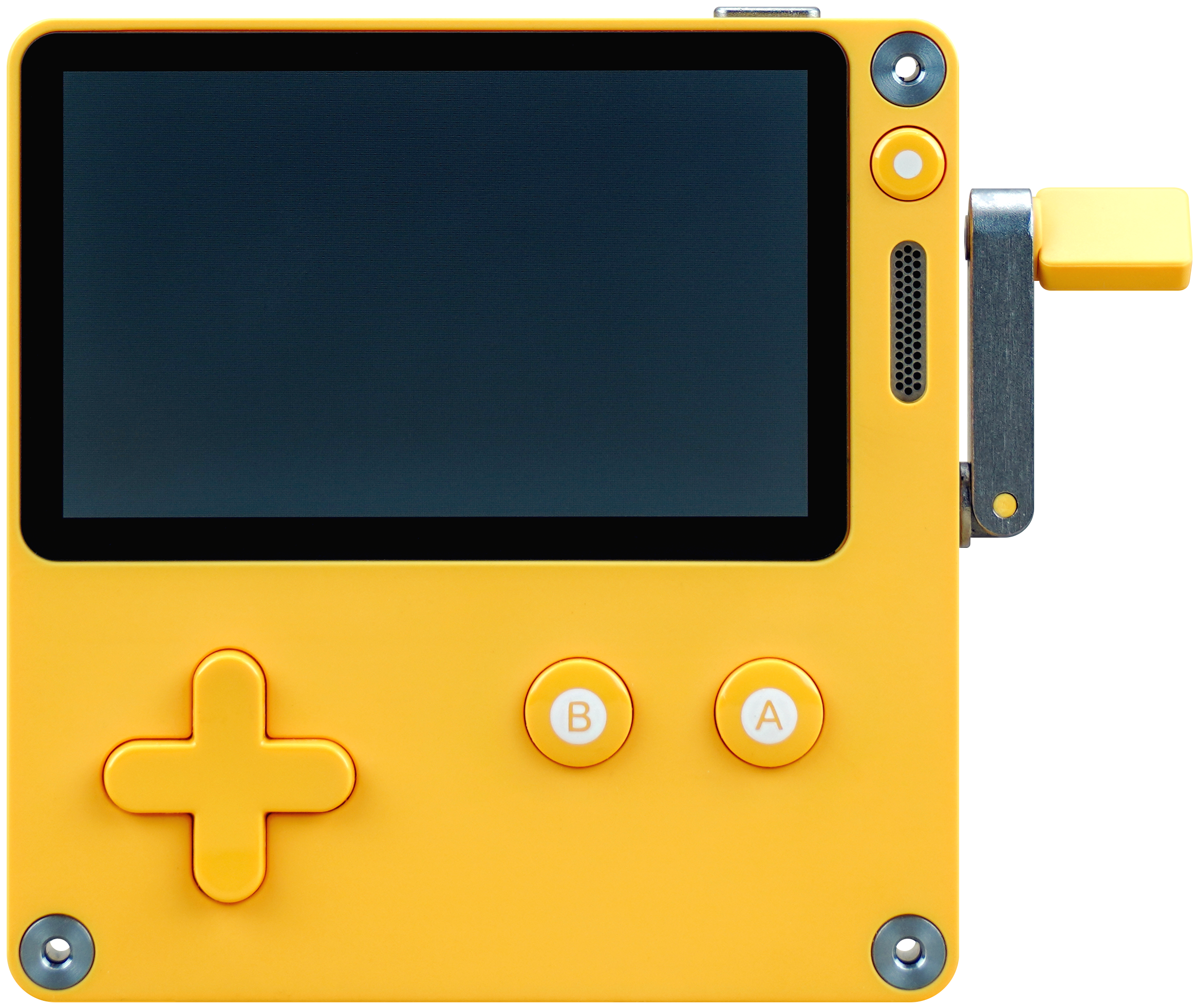
Playdate
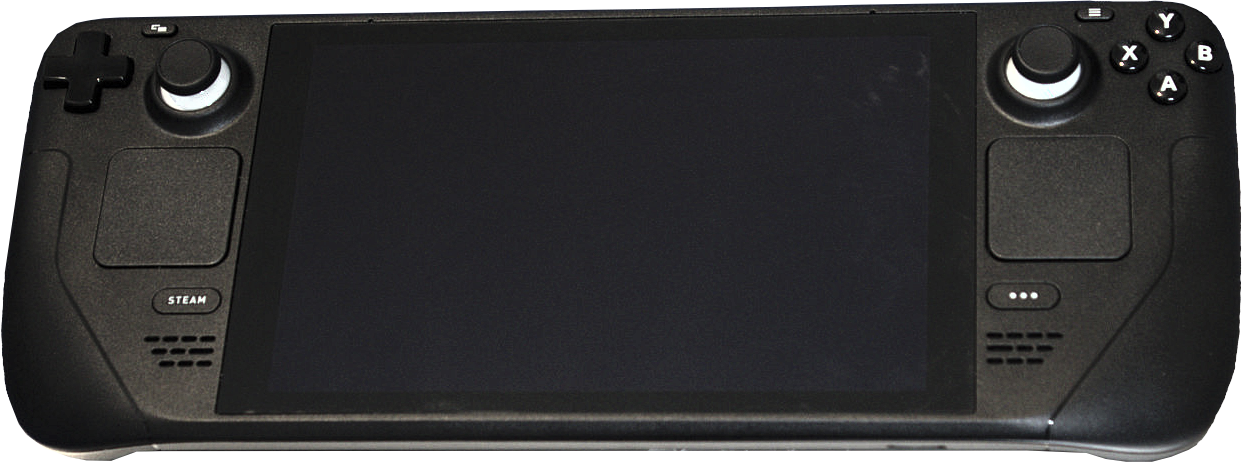
Steam Deck

スマートデバイスの性能向上が続く中、市場はパソコンゲームや据置ゲームを遊べる携帯端末を作るという方向性に進み、携帯ゲーム機の形をしたゲーミングPC（携帯型ゲーミングPC）が流行。2022年のSteam Deckはヒット商品となった。
対する任天堂も据置機としても携帯機としても遊べるハイブリッドゲーム機、Nintendo Switchを2017年に発売し、携帯機市場の歴史を変えた（持ち運べる据置機の扱いとして詳細は据え置き型の第9世代に記載）。派生として、その携帯モード特化型廉価版であるNintendo Switch Liteが発売された。
その一方でレトロ路線としてあえてモノクロで勝負したPanic Inc.のPlaydateも発売されている。
- Nintendo Switch Lite（任天堂、2019年）
- Playdate（Panic Inc.、2022年）
- Arduboy FX（Arduboy Inc.、2022年）

- 携帯型ゲーミングPC
  - Steam Deck（Valve、2022年）
  - GPD Win (GamePad Digital、2016年)
    - GPD Win 2
    - GPD Win 3
    - GPD Win 4
    - GPD Win Max
    - GPD Win Mini

  - OneXPlayer (One-Netbook、2021年)
    - OneXPlayer 2 (2023年)
    - OneXFly (2023年)

  - AYANEO (Ayaneo、2021年)
    - Ayaneo Next / Next Pro / 2 / Geek / Air / Air Pro (2022年)
    - Ayaneo Air 1S / 2S / Geek 1S / KUN  (2023年)
    - Ayaneo 3 / Filp DS / Slide (2025年)

  - ROG Ally (ASUS、2023年)
  - Lenovo Legion Go (Lenovo、2023年)
  - MSI Claw A1M (MSI、2024年)

- 電子ゲーム
  - ゲームロボットai（ハナヤマ、2020年）

#### 第9世代（携帯型）
2020年代中盤以降に当たる。
それまで携帯ゲーム機を出してこなかったマイクロソフトがASUSと共同で携帯ゲーム機に参入し、ROG Xbox Ally/ROG Xbox Ally Xを2025年中に発売することを発表した。
- ROG Xbox Ally/ROG Xbox Ally X（マイクロソフト、2025年）

## 立体映像対応のゲーム機
1980年代にトミーから立体視のできる電子ゲームが発売された（『宇宙壮絶戦車戦』、『ジョーズ』、『スペースレーザーウォー』、『ジャングルファイター』、『コスモ・ル・マン』、『ドッグファイト』、『シャーマンアタック』の7作品が確認されている）。
任天堂からは1987年にファミコン3Dシステムが発売、セガからはアメリカ市場においてセガ・マスターシステムでSegaScope 3-D Glassesと複数の対応ソフトが発売された。1994年にはアタリから『ミサイルコマンド3D』と『Wolfenstein3D』のわずか2タイトルだったが、Jaguar VR ヘッドセットが発売された。
1995年7月には任天堂からスタンドタイプのバーチャルボーイが発売されるものの、販売台数は振るわなかった。以上のように200x年代前半までは、いずれも散発的にリリースされたに留まる。2006年11月に発売されたPlayStation 3は2010年4月に公開されたシステムアップデートで3次元ディスプレイへの映像出力に対応し、また2011年2月に任天堂から裸眼立体映像に対応した携帯型ゲーム機ニンテンドー3DSが発売された。

## 復刻系ゲーム機
2010年代以降、1970年代後半〜1990年代にかけての2D全盛期のレトロゲームを懐かしむ人々（当時の子供や若者、2010年代における中年層）や、動画サイトなどでレトロゲームを知った現代の若者の需要に応えるかたちで、数十年前のゲーム機やゲーム群を復刻させることが活発になった。
概観は当時に似せて小型化し、テレビ受像機との接続についてはHDMI端子で行えるように進化させたものが多い。また筺体サイズやキータッチまで当時のものに似せていることもある。

### 据置機
復刻したゲーム機は仕様が変更されている場合もある。

復刻系ゲーム機（据置機）
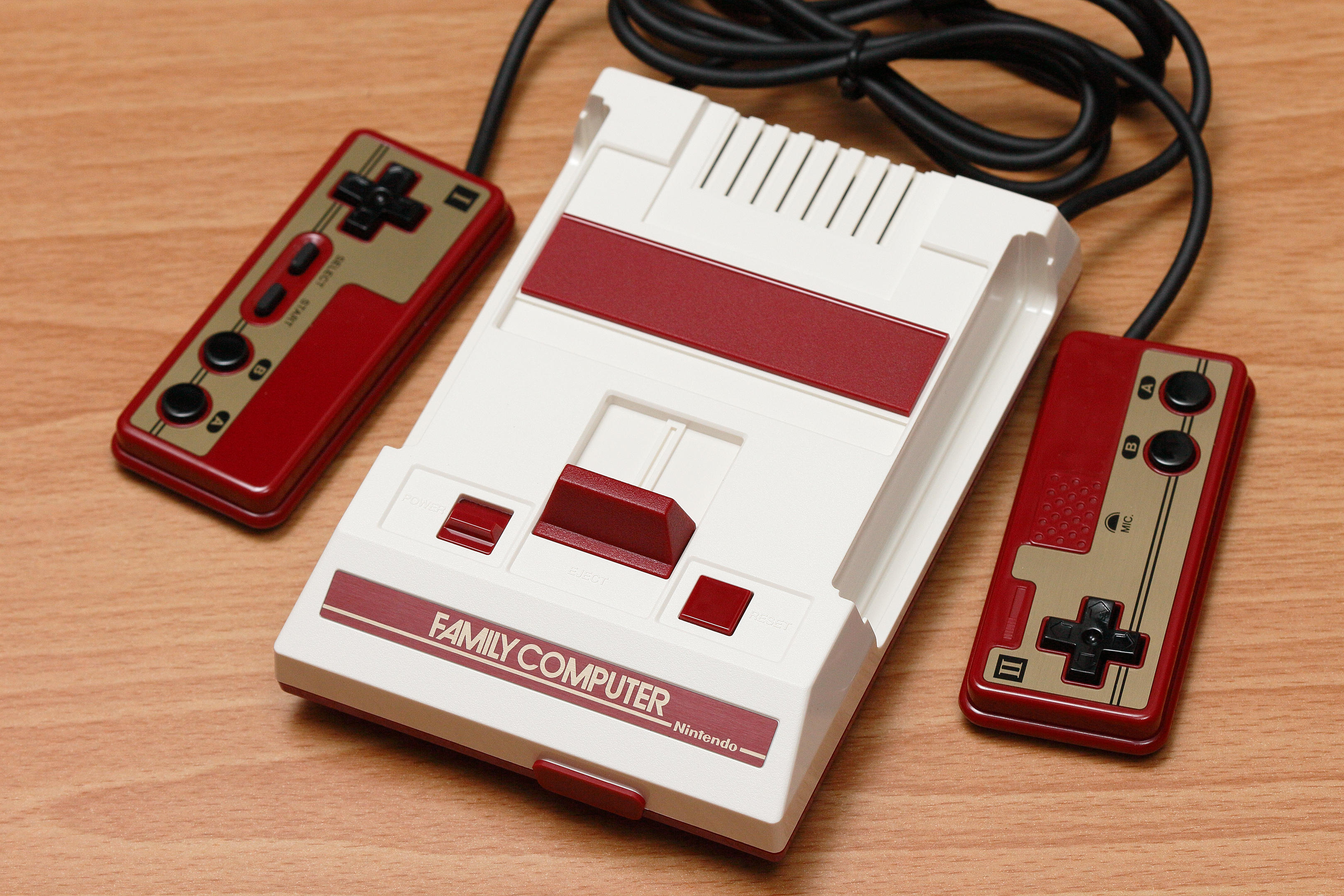
ニンテンドークラシックミニ ファミリーコンピュータ
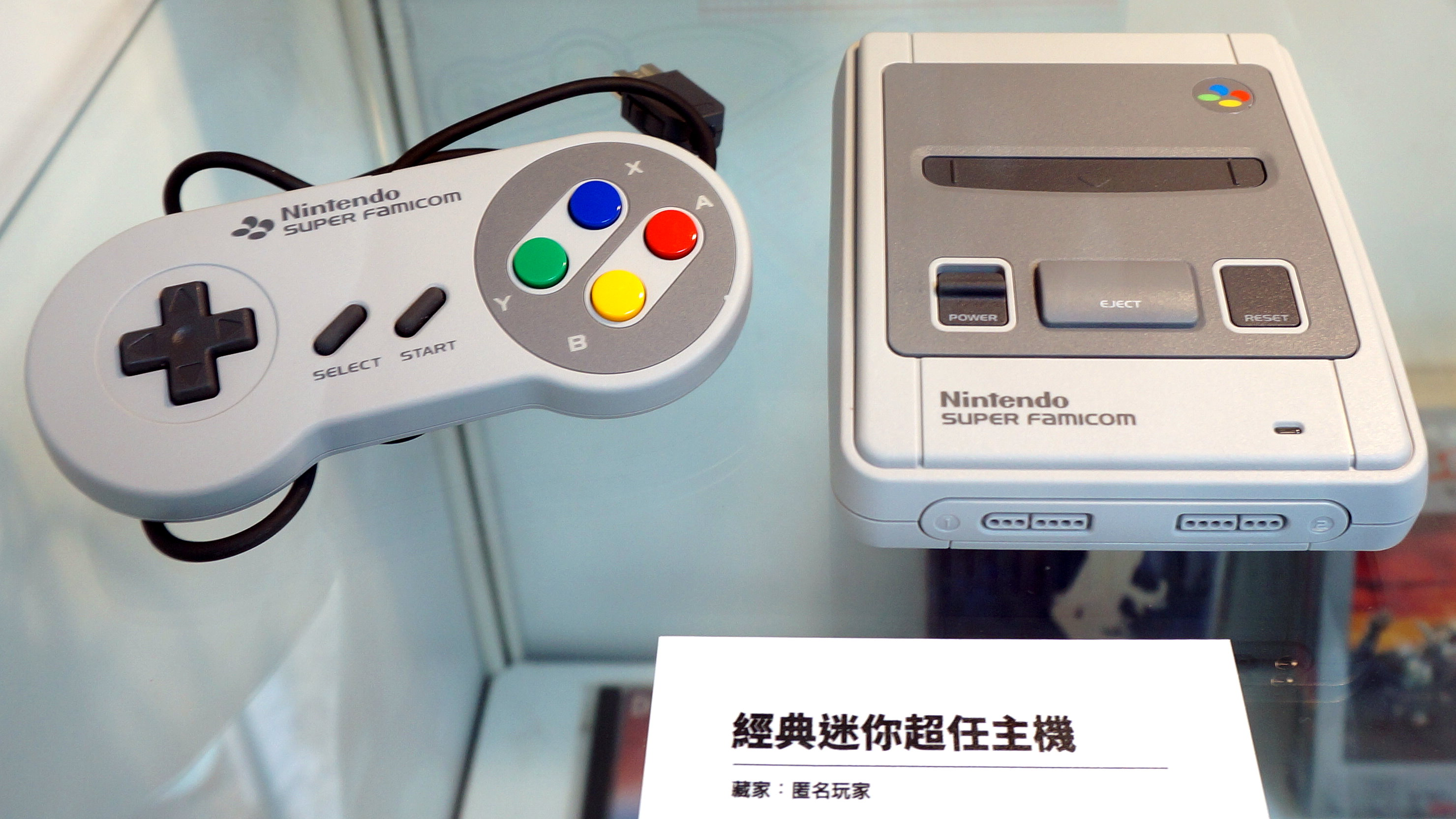
ニンテンドークラシックミニ スーパーファミコン
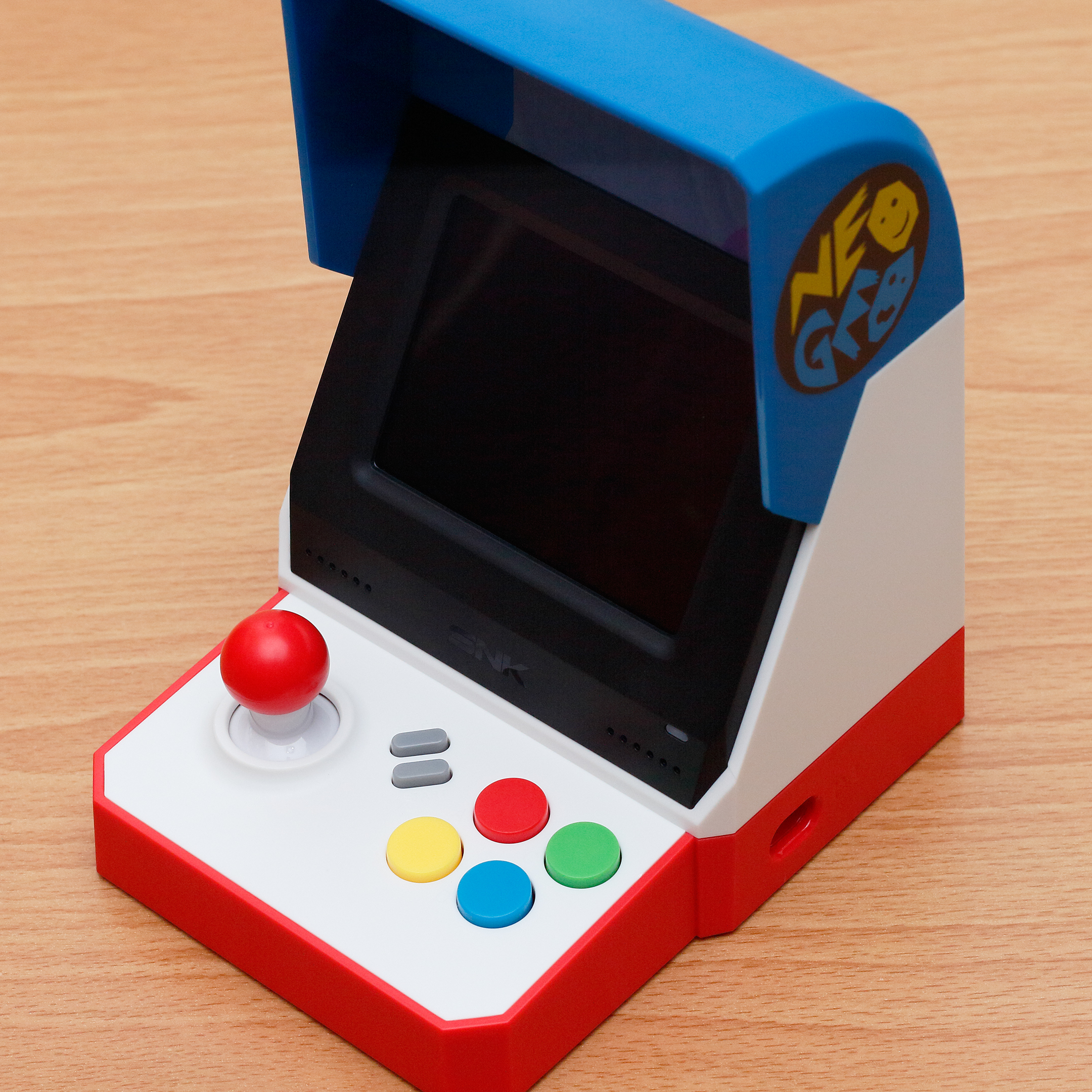
ネオジオ ミニ
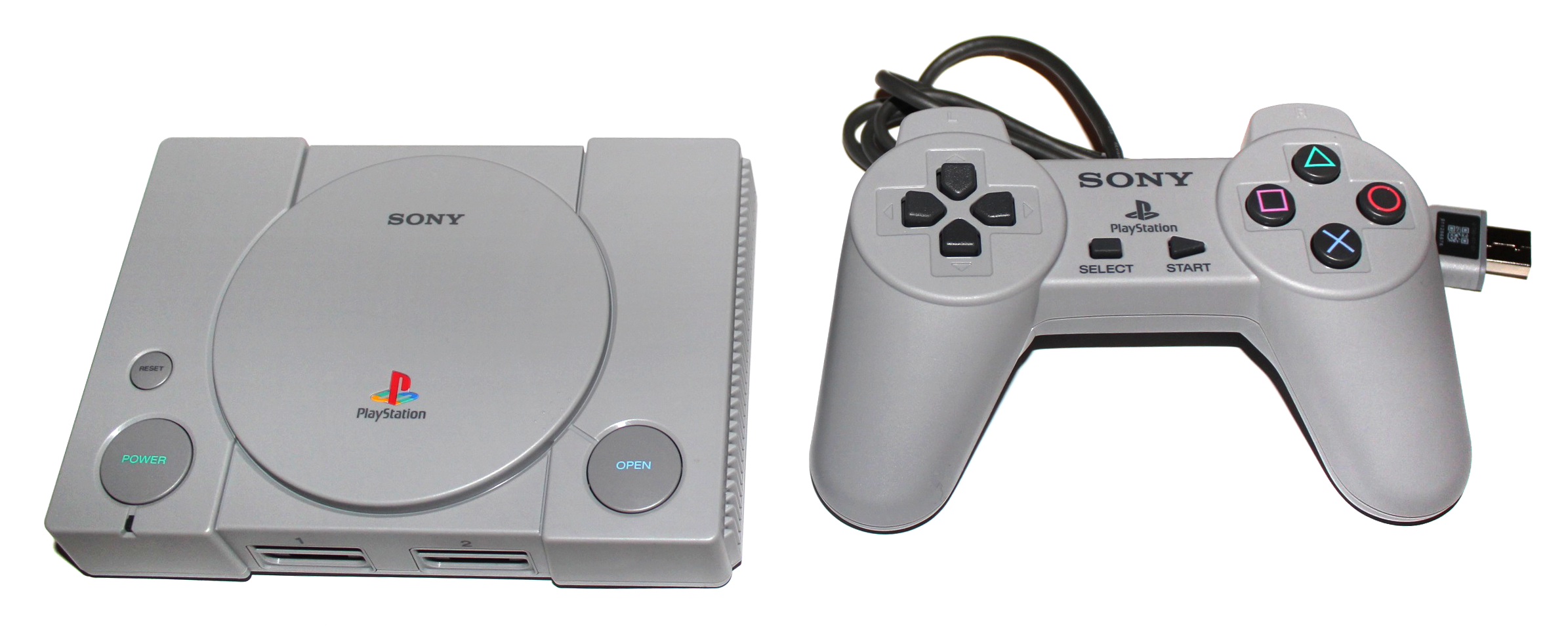
PlayStation Classic
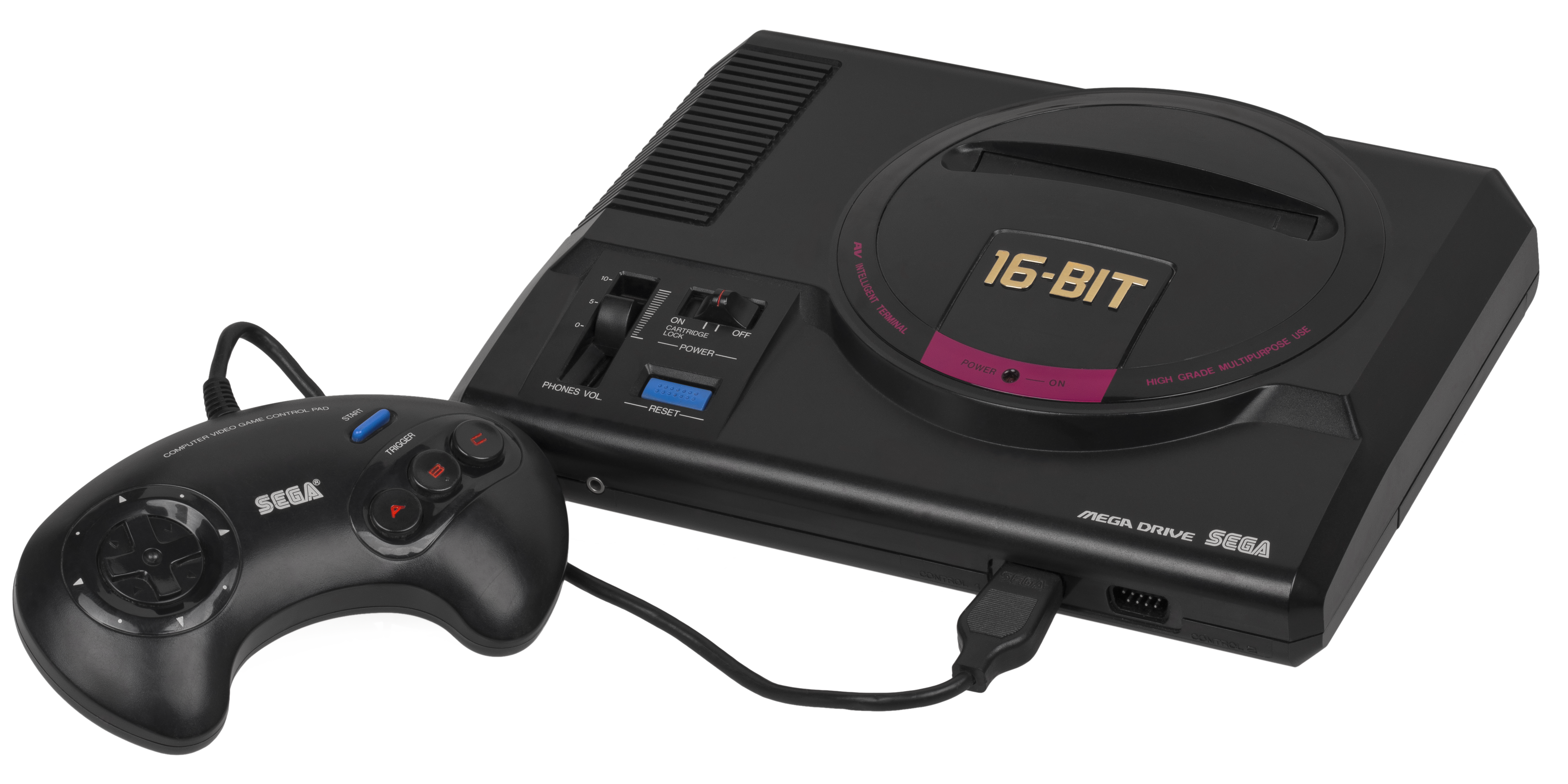
メガドライブ ミニ
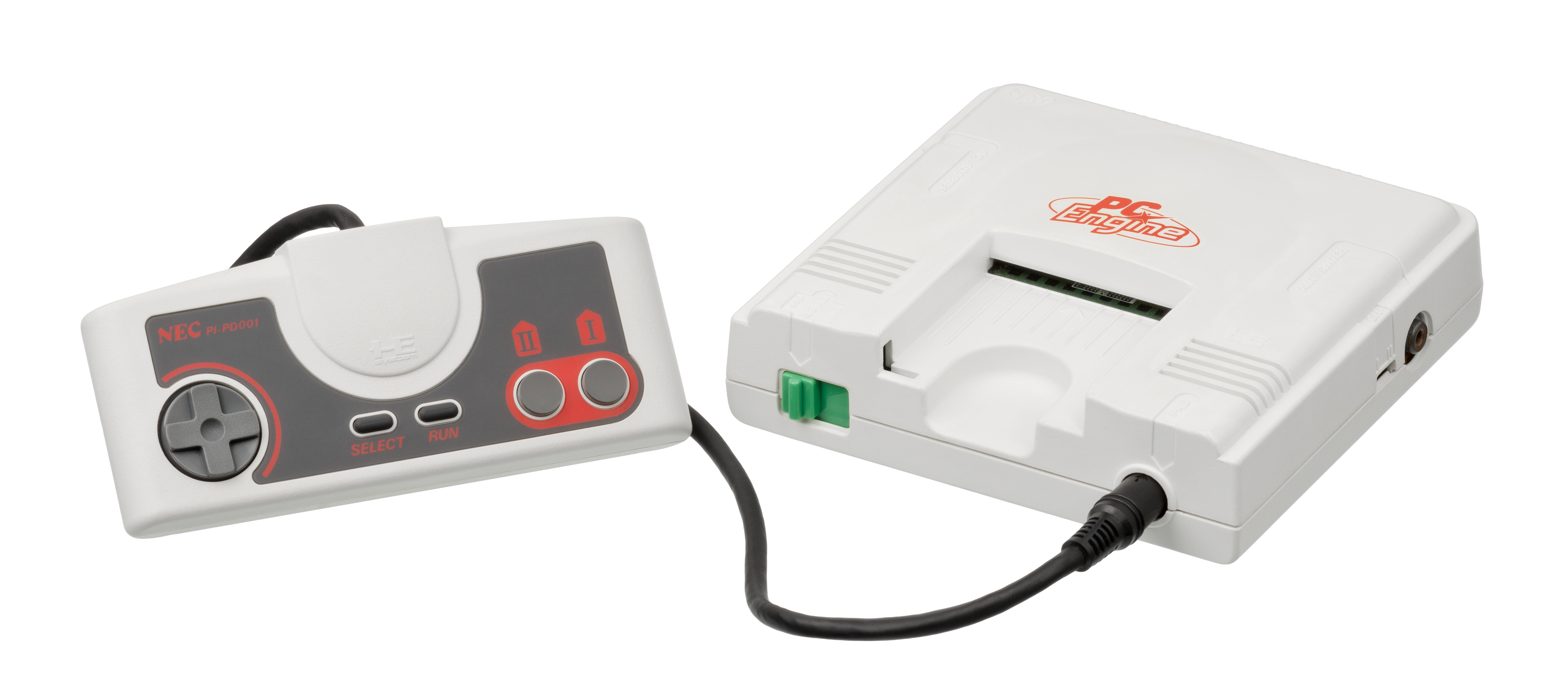
PCエンジン mini
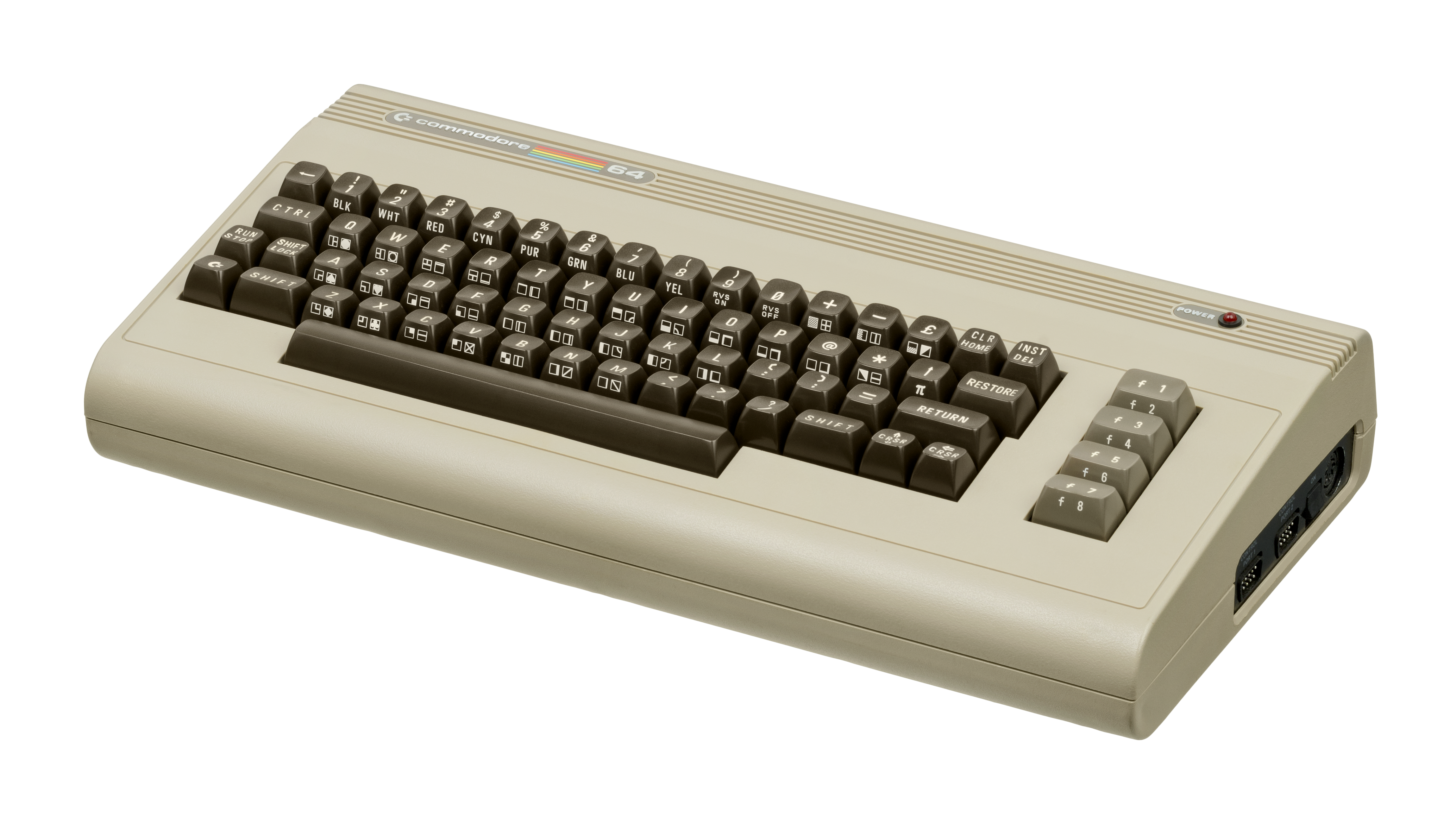
The C64

- ニンテンドークラシックミニ ファミリーコンピュータ（任天堂、2016年）
- ニンテンドークラシックミニ スーパーファミコン（任天堂、2017年）
- ネオジオ ミニ（SNK、2018年）
- PlayStation Classic（SIE、2018年）
- メガドライブ ミニ（セガ、2019年）
- PCエンジン mini（コナミ、2020年）
- メガドライブ ミニ2（セガ、2022年）
- The C64[55]（Commodore64の大きさやキータッチまで再現し、HDMIやUSB端子を備えたもの）

### 携帯機

復刻系ゲーム機（携帯機）
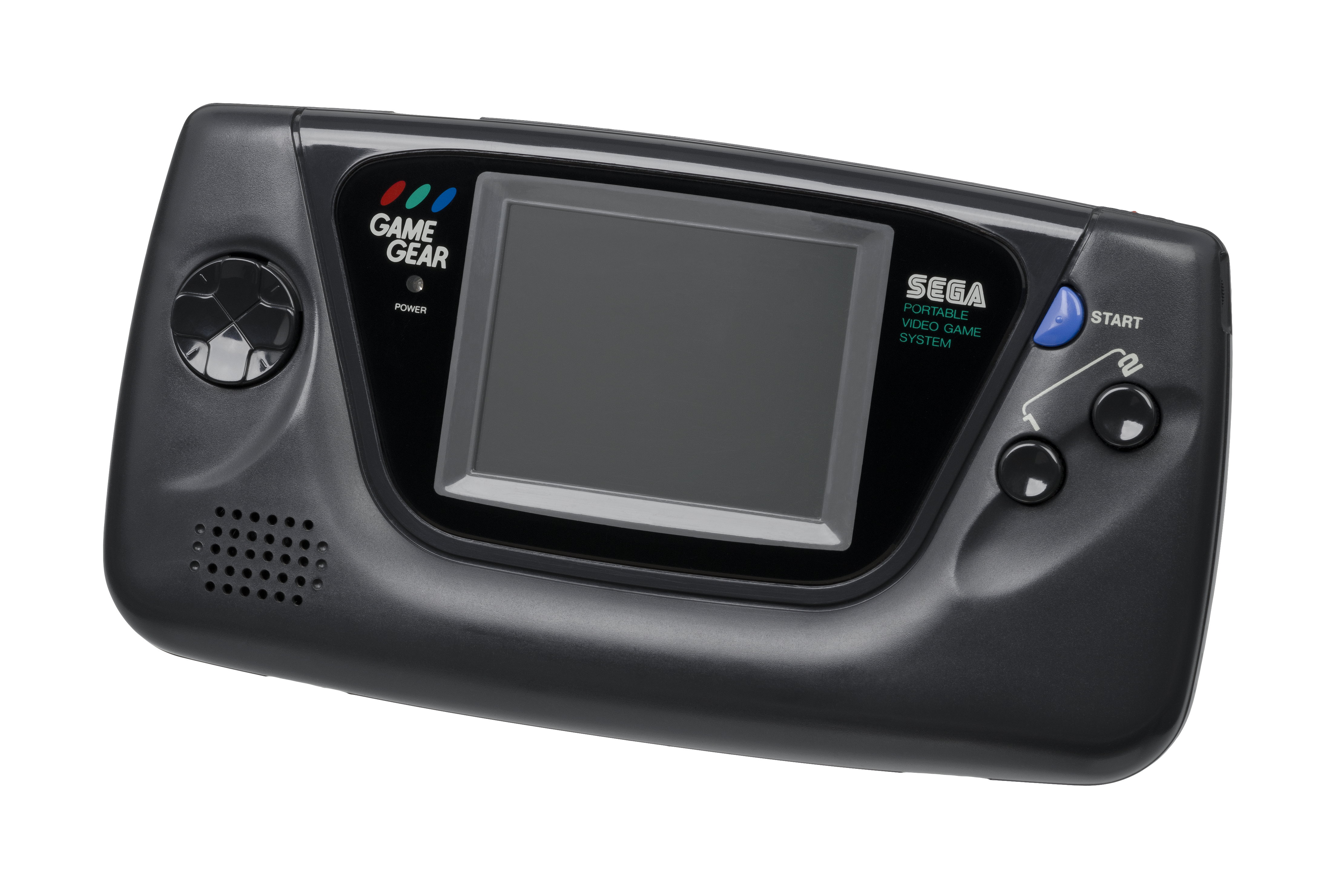
ゲームギアミクロ
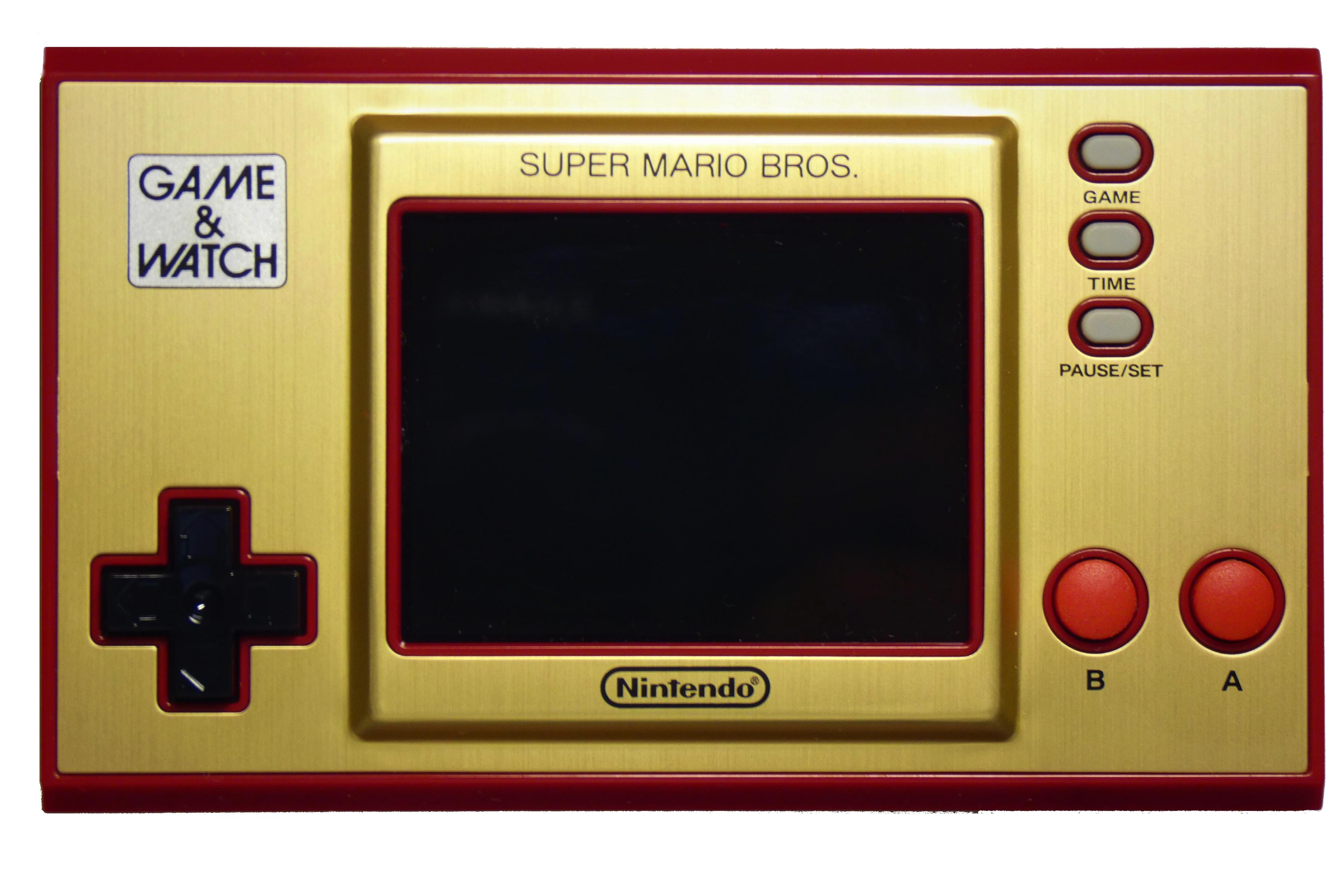
ゲーム&ウオッチ スーパーマリオブラザーズ
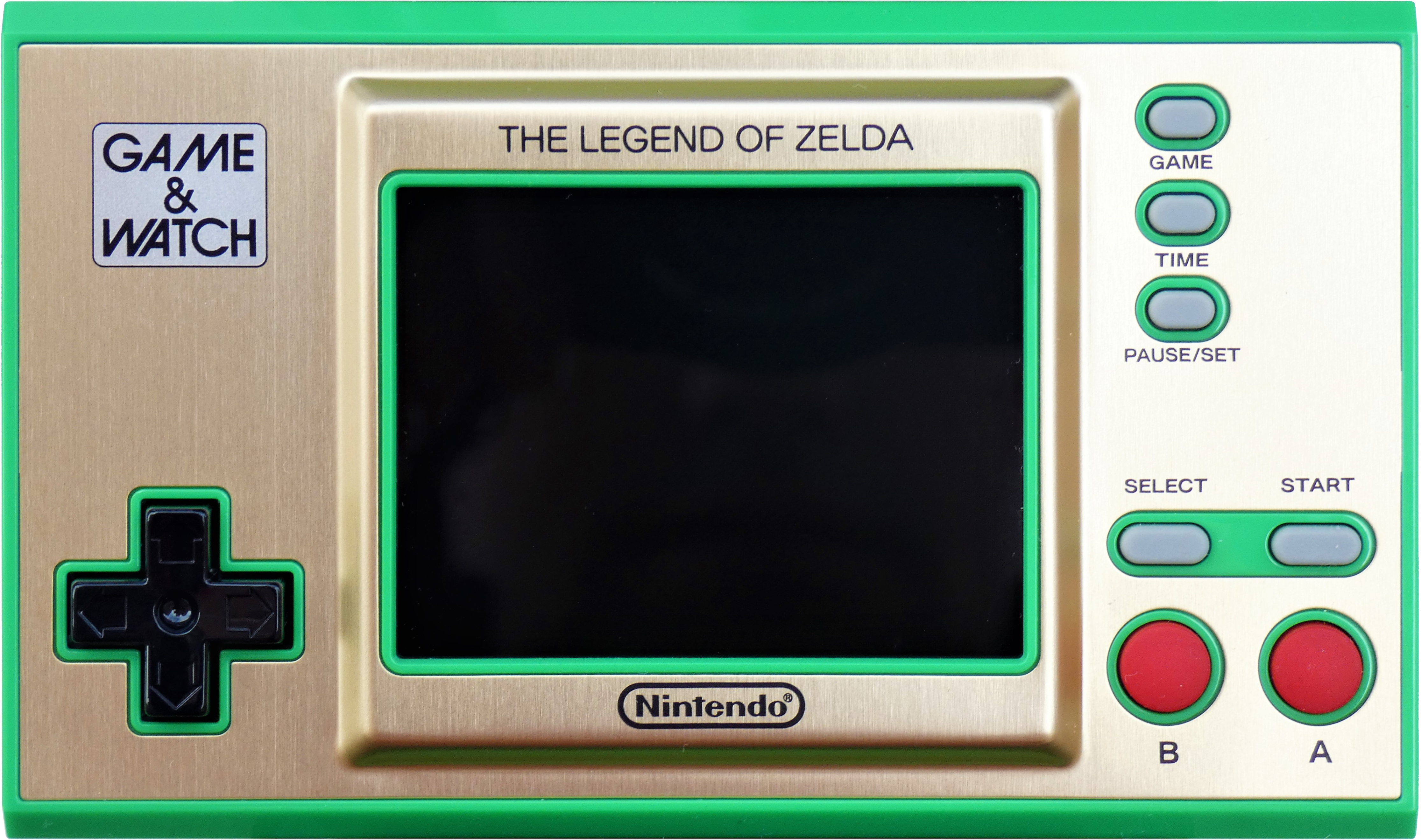
ゲーム&ウオッチ ゼルダの伝説

- ゲームギアミクロ（セガ、2020年）
- ゲーム&ウオッチ スーパーマリオブラザーズ（任天堂、2020年）
- ゲーム&ウオッチ ゼルダの伝説（任天堂、2021年）

### アーケードゲーム機
- アストロシティミニ（セガトイズ、2020年）
- RETRO STATION[56]（カプコン、2021年）
- MVSX（SNK、2021年）
- イーグレットツー ミニ（タイトー、2022年）
- アストロシティミニV（セガトイズ、2022年）